# نخستین جنگ صلیبی
نخستین جنگ صلیبی (۱۰۹۶–۱۰۹۹ میلادی) نخستین جنگ از مجموعه جنگ‌های صلیبی به‌شمار می‌رود که در پی فرمان پاپ اوربان دوم برای بازپس‌گیری سرزمین مقدس، در جریان شورای کلرمون در سال ۱۰۹۵ میلادی آغاز شد. این لشکرکشی منجر به تصرف نیقیه، انطاکیه، اورشلیم و بخشی از آناتولی و کرانه شرقی دریای مدیترانه شد و لشکرهای مسلمانی که توسط سلجوقیان روم، اتابکان ترک شام و خلافت فاطمیان گسیل شدند، همگی شکست خوردند.
پس از آنکه بخش بزرگی از قلمرو امپراتوری بیزانس در آناتولی در پی نبرد ملازگرد (۱۰۷۱ م) به تدریج به دست ترکان سلجوقی تسخیر گردید، پاپ اوربان دوم خواستار گسیل شدن اردویی نظامی، برای یاری رساندن به امپراتوری بیزانس گردید و پیشنهاد محاصرهٔ شهرهای نیقیه و انطاکیه، که به تازگی تصرف شده بودند را مطرح کرد. این اردوکشی در پاسخ به درخواست کمک نظامی از سوی آلکسیوس یکم، امپراتور بیزانس به وقوع پیوست. اگرچه، طبق اظهارات شاهدان عینی که پس از سال ۱۱۰۰ م به‌نگارش درآمده است، پاپ در سخنرانی‌اش در کلرمون، با تأکید بر آزادسازی اراضی مقدس، آن را با اعتقاد به زیارت اماکن مقدس پیوند زد و سرزمین مسیح و مقدس‌ترین مکان در دیدگاه مسیحیان را هدف نهایی خود قرار داد.
در این جنگ دو یورش عمده به سوی خاورمیانه صورت پذیرفت. موج نخست که به جنگ صلیبی عوام‌الناس شهره شد، در بهار سال ۱۰۹۶ و پیش از روز موعود تعیین شده از سوی پاپ به وقوع پیوست و رهبری آن برعهده شخصی به نام پیتر زاهد بود. پیتر توانست شور و هیجان مذهبی زیادی را در میان شمار بسیار زیادی از افراد غیرورزیده و روستایی‌های عامی و بیسواد و همچنین نجیب‌زادگان دون‌پایه ایجاد نماید و آنان را ترغیب به همراهی خود کند. پیروان او در راینلند، در شمال اروپا، در اثر شور و شوق ناشی از سخنرانی‌های مذهبی پیتر به یهودیان حمله کردند و همچنین در مسیرشان به سوی آناتولی با مجارها و بیزانسی‌ها نیز بر سر تأمین آذوقه درگیر شدند. سرانجام سپاه پیتر و مردم صلیبی پیروش، از تنگه بسفر عبور کرده و در ماه اکتبر از ترکان آناتولی به سختی شکست خوردند.
یورش دوم معروف به جنگ صلیبی شاهزادگان در مقایسه با یورش عوام، از سازماندهی جنگی بسیار بهتری برخوردار بود و در اواخر تابستان ۱۰۹۶ م آغاز شد. علت نام گذاری این یورش همراه شدن شمار زیادی از شاهزادگان و نجیب‌زادگان مسیحی اروپا با این سپاه بود. این سپاه که از چهار سپاه کوچکتر تشکیل می‌شد، در میانهٔ نوامبر ۱۰۹۶ تا آوریل ۱۰۹۷ در پشت دیوارهای قسطنطنیه به یکدیگر رسیده و از تنگه بسفر گذشتند. آن‌ها به آناتولی یورش برده و نیقیه را در ژوئن ۱۰۹۷ تصرف نموده و کنترل آن را به بیزانسی‌ها سپردند و در ادامه سپاه سلجوقیان روم را در دورلیوم شکست دادند. آنها توانستند در ۱۰۹۷، انطاکیه را تسخیر کرده و سپاه کمکی مسلمان که از سوی اتابک موصل و حاکمان دمشق و حلب اعزام شده بود را درهم بشکنند. سرانجام صلیبیون در ژوئن ۱۰۹۹ به اورشلیم رسیدند و در جریان حمله‌ای که در ۷ ژوئیهٔ ۱۰۹۹ رخ داد، شهر را به کنترل خود درآورده و مدافعان را قتل‌عام کردند. تلاش کوچک فاطمیان برای بازپس‌گیری اورشلیم، توسط صلیبیون در نبرد اشکلون دفع گردید.
آن‌ها هم‌زمان با فتوحاتشان، دولت‌هایی لاتین و صلیبی مانند پادشاهی اورشلیم، کنت‌نشین طرابلس، شاهزاده‌نشین انطاکیه و کنت‌نشین ادسا را پایه‌ریزی کردند که باعث به تیرگی گراییدن روابطشان با امپراتوری بیزانس گردید. پس از تصرف اورشلیم، بیشتر صلیبیون به خانه‌هایشان بازگشتند که باعث آسیب‌پذیری پادشاهی صلیبی در مقابل مسلمانان در طول جنگ‌های صلیبی دوم و سوم شد.

## پیش‌زمینهٔ تاریخی

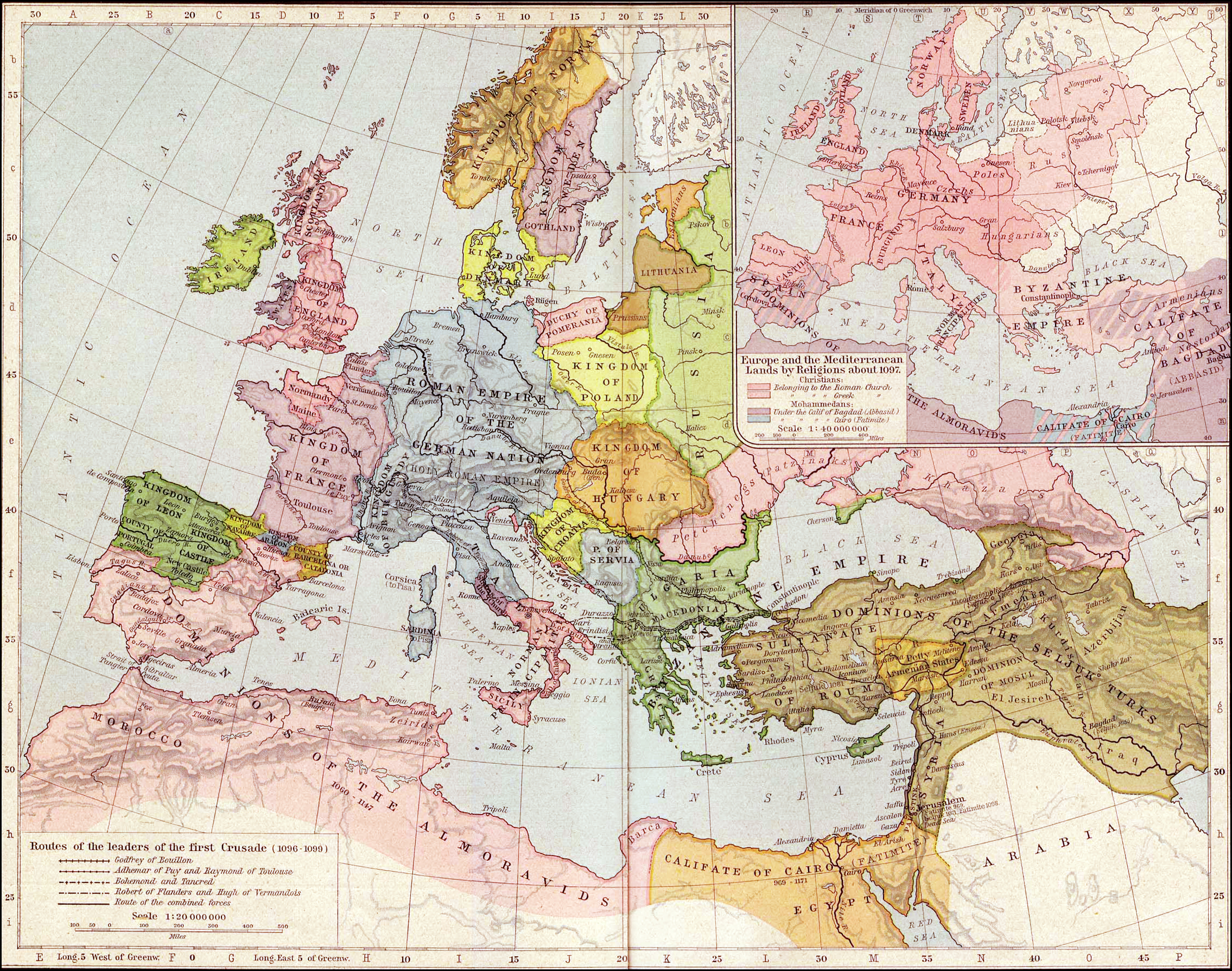
نقشه اروپا و کرانه‌های مدیترانه در سال ۱۰۹۷ میلادی در آستانه نخستین جنگ صلیبی.

در قرن ۷ و ۸ میلادی، با ظهور اسلام و گسترش فتوحات مسلمانان در سوریه، مصر و شمال آفریقا — که قسمت بزرگی از امپراتوری مسیحی بیزانس بود — و همچنین هیسپانیا ـ که تحت فرمانروایی پادشاهی ویزیگوت بود ـ زمینه‌های برخورد، اختلاف و تضاد میان مسلمانان و مسیحیان فراهم آمد. اما در سده‌های بعد با ضعف خلافت اسلامی، انشقاق خلافت سنی عباسی و خلافت شیعی فاطمیان و پدید آمدن دولت‌های کوچک مسلمان در قلمروی اسلامی، قدرت مسلمانان در برخی مناطق همچون هیسپانیا با شکل‌گیری جنبش‌هایی همچون رِکُونکیستا (بازپس‌گیری اندلس) به تدریج کاهش یافت. با آغاز جنبش بازپس‌گیری اندلس، تفکر و روحیهٔ آزادسازی سرزمین‌های مقدس که به زعم مسیحیان از سوی کلیسا وقف عیسی مسیح شده بودند، میان جنگجویان مسیحی ظهور پیدا کرد. هرچند کلیسا در آن زمان از جنگ به عنوان واکنشی صحیح و مناسب در مقابل کافران (به‌خصوص مسلمانان) حمایت می‌کرد اما برای آن امتیازات معنوی چندانی قائل نبود.
دلایل وقوع جنگ‌های صلیبی و به‌طور ویژه نخستین جنگ صلیبی، به صورت گسترده‌ای میان مورخان مورد گفت‌وگو قرار گرفته است. در حالی که ممکن است در مورد کم و کیف وقوع این جنگ‌ها بین مورخان اختلاف باشد، اما آنچه روشن است این است که وقوع نخستین جنگ صلیبی ناشی از ترکیبی از عوامل مؤثر در اروپا و غرب آسیا است. در اروپا، اورشلیم به عنوان شهر مقدس مسیحیان، به عنوان محلی برای توبه از اهمیت ویژه‌ای برخوردار بود. با آغاز ضعف خلافت فاطمی و ظهور و قدرت‌گیری امپراتوری سلجوقیان، کنترل اورشلیم در دست ترکان سلجوقی افتاد که سیاست سختگیرانه شان در قبال زائران مسیحی، موجب شکایت آنها به پاپ شد. در همین زمان بود که شکست امپراتوری بیزانس در نبرد ملازگرد از سلجوقیان و نیاز این امپراتوری به حمایت نظامی با افزایش تمایل طبقهٔ نظامی اروپای غربی برای پذیرش رهبری پاپ مقارن شد.

### وضعیت اروپا
در قرن ۱۱ میلادی، با پیشرفت‌ها و ابداعات در حوزهٔ فناوری و کشاورزی، اروپا شاهد شکوفایی تجارت، توسعهٔ اقتصادی و رشد جمعیت بود. همچنین به دنبال رشد شهرنشینی ناشی از پیشرفت فعالیت‌های صنفی و تجاری، دو قطب تجاری و اقتصادی اروپای غربی (شمال ایتالیا و حوزه دریای بالتیک) پدیدار شد. کلیسای کاتولیک همچنان به عنوان بازیگر اصلی اثرگذار بر تمدن غرب باقی ماند؛ هرچند دستگاه کلیسا در این زمان نیاز مبرمی به اصلاحات داشت. مناسبات اجتماعی اروپا نیز بر پایهٔ سیستم ارباب‌منشی و فئودالیسم شکل و سازمان یافت. شوالیه‌ها و سایر اربابان و اشراف نیز براساس ساختار سیاسی اروپای فئودالی قرن ۱۱ میلادی، در ازای تعهد نظامی به اربابان مافوق خود، حق اجاره و دریافت اراضی و املاکی را دریافت می‌کردند.
اروپای غربی پس از حملات وایکینگ‌ها، مجارها و مسلمانان در قرن ۹ و ۱۰ میلادی و همچنین با سقوط امپراتوری کارولنژی، از جهات بسیاری به صورت یک اردوگاه نظامی درآمده و قلعه‌های زیادی در تمامی اروپای غربی ساخته شده بود و شوالیه‌های مسلح و جنگجویان تعلیم‌دیده در همه جا حضور داشتند. نظر به فقدان اقتدار مرکزی و کثرت جنگجویان و شوالیه‌ها، خشونت در اشکال گوناگون به صورت چشمگیری در اروپای غربی افزایش یافت. کلیسا کوشید با ارائه راهکارهایی، خشونت را کاهش دهد: نخست، راهکار صلح الهی بود که افرادی را که به غیرنظامیان حمله می‌کردند با کیفر الهی تهدید می‌کرد؛ دوم، راهکار آتش‌بس الهی بود که طی آن جنگ در روزهای یکشنبه و ایام مقدس، ممنوع می‌شد. هرچند کلیسا کنترل چندانی بر شوالیه‌ها و بارون‌ها نداشت.
نخستین پیروان و روحانیون مسیحی، جنگ را چیزی جز قتل‌عام نمی‌دانستند ولی پس از گرویدن کنستانتین، امپراتور روم (حک. ۳۰۶–۳۳۷) به مسیحیت در سال ۳۱۲ میلادی و رسمی‌شدن این آیین، ضروری می‌نمود که یک مسیحی برای حفظ مصالح دین و سرزمین خود، دست به شمشیر برد، ولی کلیسا هنوز بر آن بود که جنگ و خونریزی [حتی با غیرمسیحیان] روا نیست و کار ناپسندی به‌شمار می‌رود. در قرن ۵ میلادی، سن آگوستین اعلام داشت: «جنگی که جنبهٔ تهاجمی داشته باشد، نامشروع است اما اگر از جانب یک مقام مشروع همچون اسقف یا پادشاه، برای دفاع یا بازپس‌گیری اراضی از دست رفته باشد، مجاز و مشروع است.» در هر حال، کلیسا در آغاز به جنگ به عنوان نوعی سازوکار دفاعی می‌نگریست و بیشتر تحت تأثیر جنبش صلح الهی، فرمان جنگ مقدس را صادر می‌کرد. تا قرن ۱۱ میلادی، نظر کلیسا در مورد مشارکت فعالانه در جنگ هنوز ساخته و پرداخته نشده بود؛ زیرا اقدامات کلیسا به آن حد نبود که نجبا و اشراف را به ادای سوگند نسبت به پیمان‌های صلح ترغیب کند. اما با به قدرت رسیدن گریگوری هفتم (حک. ۱۰۷۳–۱۰۸۵) و آغاز اصلاحات مذهبی وی، ایدهٔ جنگ مقدس از مرحله تئوری و حرف گذشت و به میدان عمل پا گذاشت. رهبران کلیسا، زان پس شوالیه‌ها و جنگجویان مسیحی را تشویق می‌کردند تا دست از کشمکش‌های بیهوده بردارند و برای نبرد با کافران، روانهٔ مرزهای جهان مسیحیت شوند. پاداش آنها تصاحب سرزمین‌های فتح‌شده، آمرزش گناهان و پاداش آسمانی بود. الکساندر دوم (حک. ۱۰۶۱–۱۰۷۳)، گناهان همهٔ جنگجویان سال ۱۰۶۴ را آمرزیده خواند ولی گریگوری هفتم تنها گناهان کسانی را بخشیده خواند که در راه صلیب جان باخته بودند. بدین ترتیب کلیسای رم سر رشتهٔ رهبری جنگ‌های مقدس را برعهده گرفت.

### وضعیت بیزانس
امپراتوری بیزانس که در یک‌چهارم نخست قرن ۱۱ (دوران باسیل دوم) در اوج قدرت نظامی خود بود، در نیمهٔ پایانی این قرن با مسائلی روبه‌رو شد که منجر به محدود شدن مرزهای این امپراتوری به یونان و بخش‌هایی از بالکان شد. این تغییر و تحولات ناشی از تهدید مردمان مجاور یا نیروهای جدید در بالکان و آسیای صغیر بود. در بالکان و شمال قلمروی امپراتوری، پچنگ‌ها امپراتوری را تحت فشار قرار داده بودند؛ در اوایل سال ۱۰۴۹، امپراتور بیزانس، کنستانتین نهم (حک. ۱۰۴۲–۱۰۵۵)، تصمیم گرفت که ۱۵ هزار پچنگ را به عنوان نیروهای نظامی مزدور از شمال دریای سیاه به مرزهای شرقی امپراتوری یعنی بالکان آورده، در آنجا مستقر کند. اما پس از اندک زمانی پچنگ‌ها شورش خود را علیه امپراتوری بیزانس آغاز کردند. به زودی این نیروها اراضی اطراف آدریانوپولیس را غارت کردند و توانستند نیروهای دوکس محلی را شکست دهند. با وجود تلاش دیپلماتیک اپراتوری بیزانس همچون آزادی جنگ‌سالاران پچنگ، آنها به حملات خود در ناحیه مقدونیه و تراکیه ادامه دادند. با شکست دوکس‌های محلی، امپراتور بیزانس، کنستانتین نهم، برای مقابله با پچنگ‌ها، نیروهای خود را از شرق به غرب فرستاد اما تمامی نیروهای اعزامی در فاصله زمانی سال ۱۰۵۰ تا ۱۰۵۳ از نیروهای پچنگ شکست خوردند. با وجود پیروزی‌های پچنگ‌ها، آنها در سال ۱۰۵۳ ضمن متوقف‌کردن حملات خود، خواستار صلح با امپراتوری شدند. اگرچه درگیری میان امپراتوری با شورشیان پچنگ با صلح به پایان رسید اما این جنگ باعث نابودی ارتش امپراتوری بیزانس شد و اثرات آن دامان امپراتوری بیزانس را در جنگ‌های بعدی با نورمن‌ها و ترکان گرفت.
در جنوب ایتالیا، نورمن‌ها که تحت لوای خاندان هوتوویل یا اوتویل و رهبری رابرت گیسکارد متحد شده بودند، در سال ۱۰۷۱ بر نیروهای بیزانس در بندر باری چیره شده و به سلطه بیزانس در ایتالیا پایان دادند. ۱۰ سال بعد نورمن‌ها دریای آدریاتیک را درنوردیدند تا بر دوراتزو (دراج) که بر راه مشرف به قسطنطنیه مشرف بود، حمله کنند. در این زمان امپراتوری بیزانس مجبور به کمک گرفتن از ناوگان جمهوری ونیز شد و در مقابل امتیازات اقتصادی و تجاری قابل توجهی را اعطا کرد تا بتواند بدین وسیله حمله نورمن‌ها را دفع کند. با این حال امپراتوری بیزانس در نبرد دوراتزو شکست خورد تا امپراتور جدید بیزانس، آلکسیوس یکم کمننوس (حک. ۱۰۸۱–۱۱۱۸) برای رفع خطر بیش از پیش نورمن‌ها، با دادن رشوه به پادشاه آلمان، هاینریش چهارم (حک. ۱۰۵۴–۱۱۰۵)، وی را برای حمله به جنوب ایتالیا ترغیب کند. با این حال با مرگ رابرت گیسکارد در سال ۱۰۸۵، نخستین حملهٔ نورمن‌ها به بالکان به پایان رسید.
با ظهور اسلام و آغاز فتوحات مسلمانان در قرن ۷ میلادی، امپراتوری بیزانس سرزمین‌های زیادی را در حمله‌های توسعه‌طلبانه مسلمانان از دست داد اما با ناکامی مسلمانان در فتح قسطنطنیه، امپراتوری بیزانس در نهایت توانست قلمروهای مهمش یعنی یونان و آسیای صغیر را حفظ کند. آسیای صغیر برای سربازگیری و تأمین آذوقه برای پایتخت امپراتوری، قسطنطنیه، اهمیت حیاتی داشت. با متوقف‌شدن موج نخست فتوحات اسلامی و همچنین زوال خلافت در جهان اسلام و ظهور دولت‌های مستقل در قلمروی اسلامی، امپراتوری بیزانس توانست در قرن ۱۰ بار دیگر مناطقی همچون کرت، کیلیکیه و جنوب ایتالیا را به قلمروی خود ضمیمه کند. در قرن ۱۱ با مهاجرت و حرکت گروه جدیدی از ترکان تازه مسلمان به نام ترکان سلجوقی، امپراتوری بیزانس بار دیگر مورد تهدید قرار گرفت. ترکان سلجوقی پس از شکست ترکان غزنوی در نبرد دندانقان و تصرف ایران و عراق و تشکیل امپراتوری سلجوقیان به رهبری طغرل بیک (حک. ۱۰۳۷–۱۰۶۳)، حملات خود را به جزیره، ارمنیه، شام آغاز کردند و موفق به فتح این مناطق شدند. با مرگ طغرل و به تخت نشستن آلپ ارسلان (حک. ۱۰۶۳–۱۰۷۲)، حملات ترکان سلجوقی به آسیای صغیر تا سال ۱۰۷۰ ادامه یافت و اراضی همچون اران، گرجستان و ارمنستان نیز به امپراتوری سلجوقی الحاق شدند. این شرایط امپراتوری بیزانس مجبور ساخت که خود را برای مقابله با ترکان سلجوقی آسیای صغیر خود آماده کند.
در سال ۱۰۷۱، امپراتور بیزانس، رومانوس چهارم دیوژن (حک. ۱۰۶۸–۱۰۷۱)، در پاسخ به حملات ترکان سلجوقی به آسیای صغیر، همراه با نیروهای خود برای مقابله با آنها عازم شرق آسیای صغیر شد. دو سپاه سرانجام در ۲۶ اوت ۱۰۷۱ در نزدیکی شهر ملازگرد در ناحیه ایبری به یکدیگر رسیدند. در «آن روز وحشت‌انگیز»، نیروهای امپراتوری بیزانس شکست سختی را متحمل و امپراتور بیزانس، رومانوس چهارم، نیز اسیر ترکان سلجوقی شد. با درهم شکستن نیروهای امپراتوری بیزانس در نبرد ملازگرد و بی‌دفاع ماندن قلمروی شرقی امپراتوری، ترکان سلجوقی به سرعت در آسیای صغیر پیش رفتند و شهرهایی همچون آنکارا، قونیه و نیقیه را به تصرف خود درآوردند. طبق گفتهٔ توماس مادن «دیگر پس از گذشت چند سال، شهروندان قسطنطنیه می‌توانستند ورای تنگهٔ بسفر سرزمین ترکان را مشاهده کنند». با وجود اینکه احتمال سقوط امپراتوری بیزانس بعد از شکست ملازگرد و همچنین وقوع درگیری وجنگ‌های داخلی می‌رفت، آلکسیوس از خاندان کومننوس، امپراتور نیکه‌فوروس سوم را از قدرت خلع و خود قدرت را در دست گرفت تا «امپراتوری جانی دوباره بگیرد». او بعد از شکست پچنگ‌ها، برای مقابله تهدیدهای خارجی به‌ویژه ترکان، ارتشی بزرگ از سربازان حقوق‌بگیر و اجیر شده از نیروهای مختلف را تشکیل داد. با این حال آلکسیوس به نیروهای بیشتری نیاز داشت. به همین جهت برای طلب کمک به غرب روی آورد و سفیری را نزد پاپ در رم فرستاد.

### اقدامات گریگوری هفتم
از دهه ۱۰۵۰ تا ۱۰۸۰، با به قدرت رسیدن اشخاصی همچون لئون نهم و بعدتر پاپ گریگوری هفتم، اصلاحاتی در دستگاه کلیسای رم پدید آمد که منجر به بسط قدرت دنیوی پاپ‌ها و دستگاه پاپی شد. این امر باعث درگیری و اختلاف میان کلیسای غرب و شرق شد که ریشهٔ در دکترین برتری مقام سراسقفی سن پیتر و پاپ‌های رم داشت. کلیسای شرق، پاپ رم را تنها یکی از پنج پاتریارک کلیسا در کنار پاتریارک اورشلیم، قسطنطنیه، اسکندریه و انطاکیه می‌دانست. در سال ۱۰۵۴ تفاوت و اختلاف در سنت، عقاید و اصول سبب شد تا پاپ لئون نهم (حک. ۱۰۴۹–۱۰۵۴) هیئتی را به قسطنطنیه بفرستد تا کلیساهای شرقی وادار کند که برتری او و کلیسای رم را به رسمیت بشناسند. با رد درخواست لئون نهم و حملهٔ کلیساهای شرقی به اصول کلیسای رم، طرفین یکدیگر را تکفیر و ارتباطات خود را قطع کردند تا این مسئله به انشقاق شرق و غرب یا جدایی بزرگ منتهی شود.
اروپای غربی قبل از رسیدن سفیر آلکسیوس از وضعیت امپراتوری بیزانس پس از نبرد ملازگرد اطلاع داشت. پاپ گریگوری هفتم اوایل سال ۱۰۷۴، با توجه به شرایط اجتماعی و سیاسی اروپا ـ فقدان قدرت مرکزی، افزایش نیروها و شوالیه‌های مسلح و افزایش خشونت در اروپا ـ نقشه‌های جدی برای بسیج نیروهای مسیحی در اروپای غربی در مقابل کافران و ترکان طرح کرده بود. درخواست کمک از سوی بیزانس برای گریگوری فرصت مغتنمی بود تا سلحشوران را به خدمت خداوند و کلیسا فرا خواند. او در تصوراتش ارتش قدرتمندی را می‌دید که به سوی شرق روانه بود و خود در رأس آن قرار داشت. این موضوع با جریان اصلاح‌طلبی کلیسا و پا گرفتن عقاید کلیسا در باب دخالت و حضور در امور دنیوی کاملاً همسو بود. اصلاح‌طلبان بر این باور بودند که این پاپ است که باید قدرت مافوق، حتی برتر از قدرت امپراتور را در اختیار داشته باشد. این برداشت، نظریه‌ای بود که نخبگان و اشراف حاکم اروپا آن را تأیید نمی‌کردند. اما اگر پاپ ارتش بزرگی علیه دشمنان مسیحیت بسیج و هدایت می‌کرد، شاهدی زنده برای موضوع مورد بحث اصلاح‌طلبان فراهم می‌شد.
گریگوری این اردوکشی از قبل طراحی‌شده را جنگ مقدس تقلی نمی‌کرد، بلکه آن را مأموریتی در جهت رحمت و نیکوکاری می‌دانست؛ مسیحیان شرق از سوی ترکان مسلمان تحت فشار بودند، از این رو جا داشت که برادران مسیحی آنها در غرب برای بازپس‌گیری سرزمین و دارایی آنها به کمکشان برخیزند. هرچند ظاهراً پاپ در نظر داشت پس از شکست ترکان از سرزمین مقدس دیدار کند اما هدف اصلی اردوکشی این مسئله نبود. در سال ۱۰۷۴ طی فراخوانی شوالیه‌ها و نیروهای مسیحی را برای کمک و یاری به بیزانس، فراخواند و از امپراتور مقدس روم، هاینریش چهارم درخواست کرد تا در غیاب او حمایت و رهبری کلیسا را به عهده بگیرد. هاینریش با علاقه تمام به این درخواست گردن نهاد اما دورهٔ دوستی میان پاپ و پادشاه بسیار کوتاه بود؛ چراکه گریگوری حکم خود مبنی بر عدم واگذاری منصب روحانیت به غیرروحانیون را در این زمان اعلام کرد. هاینریش در نامه‌ای به پاپ او را قدرت‌طلبی حریص خواند که مسند سن پیتر را با زور غصب کرده است. از آن زمان به بعد بود که نزاع و درگیری بزرگی معروف به مناقشه اعطای مقام میان دولت‌های اروپایی و پاپ آغاز شد. هرچند فرخوان پاپ نیز توسط فئودال نادیده و حتی رد شد. علت این‌کار این بود که با اینکه شکست در ملازگرد هولناک بود، ولی اهمیت زیادی نداشت و مشکلات بزرگی، حداقل در کوتاه مدت برای امپراتوری بیزانس به وجود نمی‌آورد. بدین ترتیب مسائل شرق موقتاً تا سال ۱۰۹۵ به دست فراموشی سپرده شد.

### وضعیت شرق
پس از مرگ خلیفه حاکم بأمرالله فاطمی (۱۰۲۱ م)، دیگر آزار و اذیتی از سوی فاطمیان به عیسویان نرسید و بازرگانان بیزانسی و ایتالیایی به بندرهای مصر رفت و آمد می‌کردند و همانند زائران از این شرایط سود می‌بردند. در این میان پیشروی ترکان سلجوقی در سرزمین‌های شرقی مسلمانان باعث ترس و بیم دولت‌های بیزانس و فاطمیان گردید و باعث شد روابط این دو دولت دوستانه شود. با پیروزی آلپ ارسلان در نبرد ملازگرد احتمال اتحاد میان فاطمیان و بیزانس از بین رفت و ارمنستان به‌طور کامل به تصرف ترکان درآمد.

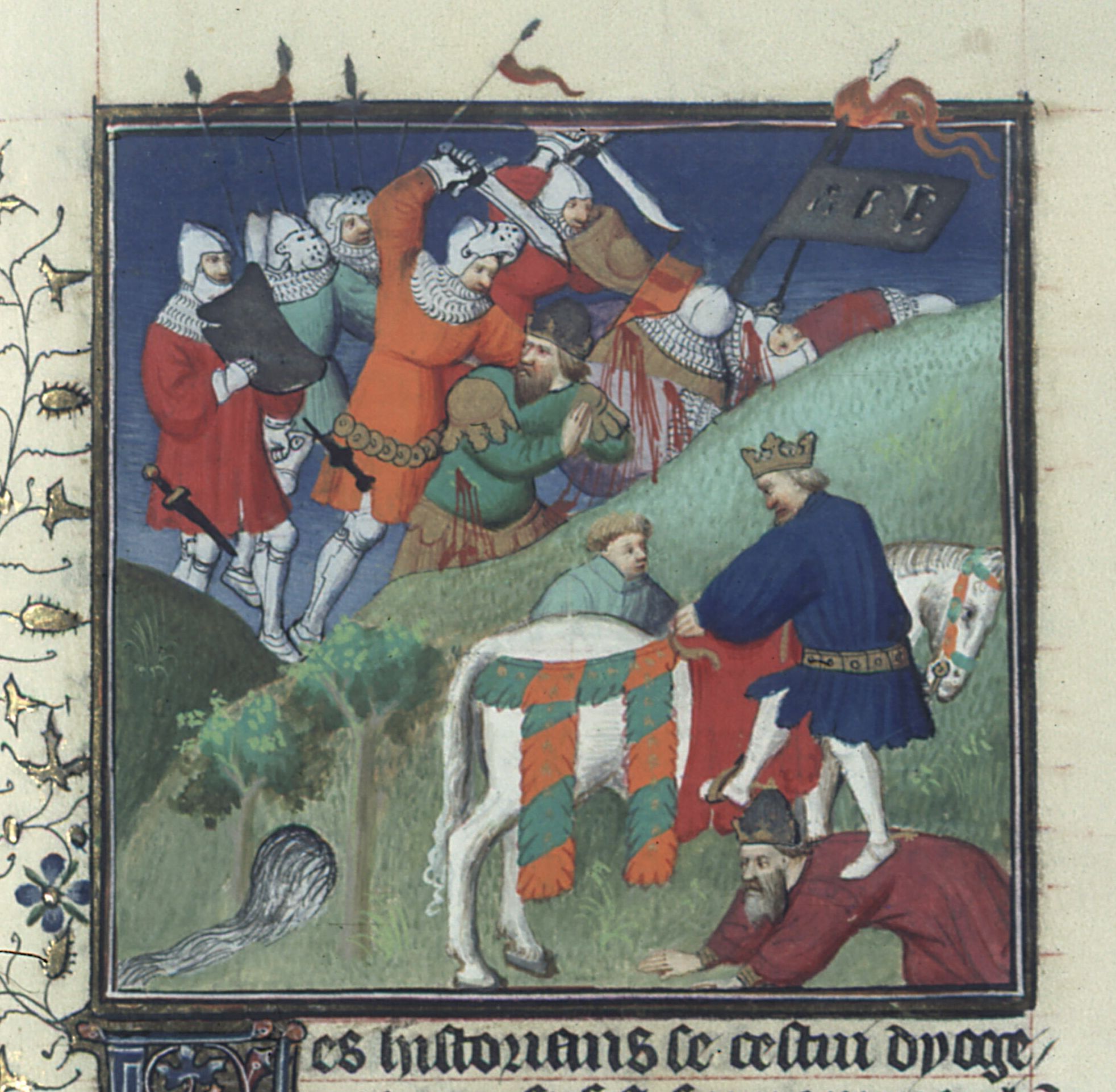
مینیاتوری فرانسوی از نبرد ملازگرد (متعلق به قرن ۱۵ میلادی)

پس از مرگ آلپ ارسلان(۱۰۷۲ م)، فرزند او ملکشاه به سلطنت رسید. گرچه ملکشاه هیچگاه به آناتولی لشکرکشی نکرد اما قبایل ترکمان دائماً به این نواحی حمله‌ور می‌شدند. سلیمان بن قتلمش پسر عموی ملکشاه از سوی او مأمور تصرف این نواحی گردید. سال ۱۰۷۳ سرآغاز گسترش ترک‌ها در سرزمین آناتولی بود. سلیمان برخلاف سایر روسای قبایل ترک همانند دانشمند غازی که فقط به دنبال ایجاد پایگاهی برای غارت مناطق اطراف خود بودند، قصد داشت تا برای خودش یک فرمانروایی تشکیل دهد. در پی کشمکش‌ها و جنگ داخلی در بیزانس برای تصاحب جایگاه امپراتوری، شماری از شهرهای مهم بیزانس به تصرف سلیمان درآمد. پس از تأسیس دولت سلجوقیان روم در سال ۱۰۷۷ میلادی، مهم‌ترین شهر آناتولی، نیقیه، به عنوان پایتخت سلجوقیان روم برگزیده شد. گرچه سلیمان (حکومت از ۱۰۷۷ تا ۱۰۸۶ م) توانسته بود بر مناطق زیادی از امپراتوری بیزانس دست پیدا کند اما دولت و فرمانروایی او نتوانسته بود به انسجام و نظم لازم و مرزهای مشخص دست یابد، از طرفی دیگر شماری از امیران ترک مانند دانشمند تنها ملکشاه را سرور خود می‌دانستند. دانشمند توانست با تصرف شهرهای قیصریه، آماسیه و سیواس برای خود یک امارت برپا کند. در همین میان شمار زیادی از شاهزادگان ارمنی به همراه اتباعشان که تقریباً نیمی از جمعیت ارمنستان را تشکیل می‌دادند به مناطق کاپادوکیه و در جنوب کوه‌های توروس مهاجرت کردند و پس از آغاز یورش سلجوقیان به کوه‌های توروس و آنتی توروس منتقل شدند.
در سال ۱۰۷۱ یکی از دست نشاندگان آلپ ارسلان به نام اتسز بن اوق، دمشق را تسخیر کرد و پس از چندی توانست سراسر خاک فلسطین تا مرز اشکلون را به زیر فرمان خودش در بیاورد. او توانست تا سال ۱۰۷۵ تمامی نواحی تابعه دمشق و اطراف آن را به قلمرو خودش اضافه کند. در سال ۱۰۷۹ اتسز به دستور تتش برادر ملکشاه کشته شد و تتش بدل به تنها فرمانروای سرزمینی گردید که از حلب تا سرحد مصر امتداد داشت. علیرغم اینکه او دشمنی خاصی با عیسویان نداشت اما بطریق اورشلیم بیشتر عمر خود را در قسطنطنیه گذراند.
سلیمان بن قتلمش که موفق به تسخیر انطاکیه شده بود در سال ۱۰۸۶ تصمیم گرفت تا حلب را نیز به تسخیر خود درآورد اما امیر عرب حلب از تتش درخواست کمک و یاری کرد و با کمک او توانست سپاه سلیمان را شکست دهد و سلیمان در نبرد کشته شد. مرگ سلیمان منجر به وقوع رقابت و کشمکش در میان امیران متعدد آناتولی گردید که هرکدام توسط الکسیوس فریفته می‌شدند و الکسیوس توانسته بود از این وضعیت به نفع خود استفاده نماید و آنان را در برابر هم قرار دهد. سرانجام نیقیه که شش سال تمام در دست یکی از امیران یاغی بود، در سال ۱۰۹۲ به دست قلج ارسلان یکم پسر سلیمان و با کمک ملکشاه تسخیر شد. چاکا که یکی امیران سلجوقی بود توانسته بود در میان سال‌های ۱۰۸۰ تا ۱۰۹۰، سراسر سواحل و کرانه‌های دریای اژه و جزایر مهمی در آنجا همانند رودس و لسبوس را تحت فرمانروایی خود درآورد و با به خدمت گرفتن یونانیان دست به تشکیل نیروی دریایی بزند و دختر خود را به همسری قلج ارسلان درآورد. الکسیوس توانست قلج ارسلان را نسبت به قدرت چاکا بدگمان کرده و او را تحریک کند و سبب گردد چاکا به دست قلج ارسلان به قتل برسد.
با مرگ ملکشاه در سال ۱۰۹۲ بنیان حکومت سلجوقیان که مسلمانانی متعصب و سنی مذهب بودند، آسیب دید و جنگ داخلی در میان فرزندان او درگرفت که تا ده سال به طول انجامید. در همین هنگام شماری از شاهزادگان ترک و امیران عرب در عراق و شام دست به ماجراجویی زده و راه خود مختاری در پیش گرفتند. پس از مرگ تتش، امارت میان فرزندانش رضوان امیر حلب و دقاق امیر دمشق تقسیم گردید و حکمرانی اورشلیم به دست ارتق افتاد. قبیلهٔ شیعه مذهبی به نام بنی عمار کنترل طرابلس را در دست گرفته بود و فاطمیان نیز مبادرت به پس گرفتن فلسطین کردند. در سوی دیگر سرداری ترک به نام کربغا که از دست نشاندگان خلیفهٔ بغداد بود، توانسته بود امیر موصل شده و مناطقی از قلمرو رضوان را به زیر دست خود درآورد. خلیفه جوان عباسی در این زمان که مستظهر نام داشت، در شهر بغداد و زیر سایه سلطان سلجوقی به خلافت می‌پرداخت. سلطان سلجوقی این زمان یعنی برکیارق که پسر بزرگ ملکشاه بود از توانایی‌های او بی بهره بود و همواره با شورش برادرانش روبرو می‌شد. او سرانجام خراسان را در ۱۰۹۷ به سنجر و عراق را در ۱۰۹۹ به محمد واگذار کرد. این وضعیت باعث گردید تا او در جنگ مذهبی ای که در شام در جریان بود کاری از پیش نبرد.
با شروع حمله ترکان به نواحی دره رود ارس و دریاچه وان و ایجاد نا امنی در این مناطق، ارمنی‌ها شروع به نقل مکان به مناطق غربی تر کردند که تا انتهای سده یازدهم میلادی به طول انجامید و هنگام ورود صلیبیون، مناطق ارمنی نشین از آنسوی فرات میانی تا مناطق داخلی کوهستان توروس امتداد داشت. فرمانروایی که به دست پیلارتوس در این نواحی برپا شده بود دوامی نیافت و پیش از مرگش در حدود سال ۱۰۹۰ فروپاشید. در همین حال اما، توروس، کنترل ادسا را در دست داشت و پدر زنش، گابریل نیز توانست بر ملطیه فرمان براند و کنترل مرعش از سوی امپراتوری بیزانس به تاتول واگذار شد و شاهزاده نشین کوچکی در مناطق آرابان و کیسوم که در میان جرمانیقیه و فرات قرار داشتند به دست گُغ واسیل (و یا واسیل دزد) برپا شده بود. توروس، گابریل و تاتول از افسران نظامی امپراتوری بودند و بعداً به خدمت پیلارتوس وارد شده بودند و هر سه همانند سرورشان، نه تنها ارتدوکس مذهب بوده که پیوسته خود را با عنوان‌های بیزانسیشان نام می‌برده و از هر فرصتی برای بیان فرمانبرداری از امپراتوری بیزانس استفاده می‌کردند. آن‌ها از روابطشان با بیزانس برای مشروعیت بخشی به حکومتشان استفاده و برای دوام دولتشان پیوسته نسبت به امیران ترک اظهار اطاعت می‌کردند. توروس به کمک فتنه انگیزی مداوم میان همسایگان ترک خود و گابریل با فرستادن همسرش به نزد خلیفه بغداد برای تأیید حکومتش توانسته بودند دولت خود را حفظ کنند با این وجود، اختلاف مذهبی اینان با مردمشان باعث تفرقه در میانشان می‌شد و حتی در میان عیسویان سوری که به وفور در سرزمینشان ساکن بودند، مورد نفرت قرار داشتند و تنها اختلافات داخلی خود ترکان باعث می‌شد تا وضعیت برایشان خطرناک نشود.
دژ لامبرون مشرف بر کوهستان تاروس و جلگه کیلیکیه که پر از مردم ارمنی بود، قرار داشته و در کنترل اوشین لامبروناتسی بود؛ او توانسته بود از این پایگاه خود استفاده و کنترل کوهستان تاروس و مناطق غرب دروازه‌های کیلیکیه را به‌دست بگیرد. این فرد ارمنی کیش توانسته بود تا این دژ تسخیر ناپذیر را در ازای خدمت و اظهار وفاداریش به امپراتوری از پادگان بیزانسی آن تحویل بگیرد. او همزمان با پیشروی نیروهای صلیبی در سال ۱۰۹۷ به شهر آدانا حمله کرد و توانست مناطقی از آن را به کنترل خود دربیاورد. در همین هنگام سراسر کوهستان‌های شرق دروازه‌های کیلیکیه تا مناطق شمال غرب شهر سیس، در کنترل کنستانتین پسر روبن قرار داشت. او که فردی ارمنی کیش و نسبش به دودمان باگراتونی می‌رسید، از هنگام مرگ پدرش در قلعه پارتزرپرت مستقر شده بود و توانست با تصرف دژ بزرگ وهکا در کناره رود گوسکو که در اختیار پادگانی بیزانسی قرار داشت و از امپراتوری جدا افتاده بود، قلمرو خود را در شرق کوهستان آنتی تاروس گسترش دهد. او همانند پدرش نسبت به بیزانسی‌ها کینه داشت و در پی این هدف تا بود تا با استفاده از فرصت پیش آمده از نبرد ترکان با صلیبیون، جلگه کیلیکیه را به کنترل خود دربیاورد.
مقارن با روزهایی که جنگ صلیبی در حال شعله کشیدن بود، مصر و بیشتر فلسطین توسط خلافت شیعی و عربی فاطمیان کنترل می‌شد، که در پی از راه رسیدن سلجوقیان، قلمروشان کوچکتر شده بود. دلیل بزرگ قطع دسترسی مسیحیان محلی و زائران غربی با یکدیگر و سرزمین مقدس، جنگ بین فاطمیان و سلجوقیان محسوب می‌شد. فاطمیان، در این هنگام تحت حکومت اسمی خلیفه احمد مستعلی قرار داشتند، اما در واقع حکومت حقیقی در دستان وزیر افضل شاهنشاه قرار داشت؛ آنان در ۱۰۷۳ م اورشلیم را به سلجوقیان واگذار کردند (اگرچه بعضی از گزارش‌ها ۱۰۷۶ م گفته‌اند)؛ ولی توانستند مجدداً شهر را در سال ۱۰۹۸ م از آل ارتق که قبیلهٔ ترک کوچکی بود و کمی پیش از رسیدن صلیبی‌ها به سلجوقیان پیوسته بودند؛ بازپس گیرند.

## شورای پیاچنزا و شورای کلرمون

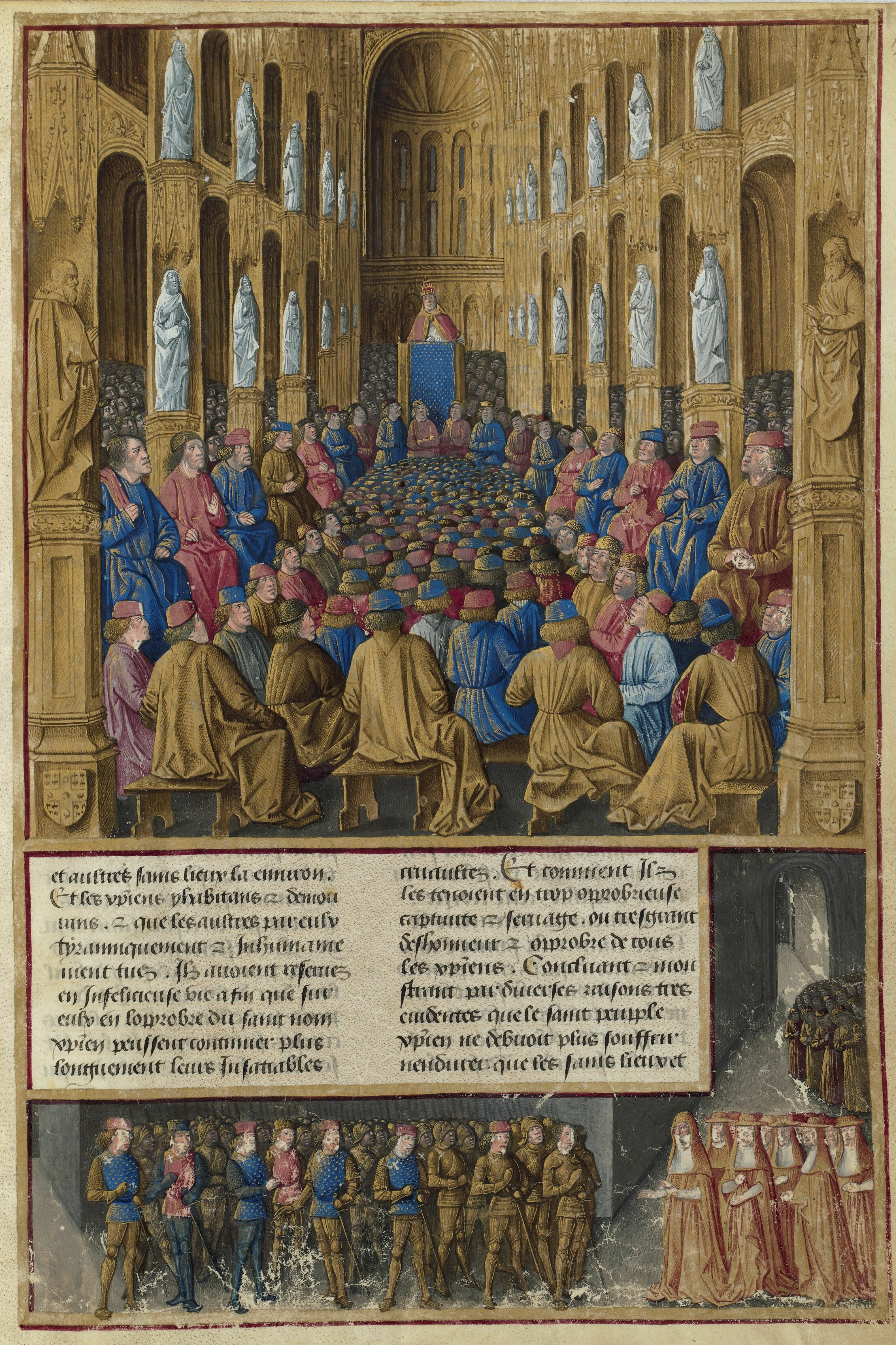
پاپ اوربان دوم در شورای کلرمون.

امپراتور بیزانس، الکسیوس یکم، که در پی شکست در نبرد ملازگرد نگران پیشروی سلجوقیان به سمت غرب بود، در مارس ۱۰۹۵ م فرستادگانی را به شورای پیاچنزا فرستاد، تا علیه ترکان از پاپ اوربان دوم درخواست یاری نماید. اوربان به این درخواست پاسخ مثبت داد؛ شاید امید داشت انشقاقی که چهل سال بین کلیسای ارتدوکس و کلیسای کاتولیک به وجود آمده بود را از بین ببرد و بار دیگر وحدت دینی را در سراسر اروپا برقرار کند. الکسیوس و اوربان، پیش از این و در سال ۱۰۸۹ م تماس‌های نزدیکی با یکدیگر برقرار کرده بودند و آشکارا در مورد موضوع یکپارچگی کلیسای مسیحی به گفتگو پرداخته بودند که نشانه‌های قابل توجهی از همکاری میان قسطنطنیه و رم در سال‌های پیش از آغاز جنگ صلیبی وجود داشته است.
در ژوئیهٔ ۱۰۹۵ م، پاپ به زادگاه خود در فرانسه بازگشت تا به جمع‌آوری نیرو برای اردوکشی مشغول شود. اوج سفر او در شورای کلرمون در ماه نوامبر رخ داد؛ جایی که او موعظه‌ای شورانگیز را برای تعداد زیادی شنونده از طبقهٔ اشراف و روحانیون ایراد کرد. پنج نسخه از این موعظه توسط افرادی که احتمالاً در شورا حضور داشتند (بالدریک دُل، گیبرت نوژان، رابرت راهب و فوشیه شارتری)، یا کسانی که به جنگ رفته بودند (نویسندهٔ ناشناس گستا فرانکوروم) و همچنین نسخه‌هایی از رویدادنگاران بعدی (مانند ویلیام مالمزبوری و ویلیام صوری) ثبت شده است. همهٔ این نسخه‌ها پس از تسخیر اورشلیم به نگارش درآمده‌اند؛ بنابراین دانستن اینکه دقیقاً در شورا چه چیزی گفته شده و چه چیزی پس از نبرد صلیبی اول روی داده، بسیار سخت است. تنها سوابق مربوط به همان دوره، مربوط به چندین نامهٔ نوشته‌شده به‌وسیلهٔ خود پاپ اوربان در سال ۱۰۹۵ م است.
پنج نسخهٔ مختلفِ نوشته‌شده از این سخنرانی، در نگرش به جزئیات رویدادها با یکدیگر تفاوت‌هایی دارند، اما همهٔ نسخه‌ها بجز گستا فرانکوروم موافق این نکات هستند که پاپ در مورد خشونت اروپایی‌ها و لزوم حمایت از برقرار کردن صلح بین مسیحیان، کمک کردن به یونانی‌ها (بیزانسی‌ها) که درخواست کمک کرده بودند، جرایم و جنایت‌ها علیه مسیحیان در شرق و دربارهٔ نوع جدیدی از جنگ، زائران مسلح، که پاداش آن در بهشت داده خواهد شد و بخشوده شدن گناهان‌شان صحبت کرده است. هیچ‌یک از نسخه‌ها به اورشلیم به عنوان هدف نهایی مدنظر اوربان اشاره نمی‌کنند. هرچند این نکته که پاپ ممکن است در موعظهٔ دیگری، هدف خود از این اردوکشی را فتح اورشلیم بیان کرده باشد، بین رویدادنگاران مورد اختلاف است. برطبق یکی از نسخه‌ها جمعیت مشتاق حاضر پس از سخنرانی در پاسخ به پاپ، فریاد دئوس وولت (خدا [این را] می‌خواهد) سردادند.

### جنگ صلیبی و سفر زیارتی
پاپ اوربان دوم آموزه‌های آگوستین را به کلی نادیده نگرفت. بلکه مفهوم جنگ مقدس و عادلانه را با مفاهیم مورد قبول دیگر مسیحیت همچون نیکوکاری و زیارت اماکن مقدس پیوند زد. نوآوری اوربان این بود که به جای بازپس‌گیری آسیای صغیر بر آزادسازی سرزمین مقدس تأکید می‌کرد و آن را با اعتقاد به زیارت از اماکن مقدس پیوند می‌زد. از این رو جنگجویان و شوالیه‌ها هنگام «صلیب گرفتن» سوگند یاد می‌کردند که آرامگاه مقدس مسیح را زیارت کنند تا از گناهان پاک شوند. زمین و اراضی و اموال جنگجویان صلیبی نیز مانند زائران مذهبی تا زمان بازگشت آنها تحت حفاظت کلیسا و پاپ قرار می‌گرفت. سوگند جنگجویان صلیبی معمولاً با عهد و پیمان‌های دیگری همچون روزه گرفتن یا دوری از زنان یا التزام به بعضی از اعمال دیگر همراه می‌شد و سرانجام روی شانه پیراهن آنها «صلیبی» دوخته می‌شد که زائر بودن آن شخص را نشان می‌داد. تمایز میان جنگ مقدس و زیارت مذهبی کاملاً مشخص بود و مبارزان صلیبی اغلب خود را «زائر» یا «حامل صلیب» می‌خواندند.
از آنجا که جنگ صلیبی در فراخوان کلیسا به عنوان یک سفر زیارتی، اقدامی الهی از سر نیکوکاری و طریقی برای بخشایش گناه و جلب آمرزش خداوند معرفی می‌شد، تنها مردان قوی‌بنیه و جنگجویان نبودند که به آن پیوستند. زنان و مردان میانسال نیز همچون همسران و فرزندان خود علاقه به شرکت در این حرکت بودند. پاپ اوربان به اسقف‌ها و واعظان کلیسای رم فرمان داده بود تا از کسانی که قادر به جنگ نبودند پیمان نگیرند و خود نیز پیمان‌هایی را که پیش از آن گرفته بود، فسخ کرد. محروم‌کردن عامهٔ مردم از این سفر زیارتی تنها به خاطر عدم توانایی در جنگیدن، کار دشواری بود. با وجود اعلام مخالفت پاپ بسیاری از اشخاص بیمار، فقیر و ناتوان و افرادی که در خور جنگیدن نبودند، صلیب بر تن و خود را آماده سفر کردند. پاپ همچنین راهبان و روحانیون را از ترک صومعه و کلیسا بدون اجازه ویژه منع کرده بود. کسانی که نمی‌توانستند در میان جنگ با شمشیر حاضر شوند، می‌توانستند در خانه با نیایش و عبادت به این فیض نائل شوند. به‌ویژه به راهبان سفارش شده بود که وظیفه خود یعنی عبادت را به‌جای آوردند و باری بر دوش افرادی که باید مبارزه کنند، تحمیل نکنند. علاوه بر آن پاپ پوشیدن نشان صلیب بر تن را برای تمام اهالی هیسپانیا ممنوع کرده بود، چرا که مبارزه آنها علیه اسلام در کشور و اراضی خودشان انجام می‌شدند. اما از آنجا که هیچ‌یک از ممنوعیت‌ها با عقیده رایج دربارهٔ جنگ صلیبی به عنوان یک سفر زیارتی همخوانی نداشت، معمولاً مردم آنها را نادیده می‌گرفتند.

## انگیزهٔ جنگجویان صلیبی
سال‌ها بود که مورخان جدید تصور می‌کردند «افراد سرخوردهٔ اروپا» نیروی اصلی جنگ‌های صلیبی را تشکیل می‌دادند. اشخاصی مانند فرزند ذکور دوم یا سوم اشراف‌زاده‌ها که نمی‌توانستند وارث زمین و عنوان‌های پدر باشند. از نظر توماس مادن، این تفسیر تا حدی برخاسته از ارزیابی‌های جمعیت‌شناسی بود. در قرن ۱۰ جمعیت اروپا رو به افزایش گذاشت و این امر نیاز به زمین بیشتری را ایجاب می‌کرد. از این رو جنگ‌های صلیبی اغلب به عنوان نخستین جنگ‌های استعمارطلبانه اروپا توصیف می‌شد؛ نوعی امپریالیسم اولیه که دامنگیر مسلمانان شده بود. در نظر این مورخان افرادی که چیزی برای از دست دادن نداشتند اما می‌توانستند همه چیز به دست آوردند، برای پاک و موجه نشان دادن اقداماتشان لباس صلیب به تن می‌کردند تا خود در غنائم جنگی ثروتمند سازند و در سرزمینی دوردست برای خود خانه و کاشانه‌ای دست‌وپا کنند. طبیعی است مورخانی که در دورهٔ استعمارطلبی اروپا زندگی می‌کردند یا شاهد انحلال آن بودند از این زاویه به جنگ‌های صلیبی نگریسته باشند. علاوه بر آن، طبق دیدگاه اثبات‌گرایان و اندیشمندان دورهٔ پس از روشنگری نسبت به دین، امکان پای‌بندی مردم قرون وسطی به پیمان‌های دینی که در نوشتار و گفتارشان آمده است بسیار ضعیف بود. همچنین در نظر اندیشمندان این مکتب‌ها، مذهب یک نیروی محرک درونی نبود بلکه خدعه و اقدامی گمراه‌کننده از سوی کسانی بود که از آخرت حرف می‌زدند و در عین حال در فکر سودجویی‌های دنیوی بودند.
با پیشرفت‌های جدید در حوزه فناوری، افرادی همچون جاناتان ریلی اسمیت، مورخ معاصر، توانستند بسیاری از اسناد مربوط به زنان و مردان شرکت‌کننده و حاضر در جنگ‌های صلیبی را تجزیه و تحلیل کند. طبق گفته ریلی اسمیت و مادن حدود ۱۵۰ هزار نفر در سراسر اروپا به فراخوان پاپ اوربان دوم پاسخ گفتند و لباس صلیب را بر تن کردند. اکثریت این جمعیت افراد فقیر و بسیاری از آنها زنان و افراد مسن (یا هر دو) بودند. در دورهٔ نخستین جنگ صلیبی حدود ۴۰ هزار نفر جنگجو به سوی شرق حرکت کردند، هرچند بسیاری از آنها نتوانستند سفر خود را کامل کنند. از این تعداد، اقلیت محدودی شوالیه بودند اما همین شوالیه‌ها و بارون‌ها بودند که هسته‌های اصلی ارتش را تشکیل می‌دادند. از این رو پذیریش پیمان آنها برای مبارزه نقشی اساسی در موفقیت جنگ داشت. روشن‌ترین موضوع در اسناد موجود این است که اکثر این شوالیه‌ها نه فرزندان ذکور محروم از ارث بودند و نه فقیرانی که چیزی برای از دست‌دادن نداشته باشند، بلکه مالک زمین‌های خود بودند و دارایی آنها بیش از سایرین بود. این مردان از خطرات سفر دوهزار مایلی که پیش رو داشتند به‌خوبی آگاه بودند. تعداد معدودی از آنها به دلیل آن که قبلاً به عنوان سربازان اجیر در امپراتوری بیزانس خدمت می‌کردند، کاملاً با ترکان آشنایی داشتند.
همان‌طور که توماس اسبریج نوشته است «ما نمی‌توانیم کار بیشتری جز تخمین زدن شمار هزاران تنی که به ندای جنگ صلیبی پاسخ دادند، انجام دهیم؛ همچنین با مدارک برجای مانده، ما می‌توانیم به فهم محدودی نسبت به انگیزه و هدف آن‌ها دست پیدا کنیم.» نسل پیشین محققان بحث کرده‌اند که انگیزه اصلی صلیبیون برای عزم جنگ صلیبی، حرص و طمع و امید به پیدا کردن زندگیِ بهتر و به دور از قحطی و جنگ موجود در فرانسه بود، اما طبق یادداشت‌های اسبریج «این تصویر، عمیقاً مغلطه‌آمیز است.» او استدلال می‌کند که به‌دلیل هزینه‌های بی‌نهایت زیاد مسافرت به نواحی بسیار دور از خانه، و با توجه به این که بیشتر صلیبی‌ها سرانجام پس از به پایان بردن زیارتشان در اورشلیم به جای تلاش برای به‌دست‌آوردن متصرفاتی در سرزمین مقدس به خانه بازگشتند، بعید است حرص و طمع عامل اصلی آنان بوده باشد. تعیین انگیزهٔ هزاران فرد فقیری که هیچ نقشی در تاریخ ایفا نکرده‌اند یا حتی آن شوالیه‌های مهمی که داستان‌هایشان توسط راهبان و کشیشان بازگو می‌گشت، بسیار سخت و حتی غیرممکن است. از آنجایی که دنیای مادی‌گرای قرون وسطی، چنان ریشه‌های عمیقی در جهان معنوی کلیسا گسترده بود، تقوای شخصی به احتمال بسیار قوی مهم‌ترین عامل برای بسیاری از صلیبی‌ها محسوب می‌گشت.
انگیزهٔ اشراف تا حدودی نسبت به روستائی‌ها روشن‌تر است؛ حرص و طمع ظاهراً عامل اصلی آنان نبوده است. رانیسمان (۱۹۵۱) می‌پندارد که تنها اعضای جوان‌تر خانواده‌ها، که هیچ امید و چشم‌اندازی نسبت به رشد و ترقی در سرزمین خود نداشتند به دنبال ثروت و ماجراجویی در جایی دیگر، به جنگ صلیبی رفتند؛ ریلی–اسمیت (۱۹۹۸) نیز نشان داده است که طمع علت فراگیری نبوده است. جنگ صلیبی توسط برخی از قدرتمندترین اشراف فرانسه فرماندهی می‌شد که همه چیز را در پشت سرشان رها کرده‌بودند، و برخی خانواده‌ها حتی تا جایی هزینه کردند که همگی به جنگ صلیبی پیوستند. برای نمونه، رابرت نرماندی جایگاه دوک‌نشین نرماندی را به برادرش ویلیام دوم، پادشاه انگلستان قرض داد و گادفری بوین نیز دارایی‌اش را به کلیسا فروخت یا به گرو گذاشت. برطبق نوشته‌های زندگی‌نامه‌نویسِ تنکرد، او پیرامون طبیعت گناه‌آلود جنگاوری شوالیه‌ها نگران بود، و برانگیخته شده بود تا روزنه‌ای مقدس برای خشونت‌ها بیابد. تنکرد و بوهموند و همچنین گادفری، بالدوین و برادر بزرگترشان اوستاس سوم، کنت بوین نمونه‌ای از خانواده‌هایی هستند که تماماً به جنگ صلیبی رفتند. ریلی–اسمیت استدلال می‌کند که از آنجایی که بیشتر صلیبیون فرانسوی از خویشاوندان دور یکدیگر بودند، شاید اشتیاق برای جنگ صلیبی مبنی بر روابط خانوادگی بوده باشد. با این وجود، حداقل در برخی موارد، رشد و ترقی شخصی، نقشی را در انگیزش برای جنگ صلیبی ایفا کرده است. برای نمونه، انگیزه و آرزوی بوهموند، تملک سرزمینی در شرق بود. او پیش از این نیز در نبردهایی علیه بیزانس، تلاش کرده‌بود تا این آرزو را برآورده کند. جنگ صلیبی به او فرصتی داد تا پس از محاصره انطاکیه، مالکیت این شهر را در اختیار خود درآورد و شاهزاده‌نشین انطاکیه را برپا نماید و به این ترتیب به خواسته‌اش دست یابد.

## جنگ صلیبی عوام‌الناس

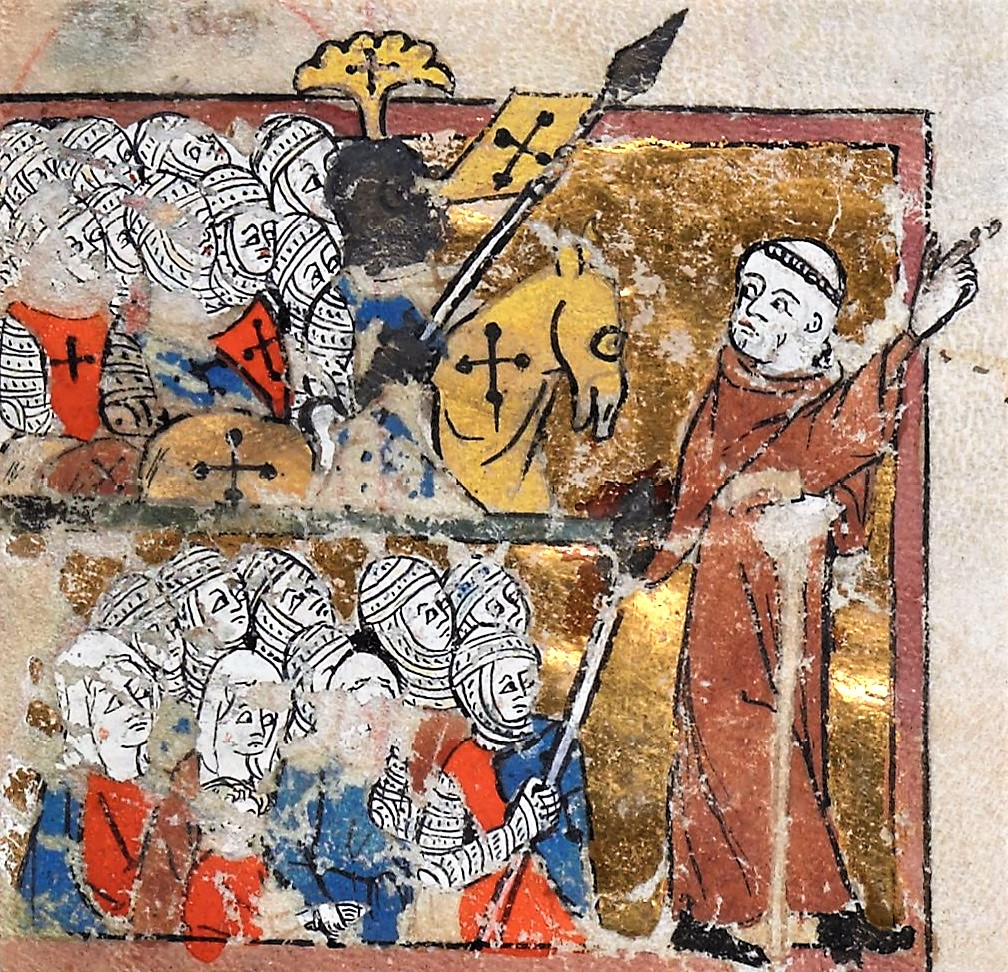
نگاره‌ای از پیتر زاهد در حین جنگ صلیبی عوام‌الناس (اگرتون ۱۵۰۰، اوینیون، قرن ۱۴ میلادی)

پاپ اوربان تاریخ ۱۵ اوت ۱۰۹۶ م، مصادف با روز عروج مریم را برای عزیمت بسوی نخستین جنگ صلیبی قرار داده بود. تهیه تدارکات برای این سپاه بزرگ در کنار املاک شوالیه‌های مسیحی در شهرهای بیزانسی هم با شتاب زیاد در جریان بود. نخستین جنگ صلیبی بزرگ‌ترین و بلند پروازانه‌ترین عملیات نظامی ای بود که از زمان امپراتوری روم از سوی اروپای غربی آغاز می‌گشت و نیاز به هزینه‌های بسیاری برای تأمین منابع و نیروی انسانی داشت. به اعتقاد توماس مادون، بسیاری از مردم از این تهیه تدارکات و برنامه‌ریزی برای این جنگ مقدس شگفت زده شدند زیرا در جهان بینی قرون وسطا، این درستکاری و ایمان بود که باعث ایجاد قدرت می‌شد. از نظر بسیاری این تلاش کلیسا و اشراف برای تهیه تدارکات و مقدمات جنگ زائد و برخلاف ایمان به خداوند بود. این دیدگاه توسط پیتر زاهد که یکی از محبوب‌ترین واعظان جنگ صلیبی بود، در میان مردم پخش می‌شد. این واعظ ژنده پوش با الاغ خود از شهری به شهر دیگر می‌رفت و با سخنرانی‌های آتشین و احساسی خود، مردم را محصور و مجذوب خود می‌نمود. موعظه پیتر هزاران نفر را به جنگ صلیبی کشاند.
او توانست شمار زیادی از افراد عمدتاً فرانسوی و از موقعیت‌های اجتماعی گوناگون و حتی تعداد از اشراف را با خود همراه کند. او در آوریل ۱۰۹۶ فرانسه را به سوی کلن ترک کرد تا به دعوت آلمانی‌ها بپردازد. این موعظه‌های پیتر زاهد، خود بدل به یک جنگ صلیبی گردید. گرچه اشراف و شوالیه‌هایی، پیتر را در میسر همراهی می‌کردند، اما این ارتش که اگر بتوان آن را چنین نامید، عمدتاً از اشخاصی تشکیل می‌شد که برای سفری به مدت نامعین و مقصدی نامشخص، از آمادگی بسیار کمی برخوردار بودند. به عبارت دیگر، اکثریت بزرگ پیروان او را افراد نسبتاً فقیر و زنان و کودکان شکل می‌دادند که تعداد زیادی از آن‌ها فقط به ابتدایی‌ترین وسایل جنگی مسلح بودند. مدتها پیش از تاریخ عزیمت رسمی در ۱۵ اوت، پیتر و پیروانش اروپای غربی را در سفری طولانی برای دیدار با دشمنان مسیح ترک کردند. سپاه پیتر تنها سپاهی نبود که زودتر از اروپا حرکت می‌کرد، پیش از او لردی فرانسوی به نام والتر سن‌آویر به همراه سپاه بزرگ دیگری که آن نیز فاقد نظم و انضباط لازم بود و از شوالیه‌های کوچک و دهقانان مشتاق تشکیل می‌شد، راهی سرزمین مقدس گردیده بود.

والتر موافقت کرد که در قسطنطنیه منتظر رسیدن پیتر و سپاهش بماند و از آنجا نیروهای ترکیبی آنها وارد آناتولی شوند. امپراتور الکسیوس که انتظار ورود زودهنگام چنین سپاه بزرگی را نداشت، نتوانست به موقع دولت خود را مهیای تأمین نیاز غذایی این سپاه کند. در این رویداد که توسط جاناتان ریلی-اسمیت نخستین موج جنگ صلیبی نامیده شده، عدهٔ کمی توانایی خرید غذا و آذوقه خود را داشتند که در نتیجه منجر به دزدی، یاغیگری و خشونت در سرزمین‌های بر سر راه این سپاه صلیبی از جمله سرزمین‌های امپراتوری بیزانس گردید. والتر سن‌آویر در اواسط ژوئیه ۱۰۹۶ وارد قسطنطنیه شد و پیتر زاهد نیز چند هفته بعد، در ۱ اوت به آنجا رسید. سپاه صلیبی عوام الناس در حومه قسطنطنیه اردو زدند. این سپاه برای یافتن و تهیه غذا و اقلام مورد نیاز خود دست به غارت و چپاول اطراف شهر زدند.

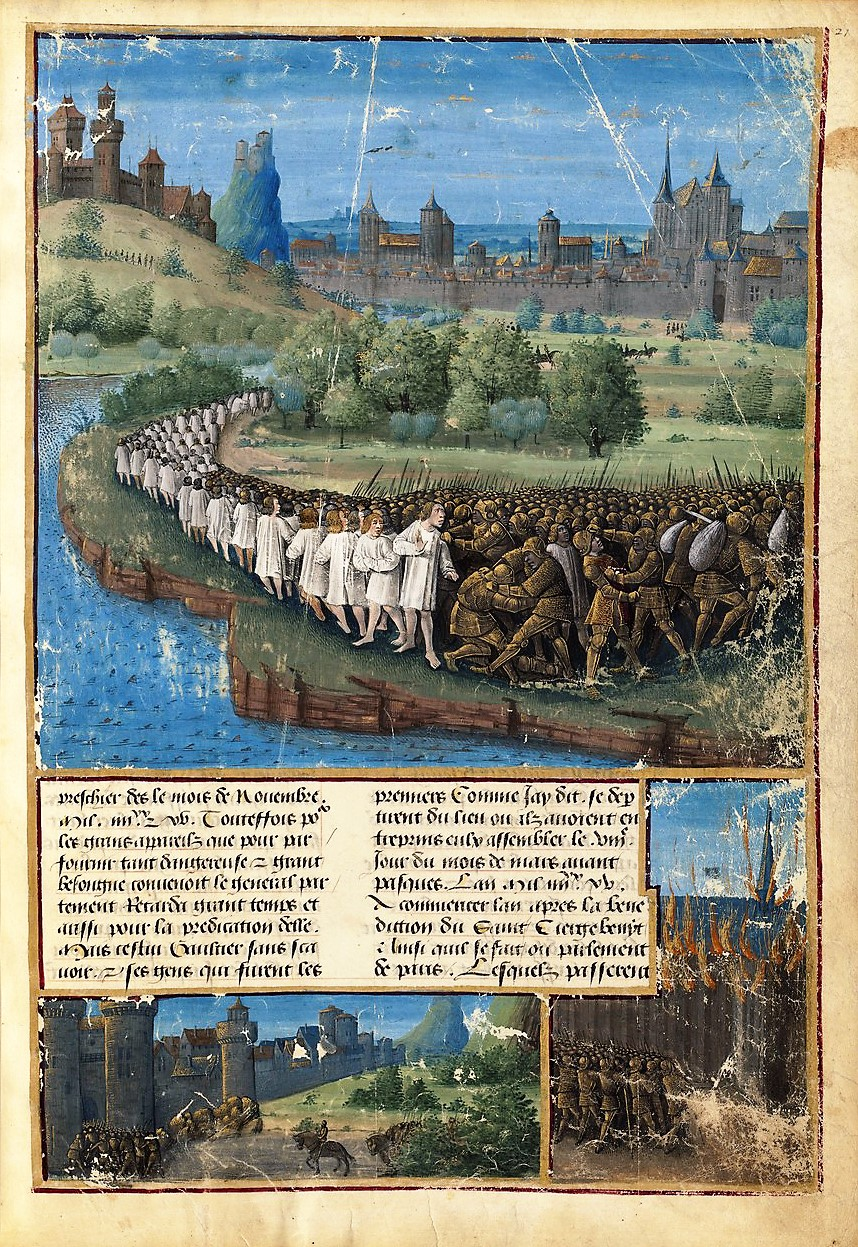
نگاره‌ای که در آن شکست جنگ صلیبی عوام‌الناس به نمایش درآمده است.

در ۶ اوت سپاهیان عوام‌الناس قسطنطنیه را ترک کرده و از تنگه بسفر گذشتند و سرانجام وارد مناطق تحت کنترل ترکها در آناتولی شدند. در این هنگام نقص بزرگ این سپاه که همان نداشتن هیچ گونه برنامه برای گذر از آناتولی بود، بیش از پیش نمایان می‌شد. پیوندهای منطقه‌ای و قومی و اختلافات باعث گردید تا سپاه صلیبی به دو گروه تقسیم شوند که یکی شامل آلمانی‌ها و شماری از ایتالیایی‌ها و دیگری فرانسوی‌ها می‌شد. آنها به جای پیشروی در سرزمین دشمن، دست به تاخت و تاز در خاک ترک‌ها زدند. در همین میان صلیبیون فرانسوی حمله غافلگیرانه ای را به حومه نیقیه رهبری کردند و با غنائم فراوانی بازگشتند که این کار باعث بروز حسادت آلمانی‌ها گردید. آلمان‌ها نیز به سرعت، یورش خود را آغاز کردند، اما با ترک‌ها روبرو گردیدنه و از آنان شکست خوردند و کل سپاه به اسارت درآمد. کسانی که از عیسی مسیح دست کشیدند و به اسلام گرویدند به شرق فرستاده شدند و بقیه افراد سلاخی شدند. سپس ترکها پیامی جعلی که ظاهراً از طرف آلمانی‌ها بود به فرانسوی‌ها فرستادند و از ثروت قلعه تسخیر شده خود خبر دادند. فرانسوی‌ها کورکورانه خود را وارد کمین سپاه ترک‌ها کردند که باعث شد کل سپاهشان نابود شود. پیتر زاهد که پیش از این به قسطنطنیه بازگشته بود از این قتل‌عام جان سالم بدر برد.

### کشتار راینلاند
«جنگ صلیبی عوام الناس» تنها حرکت اشتباه این جنبش نبود. شماری از افرادی که برای پیوستن به پیتر زاهد در آلمان به راه افتاده بودند به ثروت یهودیان محلی در مسیر خود طمع بردند و از هدف اصلی خود منحرف شدند. شمار زیادی یهودیان که توسط پادشاهی آلمان و اربابان محلی محافظت می‌شدند، در شهرهای پر رونق در کنار رود راین زندگی می‌کردند. آنها به یک هدف ثروتمند برای این عده از جنگجویان صلیبی حریص و طماع تبدیل شدند. بدنام‌ترین رهبر صلیبی ضدیهودی، کنت امیچو فلونهایم (و یا امیچو لاینینگن) نام داشت. او و پیروانش با انحراف از مسیر مشخص شده صلیبیون، به سوی سرزمین‌های پایینی رود راین حرکت کرده و در طول مسیرشان یهودیان را در شهرهای اشپیر، ورمس، ماینتس، تری‌یر و کلن غارت و قتل‌عام کردند. برخی از اسقف‌های محلی تمام تلاش خود را برای محافظت از یهودیان انجام دادند، اما با این وجود بسیاری از آنها کشته شدند. حتی در ماینتس، افراد ایمیچو به کاخ اسقف که یهودیان در آن پناه گرفته بودند نیز یورش بردند. آلبرت آخنی بیان می‌کند که صلیبی‌ها حتی به زنان و کودکان خردسال از هر سن و جنسیت نیز رحم نمی‌کردند و این کارشان باعث گردید تا بسیاری از یهودیان پیش از به چنگ صلیبی‌ها افتادن، دست به کشتن اقوام و فرزندان خود و خودکشی بزنند.
همان‌طور که شرکت کنندگان زیادی وجود داشت، دلایل و انگیزه‌های مختلفی نیز برای این حملات و قتل‌عام بیان شده است. برای عده‌ای، این موضوع، فقر بود. همانند پیروان پیتر زاهدان، آنها فاقد بودجه لازم برای رسیدن به شرق بودند. آنها استدلال کردند که اینجا یهودیانی هستند که بسیاری از آنها از طریق گناه ربا ثروتمند شده‌اند و می‌توان از اموال نامشروع آنان برای رسیدن به اهداف مقدس مسیحی استفاده کرد. برخی دیگر نیز به دنبال تغییر دین یا نابودی یهودیان بودند و بیان می‌کردند که لزومی به دو هزار مایل راهپیمایی برای رسیدن به دشمن در حالی که بسیاری از آنان در اروپا مسکن دارند، وجود ندارد. بدون شک تصویر مسیح مصلوب که توسط واعظان صلیبی به کار گرفته شده بود نیز باعث شد که برخی به جای مسلمانان به یهودیان بنگرند که در نظرشان مسئول اصلی به صلیب کشیده شدن مسیح به‌شمار می‌رفتند.

## جنگ صلیبی شاهزادگان

### سازماندهی و لشکرکشی به سوی قسطنطنیه
در طول مدت بین سال‌های ۱۰۹۵ تا ۱۰۹۶ م، اوربان پیامش را در سراسر فرانسه گسترش داد و اسقف‌ها و نمایندگان تام‌الاختیارش را برای موعظه در دیگر مناطق تحت نفوذ خودشان در فرانسه و آلمان و ایتالیا برانگیخت. رفته‌رفته آشکار شد که پاسخ به این نداها و سخنرانی‌ها، بسیار بزرگتر و فراتر از انتظار شخص پاپ بود که تنها ماندن الکسیوس را محتمل می‌دانست. پاپ اوربان در سفرش به فرانسه تلاش کرد تا پیوستن دسته‌ای از مردم مانند زنان، راهبان، و بیماران را برای رفتن به جنگ صلیبی ممنوع کند، اما دریافت که این‌کار تقریباً غیرممکن است. در پایان، بیشتر کسانی که به این جنبش پیوستند، از طبقهٔ شوالیه‌ها نبودند بلکه روستائیانی کم ثروت و با مهارت جنگی اندکی بودند که در معرض هیجانات تازهٔ مذهبی و تقوایشان قرار گرفته بودند که به راحتی توسط کلیسا و اشراف غیرروحانی هم قابل کنترل نبود. معمولاً موعظه‌ها با دریافت پیمان و عهدی از هر یک از داوطلبان، مبنی بر تکمیل کردن زیارت کلیسای مقبرهٔ مقدس در اورشلیم پایان می‌یافت و همچنین صلیبی سرخ به نشان این پیمان بر لباس‌هایشان دوخته می‌شد.
تخمین زدن شمار همهٔ سپاه صلیبی بسیار سخت است؛ شماره‌های گوناگونی توسط شاهدان عینی ارائه شده‌اند، و برآوردهای مختلفی توسط تاریخ‌نگاران امروزی ارائه شده است. تاریخ‌نگار نظامی جنگ صلیبی، دیوید نیکُل مطرح کرده است سپاهیان از ۳۰٬۰۰۰–۳۵٬۰۰۰ نیروی صلیبی شامل ۵٬۰۰۰ سواره‌نظام تشکیل شده‌بودند. ریموند فرماندهی بزرگ‌ترین گروه که حدوداً شامل ۸٬۵۰۰ پیاده‌نظام و ۱۲۰۰ سواره‌نظام می‌شد را برعهده داشت. سپاه شاهزادگان و نجیب‌زادگان نیز همانند سپاه عوام الناس، فاقد رهبرانی همچون پادشاهان اروپایی بود. تعداد این دو سپاه از صلیبیون روی هم رفته، ۶۰٬۰۰۰ تن تخمین زده می‌شود.

اشراف و شاهزادگانی که به دعوت پاپ پاسخ داده بودند برخلاف دسته‌های فقرا و عوام برای آغاز حرکت تا هنگام تاریخ معین شده به‌وسیله پاپ یعنی پانزدهم ماه اوت ۱۰۹۶، درنگ کردند تا در این میان بتوانند اوضاع املاک و ادارهٔ آن را در مدت طولانی غیبتشان مشخص کرده و همچنین به جمع‌آوری پول و گردآوری سربازانشان پرداختند.

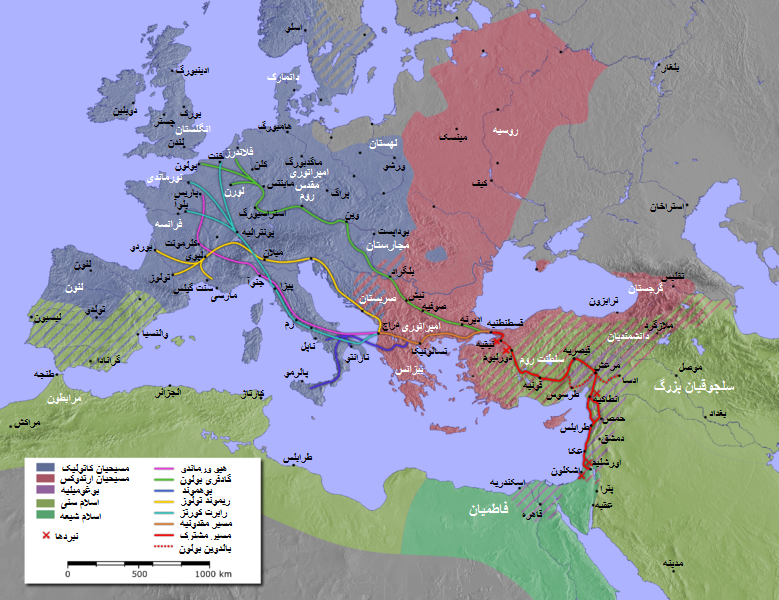
نقشهٔ مسیر حرکت رهبران اصلی جنگ صلیبی به‌همراه سپاهیان‌شان

سپاه نخست: هیو، کنت ورماندوا، پسر کوچک هانری یکم پادشاه فرانسه و آنا یاروسلاونا نخستین فردی بود که سفرش را آغاز کرد. او که نزدیک به چهل سال داشت در سیاست فرانسه از جایگاه مؤثری برخوردار نبود و ثروت او حاصل ازدواجش با وارث یک کنت نشین کوچک بود. او اداره املاک خود را به همسرش واگذار و همراه با افرادش و شماری که از قلمروی برادرش به او ملحق شده بودند، به سوی ایتالیا به راه افتاد. در مسیر به سوی جنوب شماری از شوالیه‌های فرانسوی که از لشکر امیچو باقی مانده بودند از جمله دروگو آونسل، کلارامبالد آو وندویل، ویلیام کارپنتر به هیو پیوستند. لشکر او با گذر از ایتالیا و رم در اوایل اکتبر به شهر بندری باری رسید. او با کشتی از راه دریا به سوی بندر دراج حرکت کرد ولی در مسیر گرفتار طوفان شده و چند کشتی به همراه سرنشینانش غرق شدند. سرانجام افراد والی بیزانسی دراج که پیش از این با پیکی که فرستاده هیو بود از سفر او مطلع شده بود، او را در حالی که بر ساحل افتاده بود در چند مایلی شمال دراج یافتند و به شهر منتقل و مورد تکریم و تجهیز دوباره قرار دادند. او تا قسطنطنیه توسط دریاسالاری که فرستاده امپراتور بود همراهی شد و در آنجا مورد پذیرایی و خوشآمد گویی شایانی قرار گرفت.
طبق اخبار و دریافت‌ها و همچنین تجربیات قبلی الکسیوس او به این نتیجه رسیده بود که هدف نهایی این فرنگیان دست یابی به قلمروهایی برای خود در شرق است. گرچه او با این هدف مخالفتی نداشت اما می‌خواست که با استفاده از آنان قلمروهای از دست رفته خود را بازپس گرفته و قلمروی فرنگیان را میان خود و مسلمانان حائل کند و با توسل به سوگند گرفتن از سران صلیبی از طریق بخشش هدایای زیاد و درخور توجه، آنان را در آینده مطیع و خدمت خود را به آنان بقبولاند. هیو که تحت تأثیر این هدایای امپراتور قرار گرفت با رضایت به این خواسته امپراتور تن داد.

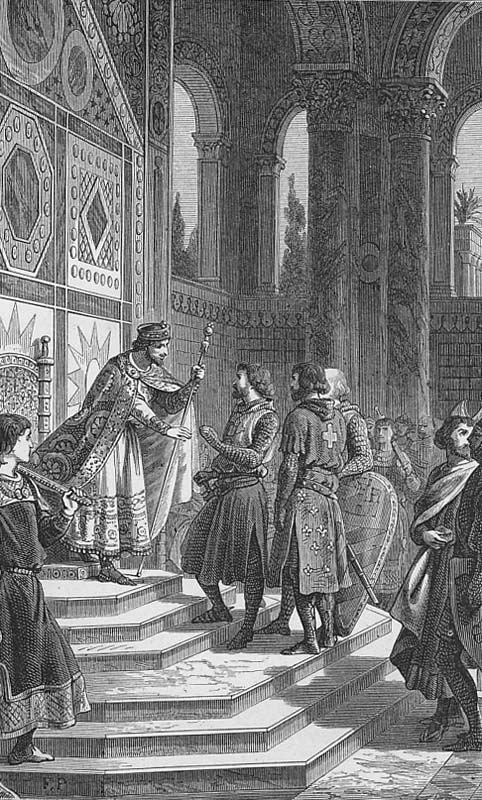
گادفری، بالدوین و اوستاس (با موی سپید) در بارگاه امپراتور الکسیوس

سپاه دوم: گادفری بوین، دوک لورن سفلی دومین پسر اوستاس دوم، کنت بولونی و ایدا، دختر گادفری دوم، دوک لورن سفلی بود و نسب دودمان مادری او به خاندان شارلمانی می‌رسید. پس از مرگ پدر گادفری، هاینریش چهارم، امپراتور مقدس روم، او را از مقام دوک لورن که از سوی دودمان مادریش به ارث برده بود، عزل کرد و فقط دو مقام کنت آنتورپ و ارباب بوین در آردن را برایش باقی گذاشت. با این وجود امپراتور به پاس خدمات او در جنگ آلمان و ایتالیا، دوک نشین لورن سفلی را با شرط عدم حق وراثت در سال ۱۰۸۲ دوباره به او اعطا کرد. ناراحتی درونی او در مورد در برابر پاپ قرار گرفتن در جنگ پیشین و همچنین عدم اطمینان از آینده مقام دوکی خود در برابر امپراتوری، او را بر آن داشت تا به جمع صلیبیون بپیوندد. او برای این جنگ از یهودیان باج گرفت، املاک خود در کنار رود موز را فروخت و با گرو گذاشتن قلعه خود در نزد اسقف لیژ، توانست لشکری بزرگ و مجهز گردآوری کند. در این سفر دو برادر گادفری، اوستاس سوم، کنت بولونی و بالدوین نیز همراه او به جنبش صلیب پیوستند. اوستاس که شمار افرادی کمتر از گادفری به همراه داشت، رهبری او را پذیرفت. بالدوین از کودکی به خدمت کلیسا واگذار شده بود و از املاک موروثی خانوادگی محروم شده بود و پس از خارج شدن کسوت از روحانیت در نزد برادرش گادفری در لورن خدمت می‌کرد. او که قصد بازگشت نداشت، در این سفر همسر و فرزندان خود را هم به‌همراه برد. در این سفر شمار زیادی از شوالیه‌های نامدار والونی و لوتارنژی همراه او شدند که از آن میان می‌توان به عموزاده شان بالدوین، ارباب بورگ، بالدوین دوم، کنت انو، رینالد، کنت تول، وارنر، کنت گره اشاره کرد.
به عقیده رانسیمان، گادفری به علت حمایت‌های پیشنش از امپراتور در برابر پاپ به‌جای مسیر ایتالیا، مسیر مجارستان را انتخاب کرد. در اواخر ماه اوت او لورن را ترک کرده و پس از گذر از امتداد رودهای راین و دانوب در یکم اکتبر ۱۰۹۶ به مرز مجارستان رسید و پیکی را برای کسب اجازه برای گذر از قلمرو مجارها به دربار کالمان، پادشاه مجارستان فرستاد. پادشاه که پیش از این از سوی صلیبیون خسارت‌های زیادی متحمل شده بود پس از هشت روز، قرار ملاقات حضوری میان پادشاه و گادفری گذاشته شد. در اثر دیدار پادشاه و گادفری، او اجازه گذر سپاه صلیبی را به شرط به گروگان گذاشتن بالدوین و خانواده اش تا انتهای مسیر سپاه در خاک مجارستان را صادر کرد و مقرر کرد تا آذوقه و خواربار مورد نیاز آنان را با قیمت منصفانه تأمین کند. جارچیان و فرماندهان سپاه گادفری نیز با اخطار دادن به سپاهیان که هرگونه تعدی منجر به مرگ خواهد شد، سپاه را وارد قلمرو مجارستان کرده و در اواخر ماه نوامبر به رود ساوا در مرز بیزانس رسیده و با گذر آخرین فرد سپاه گروگان‌ها آزاد شده و سپاه به سوی بلگراد که از وقایع زمان پتر در پنج ماه پیش از این متروک شده بود، حرکت کرد. بیزانسی‌ها که از ورود آنان توسط مجارها پیش از این آگاهی یافته بودند ترتیب مسیر گذر و تأمین خواربار مورد نیاز را از پیش داده بودند و سپاه گادفری به همراهی فرستادگان فرماندار نیش، با آسودگی از میان بالکان گذشت. آنان در فیلپوپولیس بودند که اخبار هدایای گران‌قیمت امپراتور به هیو و احتمال زندانی بودن او، که موجب نگرانیشان شد را شنیدند. آنان در ۱۲ دسامبر به سلیمبریا رسیدند و با برهم خوردن نظم سپاه و به بهانه در بند بودن هیو، به مدت هشت روز آبادی‌های اطراف را چپاول کردند. امپراتور با میانجگری و فرستادن دو فرانسوی تلاش کرد تا به این واقعه پایان دهد و با موافقت گادفری ادامه حرکت از سر گرفته شده و آنان در ۲۳ دسامبر به قسطنطنیه رسیدند و با درخواست امپراتور در بیرون از شهر در منطقه شمال شاخ زرین اردو زدند. امپراتور که از دیدن این سپاه بزرگ، مجهز و ورزیده که به گفته دخترش آنا کومننه، ممکن بود چشم طمع به شهر داشته باشند، نگران شده بود و در پی این بود اتا سریعاً از گادفری سوگند گرفته و سپاهش را از شهر دور سازد. او هیو، کنت ورماندوا را برای این امر به سوی گادفری فرستاد تا او را تشویق به ادای سوگند و دیدار با امپراتور کند اما گادفری که به علت سخنان بازماندگان سپاه پتر زاهد که گمان می‌کردند بیزانسی‌ها به آنان خیانت کرده‌اند نسبت به امپراتور بدگمان شده بود و همچنین پنداشت او مبنی بر اینکه بیعت جدید برخلاف بیعت سوگند وفاداریش به هاینریش چهارم قلمداد می‌شود و تمایلش به مشورت برای چنین موارد مهمی با دیگر صلیبیونی که در راه رسیدن به آنجا هستند، دعوت امپراتور را نپذیرفت.
در برابر این پاسخ رد، امپراتور تأمین خواربار سپاه گادفری را قطع کرد تا او را در فشار قرار دهد. بالدوین که ناتوانی گادفری را دریافت، به چپاول آبادی‌های اطراف دست زد و تنها هنگامی که امپراتور مجبور شد بپذیرد که انتقال آذوقه از سر گرفته شود دست از غارت کشیده و اردوگاه را به منطقه پرا منتقل تا سربازان امپراتوری آنان را بهتر کنترل کرده و در زمستان موقعیت بهتری داشته باشند. امپراتور در پایان ژانویه باردیگر تلاش کرد تا گادفری را به دیدار خود بخواند ولی اینبار نیز به نتیجه ای نرسید و منتظر شد تا گادفری خسته شده و راضی به ادای سوگند گردد. با به انتها رسیدن ماه مارس به امپراتور خبر رسید که دیگر سپاهیان صلیبی در حال نزدیک شدن به قسطنطنیه هستند. او که دریافت باید هرچه سریعتر کار سوگند گادفری را به سرنجام برساند، مرحله به مرحله از خواربار ارسالی به سپاه گادفری کاست تا اینکه در نزدیکی هفته مقدس جیره نان آنان را هم برید. در پاسخ صلیبیون به غارت مناطق اطراف دست زده و بالدوین توانست پشنگ‌ها را در کمین خود انداخته شمار زیادی را کشته و شصت نفر را به اسارت بگیرد. گادفری که این را به منزله آغاز جنگ دید، پس از غارت و سوزاندن خانه‌های پرا، سربازان را حرکت داده و در برابر دیوار شهر قرار گرفت و در دوم آوریل پنجشنبه هفته مقدس به دروازه مشرف به کاخ سلطنتی بلاکرنای حمله برد.
وحشت سراسر شهر را که غافلگیر شده بود فرا گرفت اما امپراتور توانست با حفظ خونسردی کمانداران و سربازانش را مرتب کرده و با سربازانش در بیرون از دروازه بدون اینکه درگیر نبرد شوند به نمایش قدرت بپردازد. در پایان روز صلیبیون که تنها هفت بیزانسی را کشته بودند عقب نشستند. روز بعد امپراتور فرستادگانی را برای ارسال پیام به نزد آنان فرستاد ولی آنان بدون آنکه معطل کنند با فرستادگان درگیر شدند و امپراتور برای پایان دادن به این غائله با مابقی سپاهش بر آنان حمله برده و صلیبیون که مانند بیزانسی‌ها جنگ دیده نبودند پشت از میدان نبرد گریختند و گادفری مجبور گردید به خواست امپراتور تن داده و ضمن ادای سوگند وفاداری، سپاه را به آنسوی بسفر منتقل کند. دو روز بعد در یکشنبه عید پاک، گادفری به‌همراه بالدوین و دیگر سران سپاه همگی سوگند خوردند تا مناطقی را که پیش از این از آن دولت بیزانسی بود، پس از تسخیر، به نمایندگان آنان تحویل دهند. در برابر امپراتور از آنان پذیرایی مفصلی به عمل آورده و هدایای زیادی به آنان بخشید و پس از مراسم گادفری به‌همراه یارانش به آنسوی بسفر منتقل شدند و در پلکانوم اردو زدند. در همین هنگام سپاه مرکبی که احتمالاً از دست نشاندگان و رعایای گادفری بودند به رهبری کنت تول از مسیر ایتالیا حرکت کرده بودند به نزدیکی قسطنطنیه رسیدند و امپراتور توانست پس از کمی کشمکش و زد و خورد، ترتیبی دهد تا در مراسمی با حضور گادفری و بالدوین این افراد تازه نیز سوگند خورده و همراه با سپاهشان از بسفر بگذرند. به محض پایان عملیات انتقال آنان، سپاه بوهموند در نهم آوریل به قسطنطنیه رسید.

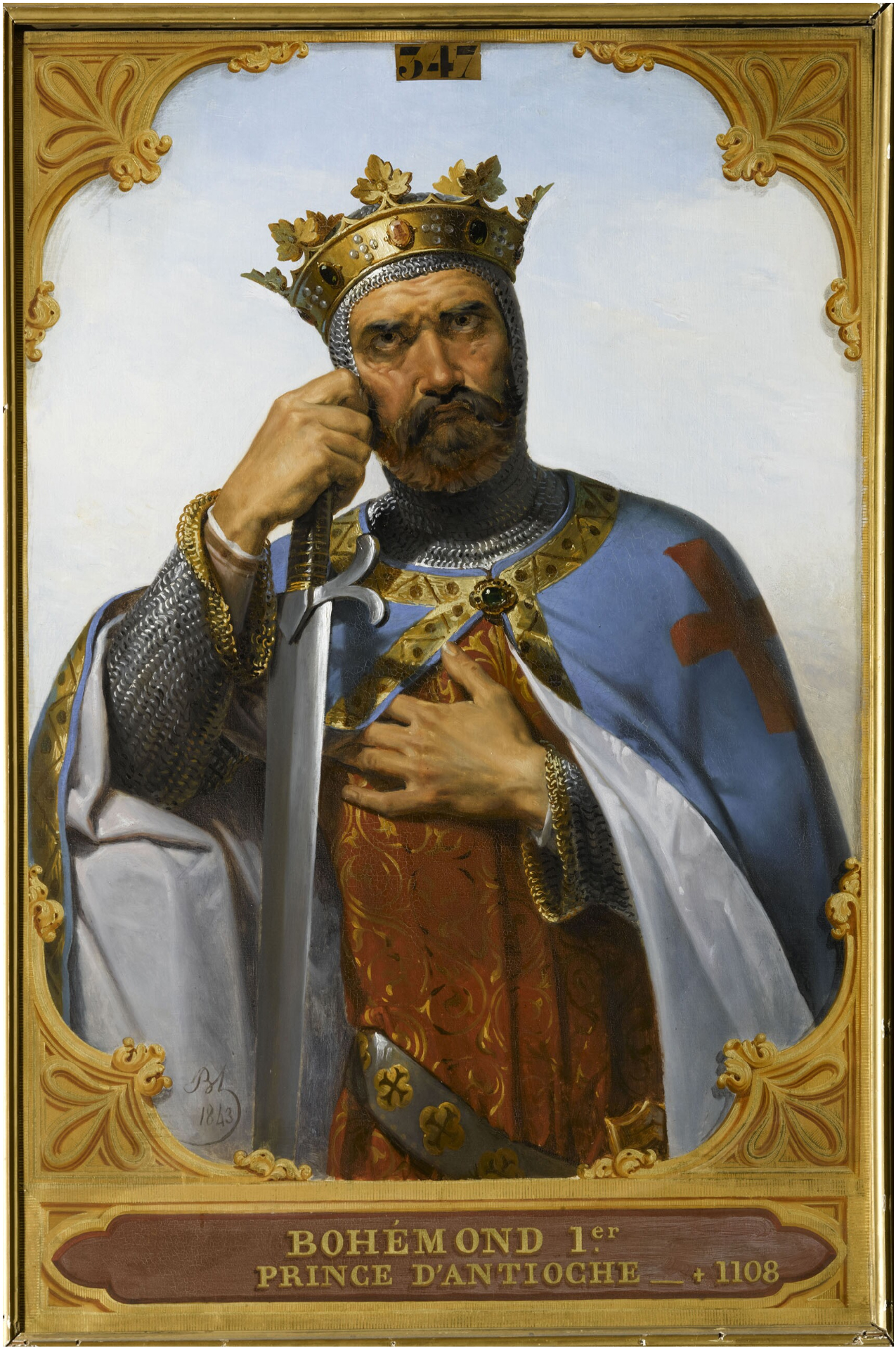
بوهموند، شاهزاده تارانتو

سپاه سوم: بوهموند فرزند رابرت گیسکارد از همسر اولش بود. پس از اینکه رابرت همسر اولش را طلاق داد دوک نشین پولیا را به پسر دومش راجر بورسا از همسر دیگرش، بخشید و این موجب اختلافات دائمی میان بوهموند و او گردید. با وجود این اختلافات همهٔ خانواده در تابستان ۱۰۹۶ برای سرکوب شورش امالفی حرکت کرده بودند. نورمن‌ها در برابر شهر بودند که دسته‌های صلیبیون فرانسوی را دیده و به هیجان آمدند، بوهموند که می‌دانست با وجود عمویش راجر، کنت سیسیل نمی‌تواند به مقام دوکی پولیا دست یابد از فرصت استفاده کرده و به جنبش صلیب پیوست و با تهییج افسران و سربازان نورم گروهی از نیروهای برادر و عمویش هم همراه او شده صلیب گرفتند. خواهر زاده او ویلیام بدون معطلی به سپاه فرانسوی هیو پیوست و بوهموند پس از سپردن املاکش به برادرش و گردآوری و تجهیز سپاهش به‌همراه گروهی از شوالیه‌ها و شماری از اعضای خاندانش همانند خواهر زاده اش، تانکرد و عمو زاده اش، ریچارد سالرنو، در یکم اکتبر از بندر باری حرکت و در سواحل اپیروس میان شهرهای دراج و والونا فرود آمدند. سپاه او از سپاه گودفری کوچکتر ولی ورزیده تر و مجهزتر بود. او سپاه خود او از میان مناطق مرتفع گذرانده و در ماه فوریه به رود واردار رسیده و از آنجا وارد راه ویا اگناتیا شدند و این‌جا به همراهی پشنگ‌ها که طبق دستور امپراتوری وظیفه همراهی آنان را داشتند به ادامه مسیر پرداخته و خواربار مورد نیاز در اختیار آنان قرار گرفت. با رسیدن سپاه به روسا در تراکیه در یکم آوریل، او فرماندهی سپاه را به تانکرد سپرد و خود به قسطنطنیه رفت تا به مذاکرات با امپراتور بپیوسته و در دهم آوریل با امپراتور دیدار کرد. در دیده امپراتور که پیش از این سابقه نبرد و رویارویی با نورمن‌ها را داشت بوهموند از دیگران خطرناکتر جلوه کرد، و در ابتدا او را به تنهایی به حضور پذیرفت و پس از درک نیت دوستانه بوهموند، گادفری و بالدوین را هم در گفتگوهایشان مشارکت داد. بوهموند که خیال فرماندهی کل صلیبیون را در سر داشت سریعاً مراسم سوگند را انجام داده و به امپراتور پیشنهاد داد تا او را فرمانده کل ارتش امپراتوری در آسیا گرداند. الکسیوس که نسبت به بوهموند هراسناک بود پذیرش این پیشنهاد را با وعدهٔ اظهار لیاقت و وفاداری از سوی بوهموند به آینده موکول کرد و وعده داد که گروهی از سربازان بیزانسی را برای حفظ خطوط ارتباطی و تدارکات همراه آنان سازد. پس از این توافق‌ها، سپاه بوهموند در ۲۶ آوریل از بسفر گذشته تا به سپاه گادفری در لشکرگاه پلکانوم ملحق شوند و تانکرد و ریچارد سالرنو که با سیاست بوهموند همراه نبودند، بدون ادای سوگند در همان شب از شهر گذاشتند. فردای آن روز سپاه ریموند کنت تولوز به قسطنطنیه رسید.

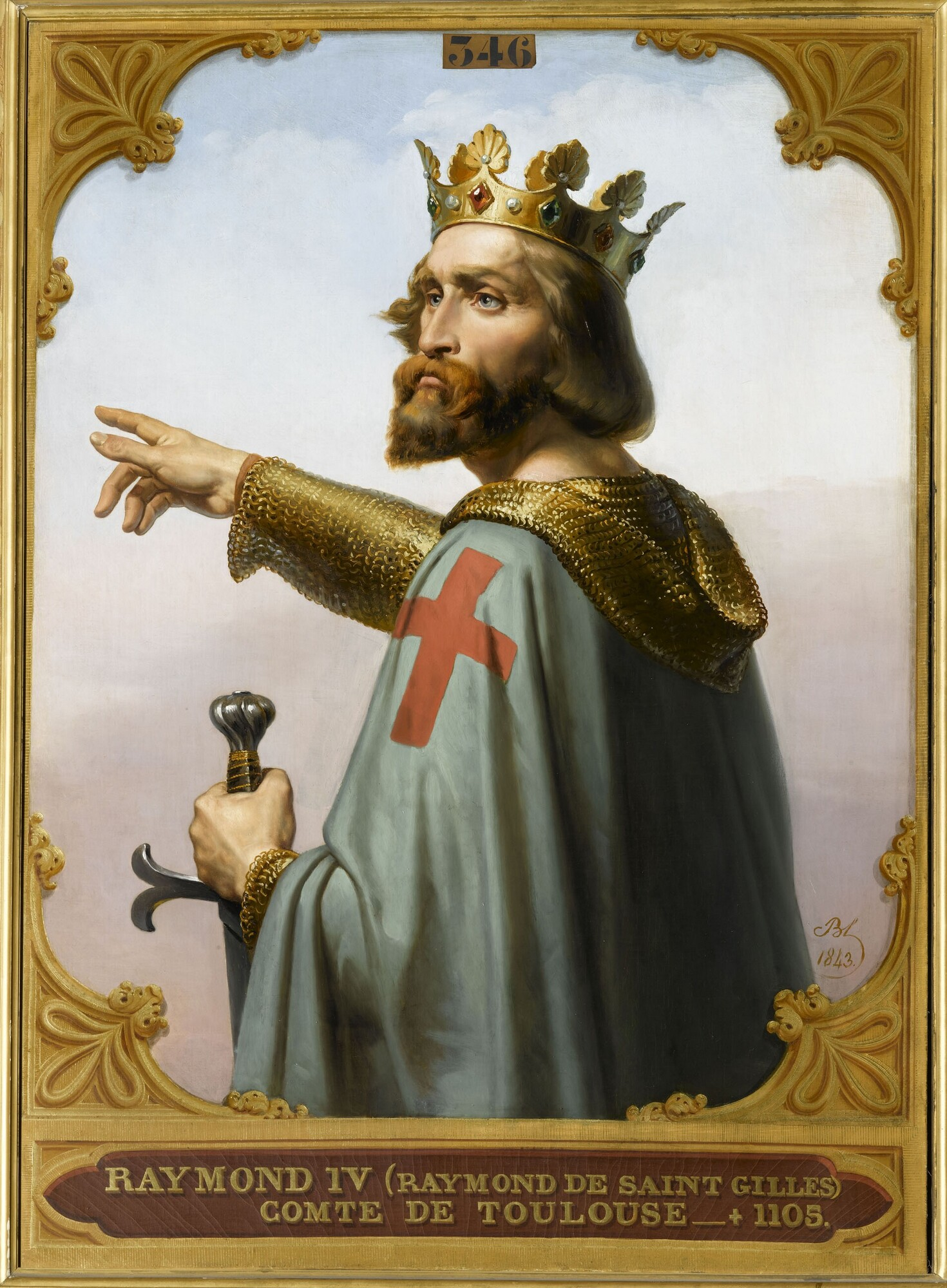
ریموند چهارم، کنت تولوز

سپاه چهارم: ریموند چهارم، کنت تولوز که در ایام شصت سال از عمرش می‌گذشت و به علت خویشاوندی با خاندان‌های سلطنتی اسپانیا که ناشی از ازدواجش بود، چندین بار در نبردهای علیه مسلمانان در اندلس شرکت کرده و در میان سران صلیبیون تنها او و آدهمار لپوی بودند که پاپ اوربان نقشه جنگ صلیبیش را با آنان در میان گذاشته بود. او در آرزوی انتصاب به مقام سپهسالاری کل سپاه صلیبی بود، گرچه پاپ با این درخواست موافقت نکرد ولی وی به نیاز روزافزون صلیبیون به یک رهبر واحد دل بست و همراه آدهمار، اسقف لپوی راهی این سفر گردید. او تا اکتبر سال ۱۰۹۶ اداره املاکش را به پسرش، برتراند واگذار کرده و قسمت‌هایی از زمین‌هایش را برای تهیه پول به فروش رسانده و به گرو گذاشت ولی در تهیه ساز و برگ نظامی سپاهش صرفه جویی کرده و همسرش را به همراه دیگر پسرش، آلفونسو آماده سفر کرد. آدهمار هم خودش در شورای کلرمون حضور داشت، و نخستین شخصی بود که در آنجا «صلیب را دریافت کرد». سپاه ریموند با گذر از کوهستان آلپ وارد ایتالیا شده و حرکتشان را از شمال ایتالیا به سوی راس دریای آدریاتیک ادامه دادند و از راه ایستریا و دالماسی به سوی جنوب راندند. در مسیر تنها زد و خوردهای محدودی با اسلاوها صورت گرفت که بدون تلفاتی از جانب سپاه ریموند برطرف شد. آنان در اوایل ماه فوریه به دراج رسیدند و از میان راه ویا اگناتیا به همراهی گروه‌های پشنگ حرکتشان را ادامه دادند. در میانه راه ادهمار که از سپاه جدا شده بود توسط پشنگ‌ها اسیر و مورد ضرب و جرح قرار گرفت، در نتیجه در تسالونیکا توقف کرد تا به درمان زخم‌هایش بپردازد. در رودستو پیک‌های امپراتور به ریموند رسیده و از او خواستند خود را به سرعت به قسطنطنیه برساند، در نتیجه ریموند حرکت کرده در ۲۱ آوریل به پایتخت رسید. با رفتن ریموند، نظم سپاه برهم ریخته و آنان شروع به چپاول آبادی‌های اطراف نمودند در نتیجه بیزانسی‌ها و پشنگ‌ها به آنان حمله کرده و صلیبیون که شکست خورده بودند، متفرق شدند. ریموند با دریافت این اخبار و شنیدن وعده‌های امپراتور به بوهموند از ادای سوگند سرباز زد و اعلام کرد تنها خداوند ولی نعمت اوست و تنها اگر شخص امپراتور رهبری سپاه را برعهده گیرد او مطیع خواهد بود. سرانجام در ۲۶ آوریل و با تلاش‌های فراوان سایر سران صلیبی که جنبش خود را در خطر می‌دیدند، ریموند موافقت کرد تا با ایجاد تغییراتی در متن سوگند، آن را بپذیرد. او سوگند خورد تا به مقام و افتخارات امپراتور احترام گذاشته و کاری که منجر به آسیب و ضرر بیزانس گردد، از او و سربازانش سر نزند. سرانجام پس از رسیدن آدهمار که سپاهیان را مجدد در رودستو گردآورده بود، به قسطنطنیه و دو روز پس از اجرای مراسم سوگند، سپاه ریموند از بسفر گذشته و رهسپار لشکرگاه پلکانوم شده و خود ریموند به مدت دو هفته مهمان شخص امپراتور گردید.

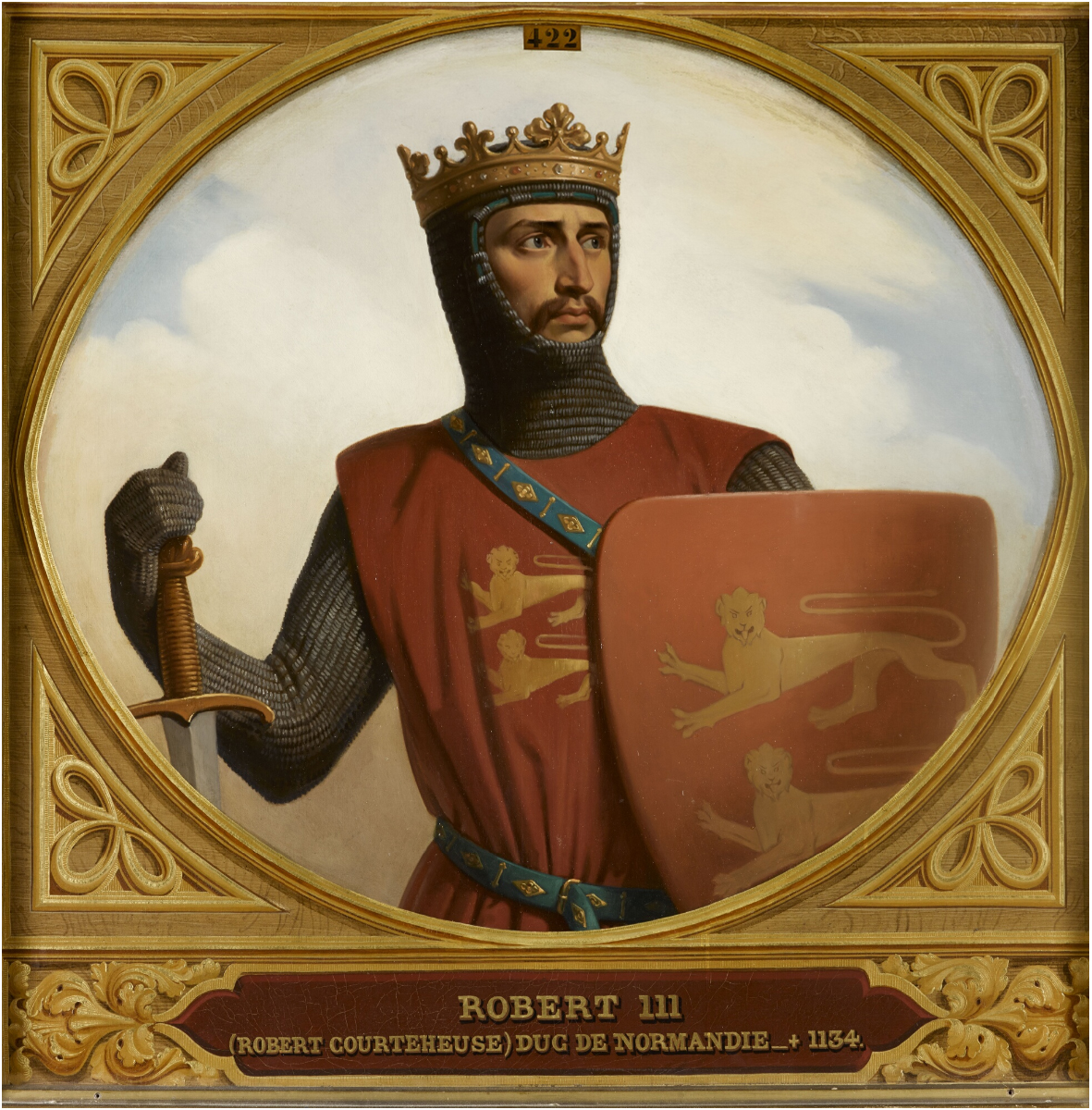
رابرت کورتوز، دوک نورماندی

سپاه پنجم: کمی پس از آغاز حرکت ریموند، سپاه دیگری از شمال فرانسه حرکت خود را در اکتبر ۱۰۹۶ آغاز کرد. این سپاه به وسیلهٔ رابرت کورتوز، دوک نرماندی و شوهر خواهرش استفان دوم، کنت بلوآ و رابرت دوم، کنت فلاندرز فرماندهی می‌شد. رابرت کورتوز چهل ساله، بزرگ‌ترین فرزند ویلیام فاتح، فردی شجاع ولی تقریباً بی کفایت، که از هنگام مرگ پدرش با برادرش ویلیام روفوس که جانشین او شده بود در کشمکش بود برای این سفر مجبور شد تا با گرو گذاشتن دوک نشین خود نزد ویلیام در برابر ده هزار مارک نفره، در سپتامبر ۱۰۹۶، هزینه و پول لازم برای سفر را به‌دست‌آورد. او چند روز پس از امضای این قرارداد همراه سپاهش به همراه گروهی از افراد پیاده و شوالیه‌های انگلستان، اسکاتلند و بریتانین به سوی پونترالیه حرکت کرده تا در آنجا به لشکرهای استفان و رابرت بپیوندد. تنها فرد از اشراف انگلیسی حاضر در این سپاه، رالف، ارل نورفک تبعید شده به برتاین بود. استفان تنها به اجبار همسرش آدلا، دختر ویلیام فاتح، به پذیرش صلیب تن در داد. او اداره املاک را به همسرش سپرده، به همراه یارانش همانند فوشیه شارتری راهی این سفر شد.
رابرت دوم، کنت فلاندرز فرزند رابرت یکم بود که در سال ۱۰۸۶ در کنار رفتن به زیارت اورشلیم، روابطی پایدار با الکسیوس برقرار کرده بود که تا هنگام مرگش در ۱۰۹۳ دوام داشت. لشکر رابرت از نظر نفرات از سپاه ریموند و گادفری کوچکتر ولی ورزیده تر بود. او با سپردن اداره املاک خود به همسرش کلمنتیا و همراه با شماری از مردم ناحیه برابانت راهی پونترالیه گردید. سپاه متفق آنان، کوهستان آلپ را پس از ترک پونترالیه پشت سر گذاشته و پس از شدن به خاک ایتالیا، پاپ اوربان را در ماه نوامبر در لوکا ملاقات کرده و پس از گذر از رم به دوک نشین راجر بورسا وارد شدند و مورد پذیرایی او که شوهر خواهر رابرت فلاندرز، آدلا بود قرار گرفتند. از این سه لشکر، رابرت نرماندی و استفان بلوآ زمستان را در کالابریا گذارنده و رابرت فلاندرز به بندر باری رفته و بدون معطلی، حرکت و در اوایل دسامبر به سواحل اپیروس رسید. این لشکر همزمان با بوهموند به قسطنطنیه رسید و در راه تقریباً پیشآمد ناگواری را تجربه نکرد. رابرت و فلاندرزی‌ها مراسم سوگند را به راحتی پذیرفته و انجام دادند و در جرگه کسانی قرار داشتند که به تشویق ریموند برای ادای سوگند همت بسته بودند.
لشکر استفان و رابرت نرماندی در ماه مارس به بریندیزی رفته و در پنجم آوریل از دریا گذشته و پس از چهار روز به دراج رسیدند و با همراهی بیزانسی‌ها از مسیر ویا اگناتیا به سوی قسطنطنیه رهسپار شده و در اوایل ماه مه به آنجا رسیدند. در قسطنطنیه امپراتور با هدایای گرانبها و برقراری سازوکار گسترده تأمین خواربار موجب شگفتی و تحسین صلیبیون شده و همگی مراسم سوگند را برگزار کردند. استفان بلوا که پیوسته با همسرش نامه نگاری می‌کرد با اشاره به این سخاوت و دست و دلبازی امپراتور در برابر تمامی صلیبیون از اشراف تا افراد عادی، اینگونه نوشته است: عزیزم، پدر تو (ویلیام فاتح) هدایای بیشمار ارزانی من داشت، اما در برابر این مرد (الکسیوس) تقریباً هیچ بود. این سپاه از صلیبیون پس از دوهفته اقامت در قسطنطنیه، بسفر را پشت سر گذاشته و با گذر از نیکومدیا برای پیوستن به بقیه سپاه اصلی که در راه محاصره نیقیه بودند به راه افتاد.
الکسیوس توانست همه سران صلیبی را وادار به سوگند کند و پیمانی محرمانه با ریموند نیز که حاضر به این کار نشد، پیمانی محرمانه بست. گرچه الکسیوس می‌دانست نباید زیاد بر این سوگند تکیه کرده و به صلیبیون اعتماد کامل کند اما این سوگند نامه‌ها شاید می‌توانست در آینده از نظر قانونی برای او سودمند واقع شود. با اینکه از میان سران و روحانیون صلیبی کسانی مانند بوهموند و فوشیه شارتری به لزوم همدلی و همکاری با بیزانسی‌ها برای پیشبرد اهداف خود آگاه بودند اما سربازان و شوالیه‌های دون پایه این سوگندگیری را اهانت و توهین به ایمان خود قلمداد کرده و نسبت به بیزانسی‌ها بدبین شده بودند. در این بین استقبال سرد مردم روستایی و تماشای شکوه و جلال شهرهای بیزانسی و احساس حقارت در برابر آنان، باعث افزایش این بدبینی و خشمگینی در میان سپاهیان صلیبی شد. در برابر، بیزانسی‌ها نیز آنان را مشتی راهزن یاغی می‌دانستند که مدت زیادی باعث اخلال در زندگی عادی آنان شده‌اند. با این وجود الکسیوس حاضر شده بود تا آنان را یاری و کمک رساند تا هنگامی که به مصالح و آسایش بیزانسی‌ها صدمه ای وارد نشود زیرا او باور داشت که تنها زمانی که امنیت و بزرگی برای بیزانس مهیا شود، دنیای مسیحیت به بزرگی و امنیت دست خواهد یافت.

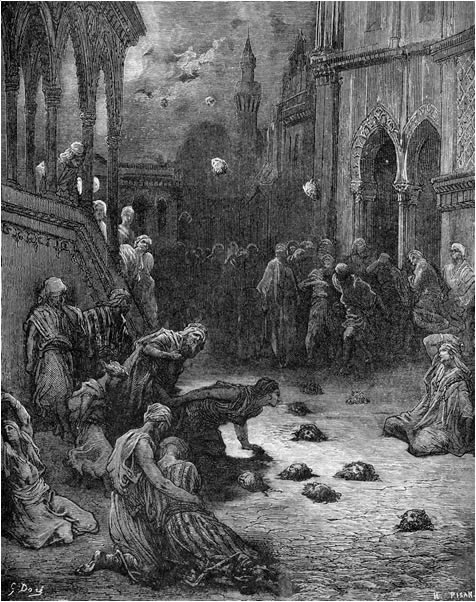
پرتاب سرهای بریده شده ترکان به درون شهر به‌دست صلیبیون

### به سوی نیقیه
سپاه صلیبی‌ها در طول نیمه نخست سال ۱۰۹۷ م، به آسیای کوچک منتقل شدند و در آنجا پیتر زاهد نیز به آنان ملحق شد. افزون بر این، الکسیوس نیز دو تن از ژنرال‌هایش به نام‌های مانوئل بوتومیتس و تاتیسیوس را برای یاری صلیبی‌ها فرستاد. نخستین هدف لشکرکشی آنان نیقیه بود. نیقیه که در گذشته شهری مهم در قلمرو فرمانروایی امپراتوری بیزانس محسوب می‌شد، در آن هنگام بدل به پایتخت سلطنت سلجوقی روم و فرمانروایی قلج ارسلان یکم گشته بود. او قدرت این سپاه تازهٔ صلیبی را دست‌کم گرفته، و در آن هنگام با رها کردن خانواده و خزانه‌اش در شهر، برای جنگ با دانشمندیان به آناتولی مرکزی لشکرکشی کرده‌بود.
در پی این رویداد و به محض ورود صلیبیون به پشت دیوارهای شهر، این شهر در محاصره‌ای نسبتاً طولانی قرار گرفت؛ و هنگامی که قلج ارسلان این خبر را دریافت کرد به سرعت به سمت شهر عقب‌نشست؛ و در ۱۶ مهٔ ۱۰۹۷ م به سپاه صلیبی‌ها یورش برد. او به‌وسیلهٔ نیروی بزرگ و غیرمنتظرهٔ صلیبی و با تلفات سنگینی که به هر دو طرف جنگ وارد گشت، عقب رانده‌شد. شهر در کنار دریاچه واقع شده‌بود، و به‌طور کامل در محاصره قرار نداشت و آذوقه کافی از راه دریاچه ایزنیک به شهر رسانده می‌شد، در نتیجه محاصره بدون دست یافتن به نتیجه‌ای ادامه یافت. الکسیوس برای درهم شکستن شهر، کشتی‌هایی در کنار دریاچه فراهم کرده و برای محاصرهٔ آن اعزام کرد. در نهایت پادگان تُرک‌های شهر در ۱۸ ژوئن تسلیم شده و شهر در دست نیروهای بیزانسی قرار گرفت. این رویداد سرچشمهٔ آغاز درگیری‌های صلیبیون و امپراتوری بیزانس گشت. پرچم‌های امپراتوری بیزانس بر دیوارها و برج‌های شهر برافراشته شدند و صلیبیون از غارت شهر و حتی ورود به آن، جز در دسته‌های کوچک و همراه با محافظ منع شدند. گرچه این اتفاق مطابق با سیاست سوگند وفاداری صلیبیون به الکسیوس و امپراتوری روی داده‌بود، اما امپراتور با بخشش هدایای خوراکی به سپاه صلیبیون و نیز هدایایی گرانبها از گنجینهٔ قلج ارسلان به سران صلیبی، آنان را از خود خشنود کرد. همان‌طور که توماس آسبریج نوشته است: «سقوط نیقیه نتیجهٔ سیاست موفقیت‌آمیز همکاری نزدیکِ بیزانس و صلیبیون بود.» پس از واگذاری کنترل نیقیه به بیزانس، صلیبیون حرکتشان را به سمت اورشلیم از سرگرفتند. استفان بلوآ در نامه‌ای به همسرش، آدیلا بلوآ، نوشته که او معتقد است این سفر تنها پنج هفته به طول خواهد انجامید.

### نبرد دورلیوم و گذر از آناتولی
در پایان ماه ژوئن، صلیبیون از میان آناتولی به حرکتشان ادامه دادند. آنان توسط تعدادی از سربازان بیزانسی به فرماندهی تاسیتوس همراهی می‌شدند، و همچنان به این امید دل بسته بودند که امپراتور الکسیوس، تمام سپاه بیزانس را پس از آنان بسوی‌شان خواهد فرستاد. صلیبیون سپاهشان را برای کنترل راحت‌تر به دو دسته تقسیم کردند؛ یک گروه به فرماندهی نورمن‌ها، و دیگری به فرماندهی فرانسوی‌ها. دو گروه از پیش تعیین کرده بودند که در دورلیوم به یکدیگر ملحق شوند، اما در یکم ژوئیه نورمن‌ها که پیشاپیش فرانسوی‌ها در حرکت بودند، توسط قلج ارسلان مورد حمله قرار گرفتند. ارسلان سپاهی بزرگتر از هنگامی که در نیقیه شکست خورده بود را گردآورده و اکنون نورمن‌ها را توسط سواران کماندار بسیار سریعش در محاصره گرفته‌بود. نورمن‌ها «در یک ساختار دفاعی مستحکم» استقرار یافتند. آنان چادرها و وسایلشان را همراه با غیرنظامیانی که آنان را در این سفر همراهی می‌کردند، در وسط آرایش‌شان قرار داده و عده‌ای را برای درخواست کمک از گروه دوم اعزام نمودند. هنگامی که فرانسوی‌ها رسیدند، گادفری صفوف سپاه ترک را شکافت و اسقف آدهمار لپوی نیز از پشت سر به ترک‌ها حمله کرد. ترک‌ها که غافلگیر شده‌بودند و انتظار رسیدن سریع فرانسوی‌ها را نداشتند، پیش از آنکه با سپاه متحد صلیبیون مواجه شوند، پا به فرار گذاشتند.
سپاه صلیبی پس از دو روز توقف در دورلیوم، مسیر حرکت‌های پیش روی خود را با کمک تاتیسوس و بیزانسی‌ها مشخص کردند. سپاه صلیبیون اینبار با عبرت از نبرد گذشته به صورت واحد حرکت خود را در سوم ژوئیه به سمت جنوب شرق آغاز کردند و با خروج از شاهراه نظامی برای تهیه خواربار از انطاکیه در فریگیه گذشته و دوباره در فیلوملیوم به شاهراه بازگشتند و با سختی و مشقت فراوان مناطق بی آب و علف را پشت سر گذاشته و بسیاری از اسب‌های خود را در اثر تشنگی، از دست دادند و سرانجام در میانه ماه اوت به قونیه که پایتخت جدید قلج ارسلان بود، رسیدند. ترکان پیش از رسیدن صلیبیون شهر را همراه با اموال خود به سوی کوهستان رها کرده ولی موفق به از میان بردن باغات دره‌های اطراف شهر نشده بودند. صلیبیون پس از چندین روز توقف در قونیه، همراه با آب کافی به سوی هرقله به راه افتاده و در آنجا به سپاهی از دانشمندیان و حسن امیر کاپادوکیه برخورد کردند و بوهموند دست به حمله مستقیم به سمت آنان زده و آنان که قصد نبرد رودرو را نداشته و می‌خواستند تنها مسیر صلیبیون را از مناطق تحت کنترل خود منحرف کنند، شهرهایشان را رها و به سمت شمال عقب نشستند.
برای ادامه مسیر از هرقله به سمت انطاکیه دو مسیر وجود داشت. مسیر نخست که راهی مستقیم به سوی انطاکیه بود از هرقله به سوی کوهستان تاروس رفته و در پس گذر از دروازه‌های کیلیکیه به کیلیکیه می‌رسید و از آنجا به سوی کوهستان آمانوس رفته و با پشت سر گذاشتن گذرگاه سوری به انطاکیه منتهی می‌شد. عمده مشکل این مسیر آن بود که کیلیکیه در دست ترکان قرار داشت و پشت سر گذاشتن گذرگاه‌های باریک کوهستانی در تاروس و آمانوس بسیار خطرناک و به آسانی امکان‌پذیر نبود به علاوه کیلیکیه در ماه سپتامبر شرایط آب و هوایی بسیار بد و نامناسب داشت. مسیر دوم از قیصریه و شاهراه نظامی بیزانسی‌ها در گذشته می‌گذشت و با گذر از کوهستان آنتی تاروس به جرمانیقیه (مرعش) رسیده و پس از گذر از کنار دروازه‌های آمانوس به جلگه انطاکیه منتهی می‌شد. آخرین شکست ترکان باعث شد تا این راه برای صلیبیون گشوده شود و امتیاز این راه آن بود که آبادی‌های این مسیر در اختیار امیران دون پایه ارمنی که در ظاهر از امپراتور تبعیت می‌کردند قرار داشت که می‌توانست سبب راحتی حرکت و ادامه مسیر شود. عمده سپاه صلیبی با مشورت تاتیسوس راه دوم را برگزیدند اما تانکرد و شماری از کسانی که از امپراتور کینه داشتند با این انتخاب مخالفت کردند و سرانجام تانکرد به همراه شماری از نورمن‌های جنوب ایتالیا و بالدوین به همراه شماری از مردم لورن و فلاندرز از دیگران جدا شده و مسیر نخست را برای حرکت برگزیدند.
سپاه در ۱۵ سپتامبر حرکت خود را آغاز و با جدا شدن بالدوین و تانکرد، به سوی قیصریه حرکت کرده و در راه به سپاه حسن برخورد کردند و پس از شکست او، با ادامه مسیر در انتهای سپتامبر به قیصریه رسیدند. آنان بدون معطلی قیصریه را که پیش از این از سوی ترکان تخلیه و متروک شده بود، ترک کرده به سوی شهر ارمنی نشین و ثروتمند کومانا که در محاصره ترکان دانشمندی قرار داشت حرکت کردند. با رسیدن سپاه صلیبی به شهر، سپاه ترکان گریختند و تلاش بوهموند برای تعقیب آنان بی‌نتیجه ماند. پس از استقبال گرم از صلیبیون در این شهر و تعیین فرمانروای شهر به‌دست تاتیسوس، سپاه حرکت خود را از سر گرفته و به شهر ارمنی نشین کاکسون در دامنه کوهستان آنتی تاروس رسیدند و سه روز در آنجا اردو زدند. در اینجا خبری شایع شد که ترکان انطاکیه را رها کردند و بوهموند نیز هنوز از تعقیب ترکان بازنگشته بود که ریموند پانصد تن از یاران خود را به تاخت روانه کرد تا شهر را تصرف کنند. این پانصد سوار خود بی درنگ حرکت کرده و با رسیدن به حاشیه رود اورنتس دریافتند این اخبار اشتباه و شهر در حال آمده شدن برای دفاع بود و به سوی سپاه اصلی بازگشتند. با بازگشت بوهموند و اطلاع از این اقدام ریموند که گمان می‌کرد ریموند قصد تصرف شهر به نفع خود را داشت، شکاف افتادن میان سران صلیبی آغاز شد.
ادامه راه از کاکسون از میان کوهستان می‌گذشت و در اوایل ماه اکتبر به علت آب و هوای نامساعد و بارش باران دچار لغزندگی و گل آلود شدن شدید شده بود و سواران مجبور شده که پیاده شده و بسیاری از اسب‌ها از دره‌های میان به پایین سقوط کردند و شمار زیادی از سربازان که زره‌هایی سنگین بر تن داشتند مجبور به فروش آن به دیگران شدند یا در نهایت آنان را در مسیر رها کردند. سپاه صلیبیون در این مسیر کوهستانی تلافات و کشته‌های بسیاری را متحمل شد ولی سرانجام با رسیدن به دره مرعش که شهری ارمنی نشین و فردی ارمنی به نام تاتول بر آن حکومت می‌کرد، این مصائب پایان یافته و سپاه چند روز در آنجا به استراحت پرداخته و حکومت شهر به‌دست تاتول را به رسمیت شناختند. در اینجا بود که بوهموند از تعقیب ترکان بازگشت و دوباره به سپاه ملحق شد و بالدوین خود را از کیلیکیه به آنجا رساند تا در لحظات آخر زندگی همسرش که در بستر مرگ افتاده بود، در کنارش باشد. سپاه صلیبیون سرانجام در پانزدهم اکتبر مرعش را ترک کرده به سوی انطاکیه حرکت کردند و پس از پنج روز در بیستم اکتبر به پل آهنین که در فاصله سه ساعتی شهر قرار داشت رسیدند.

### صلیبیون در کیلیکیه
در پانزدهم سپتامبر تانکرد و بالدوین از لشکر صلیبی جدا شدند. تانکرد همراه با دسته ای کوچک از صد شوالیه سوار و دویست پیاده‌نظام مستقیم از کنار اولوکیشلای امروزی به سوی دروازه‌های کیلیکیه حرکت کرد، پس از او بالدون هم همراه با پسر عمویش بالدوین بورگ و رینالد، کنت تول و پانصد شوالیه سوار و دو هزار سرباز پیاده ترجیح داد از شاهراه قدیمی که از تیانا به گذرگاه پوزانتی منتهی می‌شد را برگزید و سه روز از تانکرد عقب افتاد. بالدوین هیچ‌یک از غیرنظامیان و اعضای خانواده خود را همراه این سپاه نکرد و آنان را در لشکر اصلی صلیبی که به سوی قیصریه در حرکت بود رها کرد.
تانکرد در کیلیکیه به سوی طرسوس شتافت و پیکی را نیز روانه لشکر اصلی صلیبی کرد تا از آنان نیروی کمکی بخواهد. پادگان ترک طرسوس با دیدن این سپاه صلیبی از شهر خارج شده و بر آن حمله کرده ولی شکست خورده و به درون شهر بازگشتند و پس از سه روز مقاومت با دیدن سپاه بالدوین، شبانه گریختند. یونانیان و ارمنی‌های شهر هم که پیش از این پیکی به نزد صلیبیون برای درخواست تصرف شهرشان فرستاده بودند دروازه‌های شهر را بر روی تانکرد گشودند و او کنترل شهر را پیش از رسیدن بالدوین دست گرفت. تانکرد پس از آنکه بالدوین به پای دروازه‌های شهر رسید و از وی درخواست کرد تا شهر را واگذار او کند، توان رویارویی با سپاه بالدوین را در خود ندید و با نارضایتی شهر را واگذار کرده، به سوی آدانا حرکت کرد. پس از اندکی سیصد تن از نورمن‌هایی که برای کمک به تانکرد روانه شده بودند به شهر رسیدند ولی بالدوین از ورود آنان به شهر جلوگیری کرده و در شبانگاه، همهٔ آنان که در بیرون از شهر اردو زده بودند، توسط پادگان ترک، که هنوز در اطراف شهر حضور داشت کشته شدند. این رویداد باعث شد تا بالدوین مورد سرزنش همهٔ افراد و حتی سربازانش قرار بگیرد و گناهکار شناخته شود و دور نبود تا جایگاهش به خطر بیفتد که اخباری از رسیدن یک ناوگان از مسیحیان به فرماندهی گاینمر بولونی به دهانه رود طرسوس در خلیج ایسوس به شهر رسید. او از یافتن سپاه بالدوین که برادر سرورش محسوب می‌شد، خرسند شد و بالدوین پس از اعلام وفاداری گاینمر، او را به عنوان سرپرست شهر، به همراه سیصد تن به عنوان پادگان در طرسوس گذاشته و به سوی شرق حرکت کرد.
در آدانا، نیروهای اوشین، حاکم ارمنی دژ لامبرون با ترکان در شهر درگیر بودند که شماری از نیروهایی که در مسیر کیلیکیه از بالدوین جدا شده بودند به سرپرستی شوالیه ای به نام ولف به شهر رسیده و موفق شده بودند به درون قلعه رخنه کنند. با نزدیک شدن سپاه تانکرد، ترکان شهر را گذاشته و گریختند و تانکرد مورد خوشآمد گویی ولف قرار گرفته و در مقامش به عنوان حاکم شهر مورد تأیید تانکرد قرار گرفت. اوشین ضمن سپاسگزاری از مداخله تانکرد، او را برای حرکت به سوی موپسوئست که در اختیار ترکان قرار داشت و رقیبش کستانتین پسر روبن هم بر آن چشم طمع داشت، تشویق کرد. تانکرد دعوت اوشین را پذیرفت و به سوی موپسوئست حرکت کرده و در یکم اکتبر به آنجا رسید و پادگان ترکان شهر به محض دیدن سپاه او، شهر را در دست ساکنان مسیحیش رها کرده و گریختند.
در همین هنگام که تانکرد در شهر به سر می‌برد سپاه بالدوین به آنجا رسید. بالدوین در اثر مشاورهٔ باگرات و به گفته رانسیمان آب و هوای بد، مرطوب و مالاریا خیز کیلیکیه و نزدیکی این سرزمین به بیزانس و احتمال مداخله در آن از سوی امپراتور تصمیم گرفت تا به سوی نواحی شرق فرات را به عنوان مقصد نهایی خود برای یافتن قلمرو انتخاب کرد. تانکرد سپاه بالدوین را به شهر راه نداده و آنان در ساحل رود جیحان اردو زدند و تانکرد تأمین آذوقه آنان را برعهده گرفت ولی سرانجام با تحریک شوهر خواهرش، ریچارد سالرنو و به تلافی کشته شدگان نورمن در طرسوس، به سپاه بالدوین شبیخون زده ولی آنان که از تعداد کمتری نسبت به سپاه بالدوین برخوردار بودند، شکست خورده و به شهر بازگشتند. با وجود این زیان و خسارت وارد آمده به صلیبیون که نشان داد آنان برای منافع شخصی خود حتی حاضرند منافع جهان مسیحیت و همکاری مشترکشان را نادیده و پایمال کنند، سرانجام بالدوین و تانکرد مصالحه و روابطشان را عادی کردند. به گفته رانسیمان این رویدادها به مسیحیان بومی فهماند که ادعاهای صلیبیون مبنی بر نجات آنان سست و بی بنیادست و به آنان آموخت که با استفاده از اختلاف افکنی در میان صلیبیون می‌توان آنان را در برابر یکدیگر قرار دهند.
در موپسوئست بود که خبر بیماری وخیم همسر و فرزندان بالدوین به او رسید و او پس از مصالحه با تانکرد، آنجا را به سوی مرعش ترک کرد. پس از حرکت بالدوین، تانکرد نیز موپسوئست را پس گذاشتن تعدادی از افرادش در آنجا به عنوان پادگان، به سوی اسکندرون که در جنوب شرقی خلیج ایسوس واقع شده بود، ترک کرد. او در مسیر پیکی به گاینمر بولونی فرستاده و او و ناوگانش از دریا برای کمک به تانکرد حرکت کرد و توانستند با همکاری هم اسکندرون را به تصرف دربیاورند. تانکرد که قصد داشت به سپاه اصلی صلیبی که در این هنگام انطاکیه را در محاصره گرفته بود ملحق شود، پس از پادگان گذاری شهر، از راه گذر از گذرگاه سوری در کوهستان آمانوس به سوی انطاکیه رفت.
نبرد و تلاش‌های بالدوین و تانکرد در کیلیکیه برای آن دو که در آرزوی یافتن قلمرویی برای خود بودند، نتیجه ای به دنبال نداشت ولی تسخیر سه شهر طرسوس، موپسوئست و اسنکدرون و همچنین پراکندگی ترکان که مانع حملاتشان به کیلیکیه شده بود، توانست مانع از محاصره و حمله به سپاه صلیبی در طول محاصره انطاکیه از سوی کیلیکیه شود و اسکندرون را به بندری برای تأمین خواربار و نیازهای سپاه صلیبی بدل سازد. با فروپاشی و نابودی قدرت ترکان در جلگه کیلیکیه، سود اصلی نصیب امیران ارمنی ساکن در کوهستان‌های این منطقه شد که توانستند قدرت خود را کم‌کم به شهرها و روستاهای مناطق پایین دست گسترش داده و بتوانند پایه‌های پادشاهی ارمنی کیلیکیه را شکل دهند.

### بیزانسی‌ها در ایونیه و فریگیه
در هنگامی که صلیبیون در حال پیشروی در آناتولی بودند، امپراتور که وظیفه تأمین تدارکات و برقراری ارتباط نقاط مختلف را بر عهده گرفته بود به یکپارچه کردن و تصرف مناطق مسیحی نشین پشت سر سپاه صلیبی مخصوصاً نقاط غربی شبه جزیره پرداخت. امپراتور که قصد داشت دوباره ایونیه و فریگیه را بازپس بگیرد، پس از بارو بندی و پادگان گزاری نیقیه به تسخیر دژهای در مسیر این شهر اقدام کرده و سپس برادر زنش، ژان دوکاس را همراه با پشتیبانی ناوگان امپراتوری، به این مأموریت فرستاد. پسر کاچا از شهر سمورنا، کنترل تمامی مناطق ساحلی را دست داشت و قلمرو وی تمام کرانه‌های ایونیه و جزایر لسبوس، خیوس و ساموس را در بر می‌گرفت و شهر افسوس نیز در دست یکی از دست نشاندگانش قرار داشت. ژان دوکاس برای تحت فشار قرار دادن پسر کاچا، خواهرش که همان همسر قلج ارسلان بود را هم همراه خود کرد و پسر کاچا که توان مقاومت در برابر نیروهای زمینی و دریایی بیزانس را در خود ندید شهر را به شرط امان یافتن تسلیم کرد و همراه با خواهرش به به سوی مناطق ترکان در شرق رفت و شهر افسوس هم بدون مقاومت تسلیم بیزانسی‌ها شد. او در حالی که ناوگان بیزانسی مشغول تسخیر جزایر بود به سمت مناطق مرکزی تر حرکت کرد و توانست شهرهای سارد، فیلادلفیا، لائودیکیه را هم به تصرف خود درآورده و تا پاییز ۱۰۹۷ سراسر ایالت لیدی را به کنترل خود در بیاورد. او قصد داشت تا پس از زمستان به سوی فریگیه پیشروی کند و جادهٔ پولیبوتوس به فیلوملیوم که به سوی جنوب و آنتالیا ادامه داشت و از آنجا در امتداد کرانه‌های دریای مدیترانه به سوی شرق و کیلیکیه می‌رفت را به کنترل خود در بیاورد تا بتواند مسیری برای عبور تدارکات برای صلیبیون باز کند و همچنین ارتباط پایتخت با مناطق ارمنی نشین شرق را هم برقرار سازد. او در طول بهار عملیات خود را آغاز کرد و از لیدی به فریگیه وارد شد و توانست مسیری که صلیبیون از آن گذر کرده بودند را به کنترل خود درآورد و مسیر دسترسی به آنتالیا را هم بگشاید.

### بالدوین و تأسیس کنت نشین ادسا

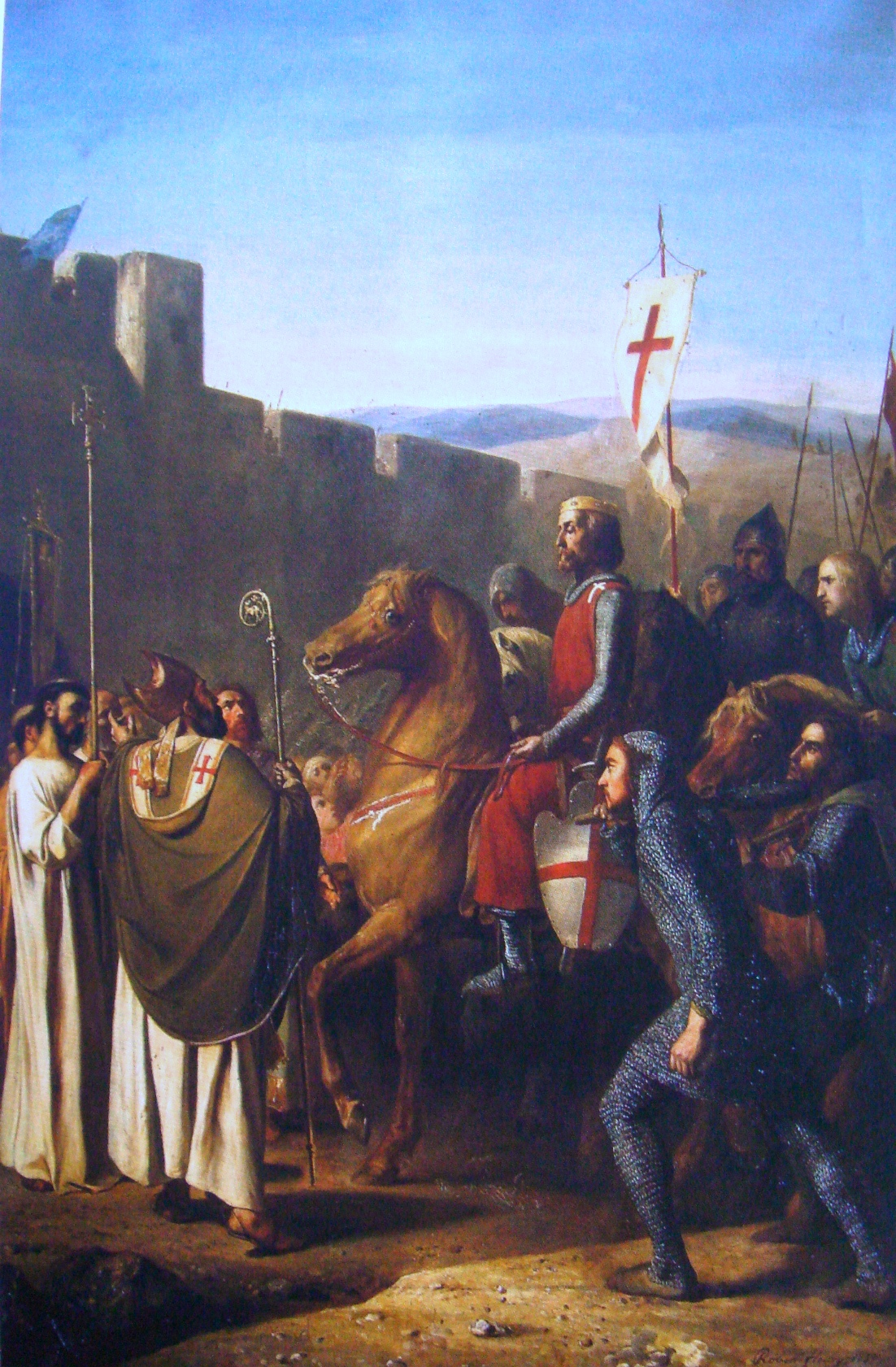
بالدیون بوین در حال ورود به ادسا در سال ۱۰۹۸ م

بالدوین پس از سپری کردن چند روز در مرعش و هم‌زمان با به راه افتادن سپاه صلیبی به سوی انطاکیه، همراه با کشیشی به نام فوشیه شارتری، مشاورش باگرات و صد تن شوالیه به سوی نواحی شرق فرات به راه افتاد. بالدوین که مسئلهٔ ارمنی‌ها برایش جالب بود با باگرات، برادر گُغ واسیل که در نیقیه با او دیدار کرده بود، روابط دوستانهٔ نزدیکی برقرار ساخت. به اعتقاد رانسیمان، باگرات هم که پیش از این در خدمت امپراتور قرار داشت، درپی استفاده از قدرت بالدوین برای مداخله در مناسبات سرزمین‌های پیرامون فرات و در جهت منافع قلمروی برادرش بود به جمع سربازان او وارد شد.
بالدوین انگیزه خود را به‌دست آوردن سرزمین‌هایی بیان می‌کرد که مزارع حاصلخیزش می‌توانست آذوقه صلیبیون را تأمین و جلوی سپاهیان کمکی ترکان که از شرق و خراسان به سوی صلیبیون بیایند را بگیرد. او در آینتاپ به امید پیدا کردن قلمرویی در دره فرات و شرق آن و سود رساندن به سپاه صلیبیون به سوی مناطق شرقی که در کنترل ارمنی‌ها قرار داشت و از پیش توانسته بود با آنان ارتباط برقرار کند، تغییر مسیر داد. او پیش از این توانسته بود با شماری از ارمنیان در اطراف فرات به کمک باگرات ارتباط برقرار سازد. اشتیاق ارمنیان که پیوسته در پی جلب نظر و دوستی فرانکها و غربیان بودند، پیشینه ای قدیمی داشت و نخستین تلاش‌های آنان به هنگام پخش شایعه ای مبنی بر تهیهٔ سپاهی به وسیله پاپ گریگوری هفتم در بیست سال پیش از این روز بود که اسقفی ارمنی برای جلب دوستی و توجه پاپ راه رم را پیش گرفت. آنان با دیدن سپاهی از فرانکها در نزدیکی خود مشتاقانه از آنان درخواست کمک کردند تا بتوانند به کمک آنان بر ترکان غلبه کرده و خود را از زیر سایه و دخالت‌های همیشگی بیزانسی‌ها به درآورند. با پیشروی بالدوین به سوی فرات، ارمنیان به استقبال او آمده و پادگان‌های از برابر او می‌گریختند یا به دست ارمنیان و دیگر مسیحیان بومی قتل‌عام می‌شدند و شماری از اشراف‌زادگان کوچک ارمنی با افرادشان به او می‌پیوستند. تنها بولدوک، امیر سامسات که کنترل مسیر ادسا به ملطیه را در اختیار داشت، پایداری کرد. بالدوین در روزهای ابتدایی زمستان توانست دو قلعه توربسل (تل باشر) و راوندل (راوندان) را تصرف کند.
تقریباً در روزهای سال نو ۱۰۹۸، توروس که حکومتش سست و شکننده بود، اخبار جمع شدن شمار زیادی از ترکان به فرماندهی کربغا امیر موصل برای کمک به انطاکیه را شنیده بود و احتمال حملهٔ آنان به سرزمین‌های ارمنی نشین بر سر راهشان به سوی انطاکیه از جمله ادسا را می‌داد، پیکی به سوی بالدوین که هنوز در توربسل بود فرستاد و به او که در حاشیه فرات ماندگار شده بود گفت که او مشتاق رسیدن فرانکهاست. قصد توروس اهدای هدایایی گرانبها و مقادیر زیادی پول برای استفاده از بالدوین به عنوان نیرویی مزدور بود ولی به پیک‌های خود اختیار داده بود تا در مورد شرایط و خواسته‌های بالدوین با او مذاکره کنند. بالدوین به آن شرایط بسنده نکرد و شرط کرد که تنها در صورتی به ادسا خواهد رفت که به وسیله توروس به فرزندی پذیرفته و وارث او شناخته شود و در فرمانروایی سرزمین‌های توروس با او مشارکت کند. توروس کهنسال و بدون فرزند با اینکه موافق چنین شرایطی نبود اما به علت اینکه تهدیدات مداوم همسایگانش و تنفر مردم از فرمانروایش، ناچار به این شرایط تن داد. بالدوین در آغاز ماه فوریه همراه با هشتاد شوالیه از توربسل به سوی ادسا حرکت کرد و در ششم فوریه به ادسا رسید و مورد استقبال توروس و مردم شهر قرار گرفته و مراسم فرزندخواندگی مطابق با رسوم رایج ارمنی‌ها در کلیسای ارمنی شهر برگزار شد.
بالدوین به همراهی ارمنی‌ها از چهاردهم تا بیستم فوریه لشکرکشی ناموفقی را به سوی سامسات انجام داد که علت ضعف نظامی سربازان ارمنی با شکست روبرو شد اما او توانست با کنترل یک دهکده، جلوی تاخت و تاز ترکان به سوی ادسا را سد کرده در نزد مردم ادسا محبوبیت بیشتری به‌دست‌آورد. پس از بازگشت به ادسا، جمعی از ارمنیان طرحی برای کودتا علیه توروس که دست نشانده بیزانسی‌ها و ارتدوکس مذهب بود و از او نفرت داشتند، طراحی کردند. آنان به پشت گرمی بالدوین و احتمالاً با موافقت ضمنی فرانکها در روز یکشنبه هفتم مارس کودتای خود را علنی کردند. آنان به سوی ارگ شهر که محل زندگی توروس بود به راه افتاده و پس از تسلیم توروس، او را در ارگ زندانی کردند. توروس در روز سه شنبه در هنگامی که سعی کرد تا از پنجره کاخ فرار کند به دست مردم افتاده و کشته شد و در چهارشنبه دهم مارس مردم بالدوین را به عنوان فرمانروای شهرشان برگزیدند. او عنوان کنت ادسا برای خود برگزید و در واقع نخستین دولت صلیبی را پایه‌ریزی کرد.
بالدوین توانست با گنجینه به‌جای مانده در ارگ توروس، سامسات را در برابر دریافت ده هزار بزانت از بولدوک بخرد و پس از مدتی شهر مسلمان نشین سوروچ که در میان ادسا و فرات قرار داشت، را هم تصرف و پادگانی از فرانکها را در آن مستقر کرد. چند ماه پس از تسخیر سوروچ، بالدوین توانست بیره‌جک و گدار آن بر روی فرات را هم به کنترل خود در بیاورد و بدین ترتیب با بی خطر ساختن ارتباط میان ادسا با دژهای راوندل و تروبسل و سپاه اصلی صلیبیون در انطاکیه، فرمانروایی خود را استوار و مستحکم سازد و او را به خطری مهم برای مسلمانان بدل کند. در ماه مه، کربغا که با سپاهی بزرگ به سوی انطاکیه حرکت می‌کرد سه ماه را صرف محاصره بی‌نتیجه ادسا کرد و این سه ماه فرصتی طلایی هدر رفته مایه نجات سپاه صلیبیون در پای دیوارهای انطاکیه شد. با پیروز نشدن کربغا در تصرف ادسا، شهرت و قدرت بالدوین افزوده شد.

### محاصره انطاکیه و برپایی شاهزاده نشین انطاکیه

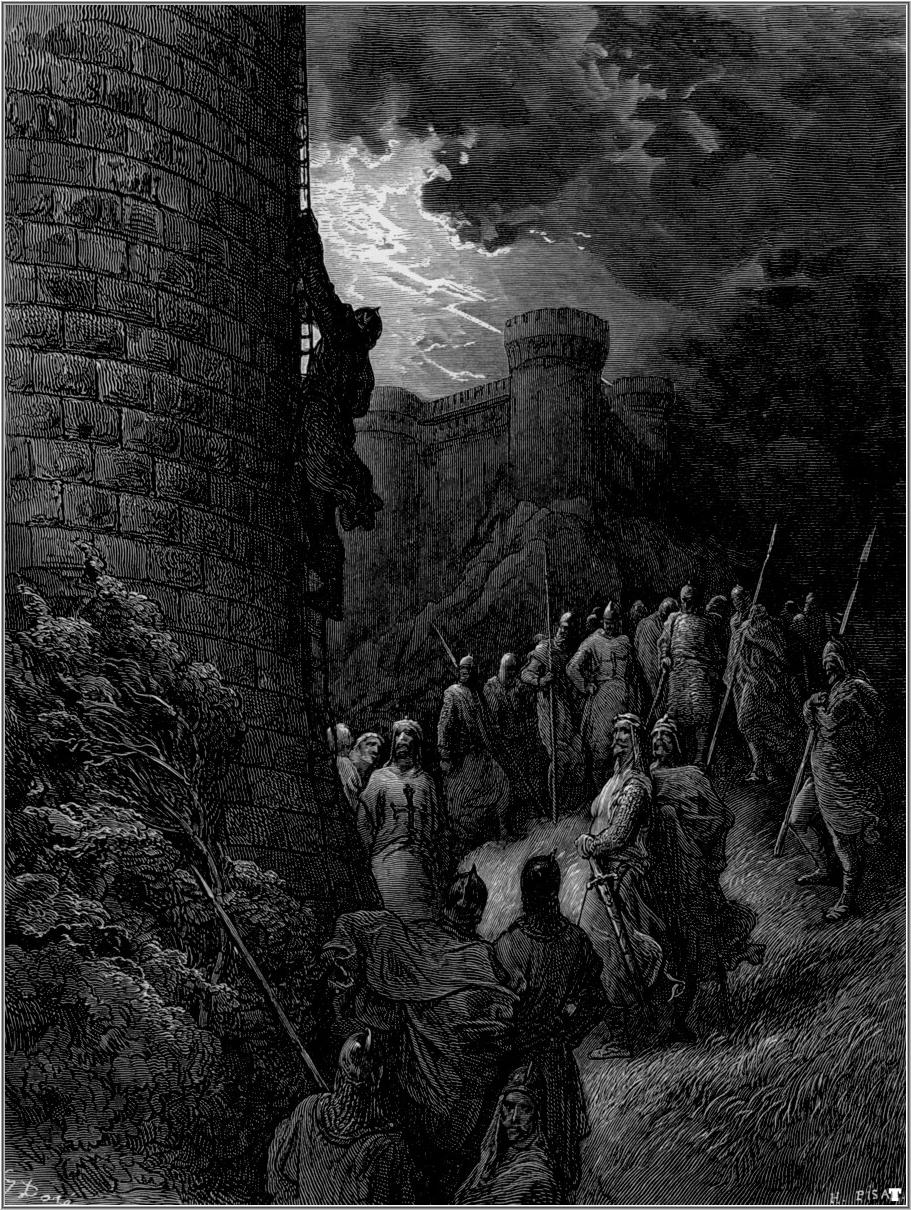
بوهموند به تنهایی از باروی انطاکیه بالا می‌رود. نقاشی از گوستاو دوره (۱۸۷۱)

در همین میان، سپاه صلیبیون به سوی انطاکیه که تقریباً در نیمهٔ راه اورشلیم و قسطنطنیه قرار داشت، حرکت کرد. استفان بلوآ، یکی از فرماندهان صلیبی، این شهر را «شهری فراتر از باور و بسیار مستحکم و غیرقابل تسخیر» توصیف کرده است و ایدهٔ گرفتن شهر با حملهٔ مستقیم باعث سستی صلیبیون گردید. به جای آن، آن‌ها به وادار کردن شهر به تسلیم، یا پیدا کردن خیانتکاری درون شهر امید بسته بودند. این تاکتیک در گذشته نیز در انطاکیه روی داده بود و منجر به سلطهٔ بیزانسی‌ها و پس از آن ترکان سلجوقی گشته بود. سپاه صلیبی در ۲۰ اکتبر ۱۰۹۷ م، انطاکیه را محاصره کرد. در طول تقریباً هشت ماه محاصره، آن‌ها مجبور شدند دو سپاه بزرگ کمکی به فرماندهی دقاق و فخرالملوک رضوان، امیران حلب و دمشق را شکست دهند. انطاکیه چنان شهر بزرگی بود که صلیبیون نیرو و سرباز کافی برای محاصرهٔ کامل آن در اختیار نداشتند، و در نتیجهٔ این امر، به شهر کمک و پشتیبانی رسانده می‌شد. در ۴ مه ۱۰۹۸ م، ناوگانی از صلیبیون انگلیسی به آنجا رسید و حامل نیروهای کمکی و بسیاری از تجهیزات و تدارکات مورد نیاز برای آنان بود. به لطف این نیروها و تجهیزات فراهم شده حلقه محاصره شهر کامل گردید.
در اوایل ماه مه ۱۰۹۸ م، کربغا، اتابک موصل به همراه نیروهایی از دیگر مناطق عراق و ایران و جمعی از نیروهای امیر ارتقی شمال سوریه از موصل برای پایان دادن به محاصره به سوی انطاکیه حرکت نمود. در پی رسیدن این اخبار به صلیبیون آنان به سرعت اقدام به چاره‌اندیشی برای مقابله با این تهدید بسیار بزرگ کردند. بوهموند توانست یک نگهبان ارمنی تازه مسلمان به نام فیروز را بخرد تا برجش را تسلیم نماید. در نتیجه، در ۳ ماه ژوئن صلیبیون وارد شهر شدند و بسیاری از ساکنان مسلمان آن را قتل‌عام کردند. گرچه تنها چند روز بعد، در ۷ ژوئن سپاه کربغا از راه رسید و صلیبیون را در انطاکیه محاصره کرد. برطبق گفتهٔ ریموند آگلیرز، در همین هنگام بود که راهبی به نام پتر بارتلمه ادعا کرد که نیزه مقدس را در شهر یافته است؛ و گرچه برخی افراد دیرباور درمیانشان وجود داشت، ولی این رویداد به عنوان نشانه‌ای برای پیروزی آن‌ها قلمداد شد.
صلیبیون در ۲۸ ژوئن ۱۰۹۸ م، سپاه کربغا را در نبردی تن به تن و خارج از شهر شکست دادند. دلیل این پیروزی صلیبیون، ناتوانی کربغا در سازماندهی گروه‌ها و دسته‌های مختلف سپاهش بود. هنگامی که صلیبیون به سوی مسلمانان حرکت می‌کردند، دسته‌ای از سپاه مسلمانان که گمان می‌کردند با پیروزی کربغا بر صلیبیون قدرتش بسیار بیشتر می‌گردد به همراه دقاق، امیر دمشق، از میدان جنگ گریختند و با فرارشان وحشت را به دل سپاهیان کربغا انداختند و در پی این رویداد امیر ارتقی و امیر حمص نیز از میدان گریختند و سپاه ترکان درهم شکست و همگی گریختند و شمار بسیاری نیز در هنگام تعقیب به دست صلیبیون کشته‌شدند.

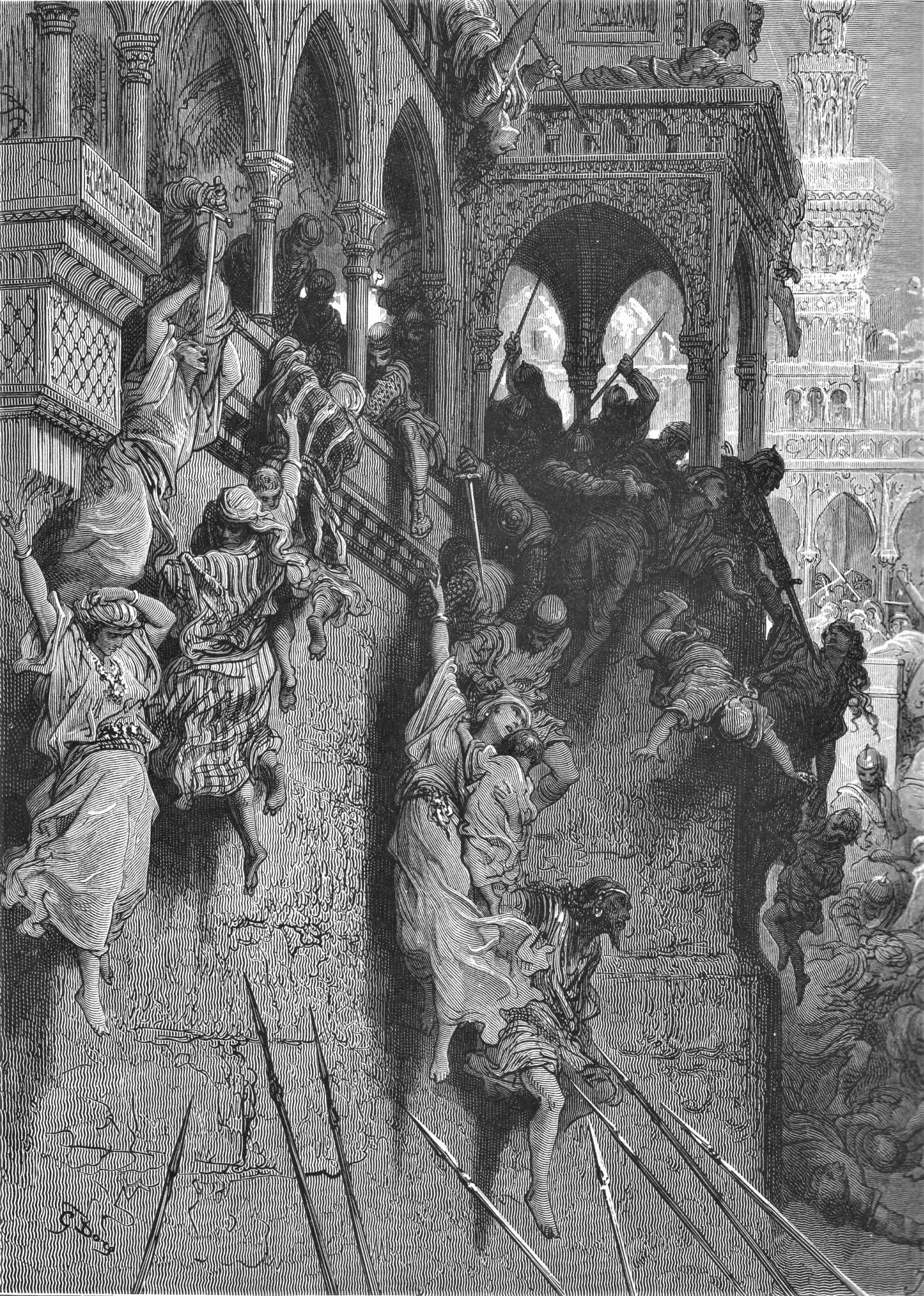
قتل‌عام انطاکیه. نقاشی از گوستاو دوره (۱۸۷۱)

یکی از فرماندهان صلیبی، در اسکندرون به نام استفان بلوآ با آگاهی از وضعیت ناامید کنندهٔ انطاکیه، پیش از شکست کربغا، شام را ترک کرد و در راه بازگشتش به فرانسه به امپراتور الکسیوس و سپاهش که در راه یاری صلیبیون بودند نیز هشدار داد و امپراتور نیز تصمیم گرفت به قسطنطنیه بازگردد. تصمیم به بازگشت امپراتور الکسیوس به قسطنطنیه و رها کردن جنگ در نظر صلیبیون خیانتی بزرگ بود و رهبران صلیبی، به‌ویژه بوهموند، با استفاده از این فرصت ایجادشده، سوگندهای وفاداری‌شان نسبت به الکسیوس را باطل اعلام کردند. در همان هنگام بوهموند ادعای حکومت انطاکیه را نمود که با واکنش منفی دیگر رهبران به‌ویژه ریموند تولوز مواجه گشت. در نتیجه به دلیل سرگرم شدن اشراف در میان خودشان، ادامهٔ جنگ صلیبی و حرکت به‌سوی سرزمین مقدس برای شش ماه و تا اول نوامبر به تأخیر افتاد.
هنگام بحث در مورد این دوره، یک دیدگاه تاریخ‌نگاری عام که توسط برخی از محققان مطرح شده این است که فرانک‌های شمال فرانسه، پروانسی‌های جنوب فرانسه و نورمن‌های جنوب ایتالیا خودشان را «ملت‌های» جداگانه می‌نامیدند، و از آنجایی که هریک تلاش داشتند جایگاه خودشان را بهبود دهند، موجب ایجاد درگیری و اغتشاش می‌شدند. تاریخ‌نگاران دیگری نیز در کنار اختلافات نژادی، مقصر و دلیل اصلی این درگیری‌ها را جاه‌طلبی‌های شخصی بر سر قدرت میان رهبران صلیبی دانسته‌اند.
بوهموند در انطاکیه توانست با جلب موافقت گودفری و با استفاده از فرصت ناشی از بیماری ریموند و آدهمار، کنترل ارگ را دست بگیرد و عملاً زمام تصمیم‌گیری در مورد مسائل جاری شهر را دست بگیرد. او در چهارم ژوئیه با اعطای امتیازات تجاری به جنوآیی‌هایی که پس از شکست کربغا عزم انطاکیه کرده بودند توانست تا حمایت آنان را در برابر رقیبان خود به جز ریموند کنت تولوز به دست آورد. گرچه ریموند در واکنش به این اقدامات بوهموند پل آهنین و کاخ یاغی سیان را به کنترل خود درآورد ولی بیماریش مانع شد که بتواند در برابر بوهموند کاری از پیش ببرد.
در ژوئیه و در پی بروز بیماری شدیدی که در شهر انطاکیه همه گیر گردید آدهمار اسقف لپوی در نخستین روز ماه اوت درگذشت و موجی از ناراحتی و عزا را در میان صلیبیون به راه انداخت. آدهمار جدای از توانایی‌های نظامیش، در میان سپاه نیز از محبوبیت بالایی برخوردار بود و از نیات پاپ آگاهی کامل داشت. درگذشت و فقدان او باعث شد تا در میان صلیبیون تفرقه شدت یابد. پتر بارتلمه که کینه آدهمار را به علت تشکیک‌های او نسبت به راستی گفتارش از یاد نبرده بود تنها شخصی بود از مرگ او ناراحت نبود. دو روز بعد او دوباره مدعی دیدن آندره قدیس شد و در آن آدهمار را دید که به علت تشکیک در راستی گفتار پتر مورد عذاب قرار گرفته و تنها به علت مساعدتش در نگهداری سنان و دعاهای بوهموند و سایر همکارانش مورد بخشودگی قرار گرفته است و خواستار خاکسپاریش در کلیسای جامع پطر قدیس است. پتر همچنین مدعی شد که آندره به او گفته است که ریموند و سایر صلیبیون باید به حاکم شهر اعتماد کرده و شهر را به او واگذار و خود و سپاه سریعتر شهر را ترک کرده به سوی اورشلیم که ده روز با آنها فاصله دارد به راه بیفتند وگرنه این سفر ده سال به طول خواهد انجامید.
در بین این کشاکش میان ریموند و بوهموند سران رده پایین سپاه در اطراف انطاکیه دست به تاراج می‌زدند یا به دنبال قلمرویی کوچک برای خود بودند، در این بین عده‌ای دیگر نیز به سوی ادسا می‌رفتند تا به جمع یاران بالدوین بپیوندند. در میان اینان فردی به نام ریموند پیلت که از افراد سپاه ریموند به‌شمار می‌رفت توانست در هفدهم ژوئیه از رود اورنتس گذر کرده و پس از سه روز شهر تلمنس و قلعه نزدیک به آن را همراه با استقبال مسیحیان شامی، از کنترل ترکان خارج کند. او به همراه مسیحیان بومی و شماری از سربازانش سپاهی فراهم کرد و به سوی معره النعمان اردو کشید ولی سپاه جنگ ندیده او در برابر شهر با مشاهده سپاه کمکی رضوان پا به فرار گذاشتند ولی او توانست موقعیت خود در تلمنس را در برابر رضوان حفظ کند.
ریموند همواره به صحت سنان یافت اعتقاد داشت و مشارکت خود در امر یافتن و نگهداری آن را یکی از عوامل پیروزی در برابر کربغا می‌دانست و عدهٔ زیادی از لشکریان نیز به این باور بودند. او می‌دانست اگر به صحت گفته‌های پتر خدشه وارد کند در حقیقت اعتبار خود را هم در نظر یارانش لکه دار می‌کند. با این وجود او پس از گذشت چند روز گفته‌ها و ادعاهای اخیر پتر را زیر سؤال برد. این مخالفت و تشویش ریموند از اعتقاد او مبنی بر لزوم واگذار کردن حکومت انطاکیه به امپراتور بیزانسی سرچشمه می‌گرفت. این تشکیک در سخنان پتر منجر به این موضوع گردید تا آنانی که در نهان از گذشته نسبت به صحت و اصالت سنان شک داشتند به همراه مردمان شمال فرانسه و نرمن‌ها از اندیشه‌های خود رونمایی کرده و به نام دفاع از اعتبار آدهمار که پیش از این نسبت به سنان و ادعاهای پتر شک روا داشته بود، بیش از پیش اعتبار سنان یافت شده را زیر سؤال ببرند. به عقیده رانیسمان این رویدادها تماماً موجب تقویت جایگاه بوهموند می‌شد.
شیوع بیماری در انطاکیه باعث گردیده بود تا سران صلیبیون به‌آبادی‌های اطراف بروند. در این میان بوهموند که معتقد بود حکومت او در انطاکیه باید کنترل سرزمین‌های کیلیکیه را هم شامل شود از کوهستان آمانوس گذر کرده و خود را به کیلیکیه رساند تا موجب تقویت و سازماندهی پادگانی که تانکرد در پاییز سال گذشته در آنجا مستقر کرده بود، شود. گادفری به سوی شمال و کنت نشین برادرش رفت و کنترل دو شهر از جمله توربسل را از برادرش دریافت کرد و رابرت نرماندی نیز رو به سوی لاذقیه نهاد. در پاییز ۱۰۹۷ گاینمر بولونی توانست با ناوگان خود این شهر را به کنترل خود درآورد ولی طولی نکشید تا در ماه مارس ناوگان ادگار آتلینگ پس از تخلیه بارهایش در بندر سنت سیمون به سوی لاذقیه به حرکت درآمده و افراد گاینمر را از آنجا راند و پرچم امپراتوری را در آنجا افراشته کرد. چندی بعد، ادگار که نیروهای کمی برای باقی گذاشتن در شهر به عنوان پادگان داشت از صلیبیون در انطاکیه درخواست کمک نمود و پس از شکست سپاه کربغا رابرت نرماندی برای کمک به سوی لاذقیه رفته و از سوی امپراتور حکومت شهر را دریافت کرد. حکومت رابرت که بیشتر شبیه غارتگری بود اندکی بیشتر دوام نیافت و او پس از سه یا چهار هفته شهر را به حکمران بیزانسی قبرس واگذار کرد.
سران صلیبی در پی فروکش کردن بیماری در ماه سپتامبر و لزوم وجود رهبری قدرتمند و فراگیر در میان خود، تصمیم گرفتند تا با ارسال نامه ای شرح اقدامات انجام گرفته را به اطلاع پاپ رسانده و از او بخواهد تا خود به انطاکیه بیاید و آنان را رهبری کند. در این نامه که امضای بوهموند در بالای آن و پیش از امضای دیگران آورده شده بود از لزوم تکیه دادن بر تخت نخستین پاپ در کلیسای جامع پیتر مقدس، دیدار پاپ از شهر مقدس و شرح نامهربانی عیسویان بومی که از آنان با لقب کفار آورده شده بود، سخن رفته بود. انتظار دریافت پاسخ برای این نامه سبب شد مسئله تعیین فرمانروا برای انطاکیه تا مدتی فراموش شود.
پتر بارتلمه در ماه اکتبر بار دیگر مدعی دریافت الهاماتی از آندره قدیس مبنی بر آغاز حرکت به سوی اورشلیم شد ولی ریموند بدون توجه به او قصد کرد تا برای یافتن آذوقه مورد نیاز سپاه به مناطق در کنترل مسلمانان حمله ببرد. او که پیش از این جلگه روج را به کنترل خود درآورده بود، از آنجا به سوی جنوب حرکت کرد و شهر باره را تصرف کرد و همه مردم تسلیم شده شهر را کشته و به بردگی گرفت و در انطاکیه به فروش رساند. او در این شهر همه مساجد را به کلیسا تبدیل کرد و یکی از کشیشان لاتین سپاه خود را به مقام اسقفی این شهر منصوب نموده و این انتصاب مورد تأیید ژان پاتریارک انطاکیه نیز قرار گرفت.
از آنجا که حرکت به سوی اورشلیم به وسیله سران صلیبیون برای ماه نوامبر تعیین و برنامه‌ریزی شده بود، آنان حرکت خود را به سوی انطاکیه آغاز کردند. در روز پنجم نوامبر آنان در کلیسای پطر مقدس جمع شده و به مشورت پرداختند و معلوم گردید هیچ‌کدام موافق نظرات دیگری نیستند. با آغاز سخن رفتن از سپردن انطاکیه به بوهموند که توسط یاران او طرح شده بود اختلافات در میان جمع زبانه کشید و ریموند سوگند صلیبیون به امپراتور را یادآور شده و به مخالفت برخاست. پس از چند روز از گذشت آغاز این جلسات صبر سپاهیانی که در بیرون در انتظار بودند به پایان رسید و به شرکت کنندگان در اجلاس اولتیماتوم دادند که آنان خواهان حرکت هرچه سریعتر به سوی اورشلیم و رها کردن طمع کاران به انطاکیه و منتظران هدایای امپراتورند و پیش از ترک شهر، آن را نابود خواهند کرد. سران سپاه با دیدن این وضعیت و اینکه اختلافات میان ریموند و بوهموند به آستانه جنگ رسیده بود به این نتیجه رسیدند که جلسه ای محدود به سران بزرگ سپاه برگزار کنند و در آن تصمیم برآن شد تا برای سرگرم شدن سپاهیان تا هنگام حرکت اصلی به سوی اورشلیم به معره نعمان که بر مسیر جنوب و جناح چپ سپاه، مشرف بود، حمله ببرند و کنترل سه چهارم انطاکیه و ارگ توسط بوهموند و پل بارودار و قصر توسط ریموند به رسمیت شناخته شد.
ریموند و کنت فلاندرز در ۲۳ نوامبر به سوی روج و باره حرکت و در ۲۷ به مقابل باروهای معره نعمان رسیدند و در عصر همان روز بوهموند نیز به آنان ملحق شد و پس از دو هفته محاصره شهر همراه با قتل‌عامی بزرگ تصرف شد. ریموند و بوهموند هر کدام مدعی کسب این پیروزی شده و موجب شدند میان سربازان نرمن و پروانسی، کینه‌توزی و ستیز دربگیرد. بوهموند که جز در ازای در اختیار گرفتن مناطق ریموند در انطاکیه حاضر به ترک شهر نبود، اظهارات پتر را مشکوک خواند و در برابر او، ریموند قصد داشت کنترل شهر را به اسقف باره واگذار کند. با گسترش نافرمانی در میان سپاه و درخواست آغاز حرکت به سوی اورشلیم و پیشنهاد سپه سالاری به ریموند، او پس از سه روز به سوی روج حرکت کرد، بوهموند نیز شهر را به سوی انطاکیه ترک کرده و کنترل شهر به اسقف باره سپرده شد.
با این وجود ریموند نسبت به آغاز حرکت هنوز تعلل می‌کرد و راضی به واگذاری انطاکیه به بوهموند نبود. بوهموند هم که نسبت به خشم سپاهیان ریموند برای آغاز حرکت آگاه بود پیشنهاد کرد حرکت سپاه تا روز عید پاک به عقب افتد. ریموند از سران صلیبی دعوت کرد تا به روج آمده و در آنجا قصد داشت تا آنان را با پرداخت مقادیری رشوه آنان را خریده و سپهسالاری خود را بر آنان تحمیل کند ولی پیشنهادهای او بی‌نتیجه ماند. در همین هنگام ذخایر آذوقه سپاه صلیبی که در معره نعمان حضور داشت به انتها رسید و وضعیت چنان وخیم گردید که سپاهیان به آدم‌خواری روی آوردند. رالف کان نوشته است: «در معره‌نعمان، نیروهای ما کافران بالغ را در دیگ‌های پخت‌وپز، می‌پختند و بچه‌ها را نیز به سیخ کشیده و بریان شده حریصانه می‌خوردند». آنان که از صبر کردن ناامید شده بودند باروهای شهر را منهدم کردند و شهر را به آتش کشیدند. ریموند با آگاهی از وضعیت به معره نعمان رفته و با مشاهده وضعیت در سیزدهم ژانویه ۱۰۹۹ در پیشاپیش سپاه و برای شبیه کردن هرچه بیشتر خود به رهبر زائران، با پای پیاده به سوی اورشلیم به راه افتاد. دست نشاندگان ریموند یعنی ریموند پیلت، اسقف باره و پادگان سربازان ریموند در انطاکیه نیز، همگی با شنیدن حرکت سپاه، موقعیت‌های خود را رها کرده و به او پیوستند. از سران صلیبی رابرت نرماندی، تانکرد و کمی بعد گادفری و رابرت فلاندرز هم همراه سپاه ریموند شدند ولی بوهموند و بالدوین در شهرهایی که تسخیر کرده بودند باقی ماندند. بدین ترتیب بوهموند، شاهزاده انطاکیه و ریموند نیز سپهسالار کل سپاه صلیبی در حمله به اورشلیم شد.

### پیشروی به سوی اورشلیم

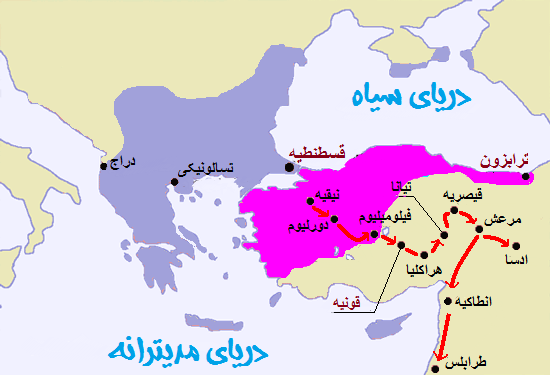
مسیر نخستین جنگ صلیبی از میان آسیا

در جریان پیشروی به سوی اورشلیم در ساحل مدیترانه، صلیبیون به دلیل صلح‌جویی حاکمان محلی و آمادگیشان برای تهیه آذوقه و تجهیزات مورد نیاز صلیبیون، با مقاومت کمی روبرو شدند و تنها مجبور به محاصرهٔ عرقا گشتند که آن را نیز نیمه کاره رها کرده و به ادامهٔ مسیر پرداختند.
افتخارالدوله، فرماندار فاطمی اورشلیم، که از رسیدن صلیبیون آگاه شد، همهٔ ساکنان مسیحی اورشلیم را از شهر اخراج کرد تا احتمال سقوط شهر را به‌خاطر خیانت داخلی کاهش دهد؛ همچنین او بسیاری از چاه‌های اطراف بیرون شهر را نیز مسموم نمود. هنگامی که صلیبیون در ۷ ژوئن به اورشلیم رسیدند، تنها چند سال بود که فاطمیان این شهر را از سلجوقیان بازپس‌گرفته بودند. بسیاری از صلیبیون پس از دیدن شهر و به پایان رسیدن سفر بسیار طولانیشان گریستند.

### محاصره اورشلیم
صلیبیون هنگامی که به حومهٔ اورشلیم رسیدند با منطقه‌ای خشک و بدون گیاه و خالی از منابع آب و غذا مواجه شدند. در این مکان، هیچ دورنمایی برای رسیدن نیروی‌امدادی وجود نداشت و حتی بیم حملهٔ قریب‌الوقوع حاکمان محلی فاطمی نیز می‌رفت. هیچ امیدی به تلاش برای محاصره کردن شهر مانند آنچه در انطاکیه روی داده‌بود، وجود نداشت و صلیبیون از جنگجویان، پشتیبانی، آذوقه و زمان کافی برخوردار نبودند. در مقابل، آن‌ها تصمیم گرفتند تا مستقیماً به شهر یورش ببرند. صلیبیون دارای انتخاب‌های محدودی بودند، زیرا برطبق تخمین‌ها از نیروی آنان، تنها ۱۲٬۰۰۰ نفر شامل ۱۵۰۰ سواره‌نظام باقی‌مانده بود. گادفری و تنکرد، در شمال شهر اردوگاهی ساخته بودند. ریموند اردوگاه خود را در جنوب شهر برپا کرد. علاوه بر این، نیروهای پروانسی نیز در ۱۳ ژوئن و در نخستین حمله شرکت نکردند. این اختلافات در میان سپاه صلیبیون به وحدت عمل آنان صدمه می‌زد. در نخستین حمله که احتمالاً بیشتر برای گمانه‌زنی از میزان توان استحکامات صورت پذیرفت، صلیبیون پس از رخنه کردن به دیوار بیرونی، در نفوذ به دیوار درونی شهر ناکام ماندند.
در جلسهٔ پس از شکست نخستین حمله در بین رهبران مختلف صلیبیون برسر لزوم هماهنگی بیشتر در حملات آینده توافق شد. در ۱۷ ژوئن، گروهی از دریانوردان جنوایی تحت فرمانِ برادران امبریاکو وارد بندر یافا شده و سپاه صلیبی را با مهندسین ماهر و به احتمال زیاد با قطعات الوارهای چوب کشتی‌هایشان برای ساختن برج‌ها و ابزارآلات محاصره تجهیز کردند. در همین هنگام کشیشی به نام پیتر دزیدریوس مدعی شد که اسقف آدهمار را در خواب دیده است. او همگان را به سه روز روزه گرفتن و سپس به طواف دیوارهای اورشلیم با پای برهنه واداشت و گفت که پس از آن، همانند اتفاقی که در داستانی در کتاب مقدس در مورد محاصره اریحا به‌وسیلهٔ یوشع روی داده‌بود، شهر سقوط خواهد کرد. پس از سه روز روزه در ۸ ژوئیه، صلیبیون مراسم طواف دسته‌جمعی را به همان صورت که دزیدریوس به آنان آموخته بود، اجرا نموده و مراسم در کوه زیتون و با موعظهٔ پیتر زاهد پایان یافت؛ اندکی پس از این ماجرا، گروه‌های گوناگون صلیبی که با یکدیگر اختلافات شدید داشتند، پیمان به ایجاد روابط حسنه و کنار گذاشتن اختلافات بستند. خبرهای حرکت و خروج سپاه کمکی فاطمیان از مصر، به سپاه صلیبیون نیز انگیزه‌ای بسیار قوی برای حمله‌ای دیگر به شهر داد.
حملهٔ نهایی به اورشلیم در ۱۳ ژوئیه آغاز شد؛ نیروهای ریموند به دروازه جنوبی حمله کرده و در همان هنگام، گروه‌های دیگر به دیوار شمالی حمله نمودند. در ابتدا پروانسی‌ها در دروازه جنوبی پیشرفت کمی داشتند، اما وضعیت نیروها در دیوار شمالی در حالت بهتری قرار داشت؛ آنان آرام ولی به صورت پیوسته مشغول از میان برداشتن مدافعان شدند. در روز ۱۵ ژوئیه، یورش نهایی در هر دو سمت شهر آغاز شد و در نهایت استحکامات لایهٔ درونی دیوار شمالی، تسخیر گشت. هراس به وجود آمده ناشی از این رویداد در مدافعان، آنان را بر آن داشت تا دیوارهای شهر را در هر دو سوی شهر رها کنند و در نهایت به صلیبیون اجازه دهند که وارد شهر شوند.

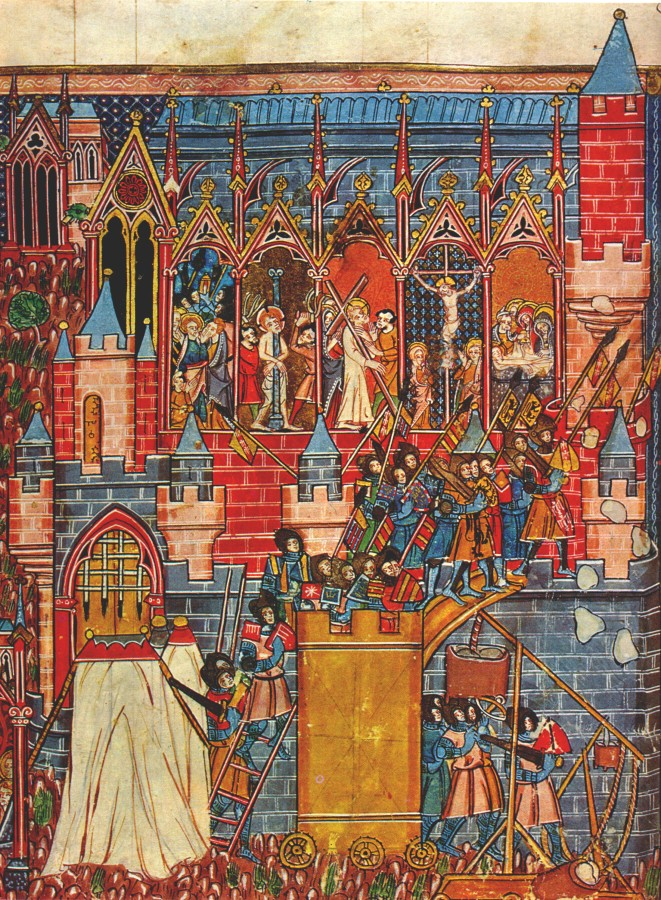
محاصره اورشلیم، تصویر شده در نسخه‌ای خطی از قرون وسطی

پس از حمله موفقیت‌آمیز به دیوار شمالی، مدافعان درحالی که توسط تنکرد و مردانش تعقیب می‌شدند، به سمت حرم شریف فرار کردند. پیش از آنکه مدافعان بتوانند منطقه را تسخیر کنند و سنگر بگیرند، مردان تنکرد به آنجا حمله، و بسیاری از مدافعان را سلاخی کردند و بازماندگان نیز در مسجد الاقصی پناه گرفتند. تنکرد کشتار را متوقف کرد و اعلام کرد، کسانی که در مسجد هستند مورد حمایت او و در امان خواهند بود. هنگامی که مدافعان دیوار جنوبی، دربارهٔ رویداد سقوط دیوار شمالی شنیدند، به سمت ارگ گریخته و اجازه دادند تا ریموند و پروانسی‌ها نیز وارد شهر شوند. افتخارالدوله، فرمانده پادگان شهر، در پی قراردادی با ریموند، ارگ را در قبال حفظ جان خود و محافظانش تسلیم او کرد و در عوض با امنیت و درپناه سپاه ریموند، به اشکلون رفت.
گزارش‌های شاهدان عینی در میان سپاه صلیبیون، تأییدکنندهٔ درستی رویداد کشتار فجیع و بسیار بزرگ پس از محاصره است. با این وجود، برخی از مورخان گفته‌اند که مقیاس این کشتار در منابع قرون وسطایی، بیش از حد بزرگنمایی شده است.
کشتار در ادامهٔ روز نیز ادامه یافت. تمام مسلمانان کشته شدند و یهودیانی که در کنیسه جامع پناه گرفته بودند، به‌وسیلهٔ صلیبیون و همراه با کنیسه‌شان به آتش کشیده شدند. روز بعد، زندانیان تنکرد در مسجد الاقصی نیز کشته شدند. با این وجود، واضح است که برخی از مسلمانان و یهودیان این شهر از این کشتار، جان سالم به در برده یا فرار کردند یا برای دریافت خون‌بها به اسارت درامدند. جمعیت مسیحی شرقی این شهر، پیش از محاصره توسط فرماندار شهر اخراج شده بودند و بدین ترتیب از این کشتار جان سالم بدر بردند.

### برپایی پادشاهی اورشلیم

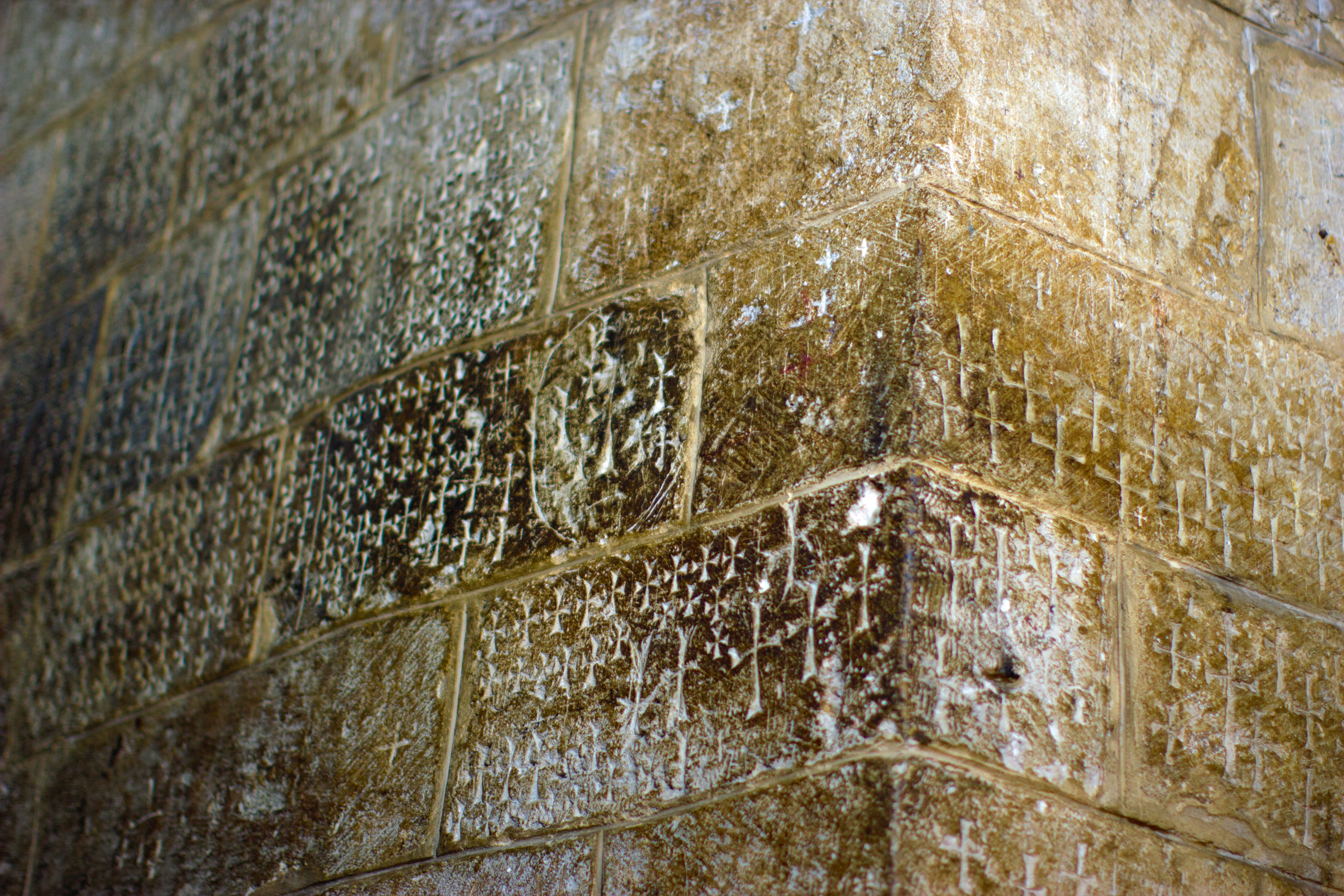
نوشته‌ای مربوط به صلیبیون در کلیسای مقبره مقدس، اورشلیم

در ۲۲ ژوئیه شورایی در کلیسای مقبره مقدس برپا شد تا پادشاهی برای پادشاهی تازه ایجاد شدهٔ اورشیلم برگزیند. ریموند تولوز در ابتدا شاید برای نشان دادن تقوایش، پادشاه شدن را نپذیرفت، اما احتمالاً امیدوار بود که دیگر نجیب‌زادگان بر انتخاب او در هر صورتی پافشاری بورزند. گادفری که پس از اعمال ریموند در محاصرهٔ انطاکیه محبوبیت بیشتری به‌دست آورده بود، جایگاه پادشاهی اورشلیم را پذیرفت اما عنوان پادشاه را برای خودش نپذیرفت. ریموند که از این ماجرا خشمگین شده‌بود، سپاهش را از شهر به مقصد حومه شهر خارج نمود.
ماهیت و معنی دقیق عنوان گادفری مورد بحث و اختلاف دیدگاه‌ها است. اگرچه به صورت گسترده‌ای ادعا شده که وی عنوان آدوکاتوس سانتی سپولکری («حامی» یا «مدافع» مقبره مقدس) را برگزیده است، اما این عنوان تنها در نوشته‌هایی که خود گادفری نویسندهٔ آن‌ها نبوده، موجود است. به جای آن، گادفری خودش را به طرز ابهام‌برانگیزی پرینچپس یا به طرز ساده‌ای دوکس از لورن سفلی می‌نامیده است. طبق گفتهٔ ویلیام صوری در اواخر سده دوازدهم میلادی، گادفری در آن هنگام جنگجویی افسانه‌ای در اورشلیم صلیبی محسوب می‌شد؛ او از برسر گذاشتن «تاج طلایی» در مکانی که مسیح «تاجی از خار» برسر داشت، خودداری کرد. رابرت راهب، تنها رویدادنگار دوره جنگ‌های صلیبی است که نوشته است گادفری عنوان «پادشاه» را برگزیده است.

### نبرد اشکلون
صلیبیون در هنگام حرکت به سوی اورشلیم، تلاش کردند با فاطمیان مذاکره کنند ولی مفید واقع نشد. صلیبیون پس از تصرف اورشلیم متوجه شدند که فاطمیان در حال تدارک حمله‌ای به آنان هستند. در ۱۰ اوت گادفری بوین، سربازان باقی‌مانده را در یک راهپیمایی یک روزه از اورشلیم به سمت اشکلون هدایت کرد.

شمار سپاه فاطمیان که بین ۲۰٬۰۰۰ تا ۳۰٬۰۰۰ تن تخمین زده‌شده در نبرد شرکت کردند. سربازان آن‌ها شامل ترکان سلجوقی، عرب‌ها، پارس‌ها، کردها و اتیوپیایی‌ها می‌شد که توسط وزیر افضل شاهنشاه فرماندهی می‌شدند. در مقابل آن‌ها نیروهای صلیبی قرار داشتند، که شمار آن‌ها توسط ریموند آگیولرس پیرامون ۱۲۰۰ شوالیه و ۱۰٬۰۰۰ پیاده‌نظام تخمین زده شده است.

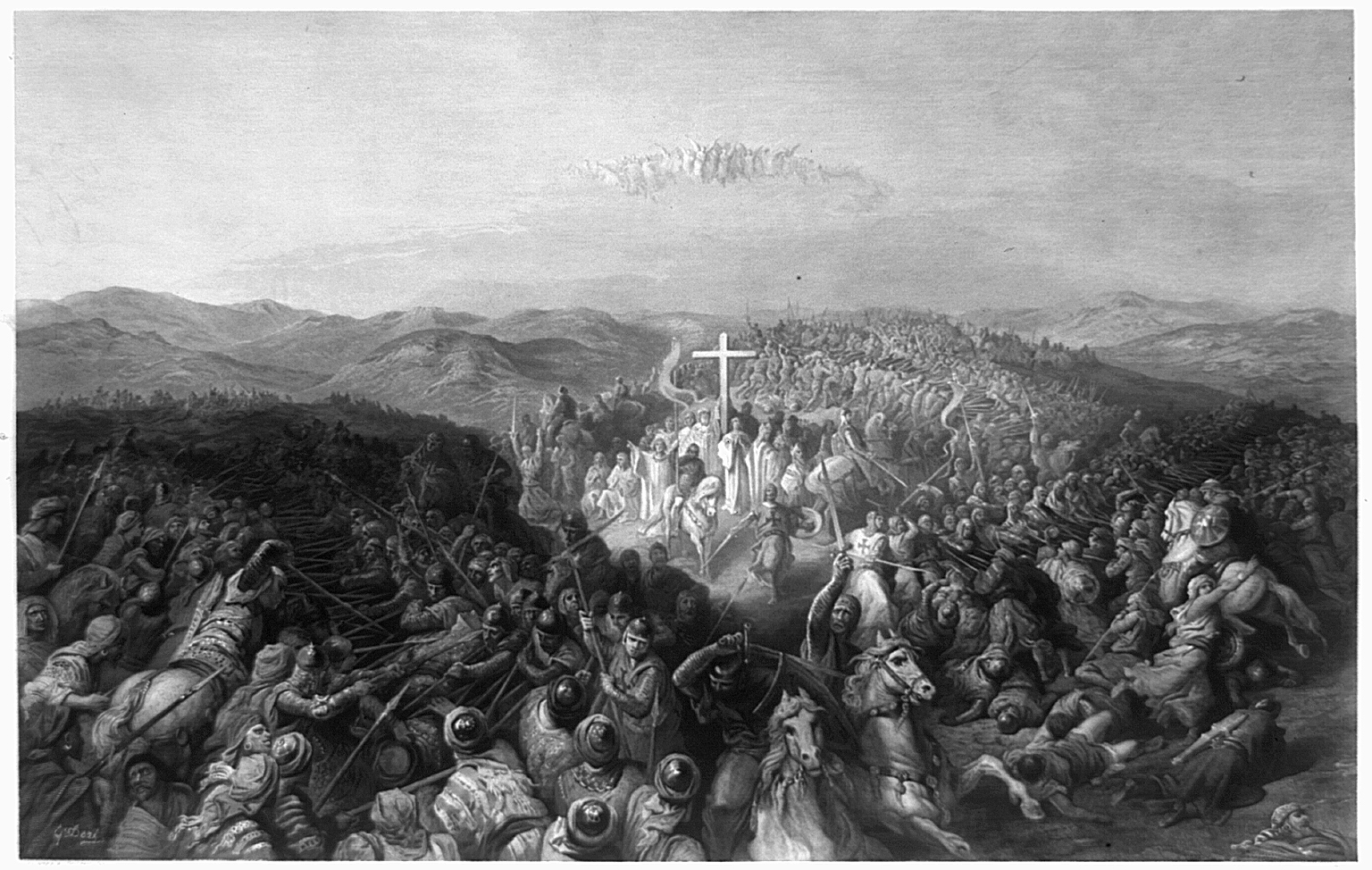
یک نقاشی از نبرد اشکلون، برپایهٔ تصویر اصلی‌ای از گوستاو دوره (۱۸۷۱)

در روز ۱۲ اوت، پیش‌آهنگان صلیبی، محل برپایی اردوگاه فاطمیان را کشف کردند، سپس سپاه صلیبی‌ها به سرعت به سمت آنان حرکت نمود. براساس گفته‌های بیشتر صلیبیون و مسلمانان، فاطمیان غافلگیر شدند. به گفتهٔ آلبرت اکس، به دلیل آماده نبودن کامل سپاه فاطمیان، مدت نبرد نسبتاً کوتاه بود، اگرچه با این وجود، جابجایی نیروها مدت زمان زیادی نیاز داشت. پس از شکست در نبرد، افضل شاهنشاه و باقی‌ماندهٔ سپاه او به شهر مستحکم و دارای استحکامات اشکلون عقب‌نشینی کردند. روز بعد صلیبیون آگاه شدند که افضل شاهنشاه به‌وسیلهٔ کشتی کوچکی به مصر عقب‌نشسته است، بنابراین آن‌ها به غارت اردوگاه فاطمیان و چیزی‌های باقی‌مانده پرداختند. پس از بازگشت به اورشلیم، بیشتر صلیبیون سرزمین مقدس را ترک و به خانه‌های خود در اروپا بازگشتند.

## پیامد

دولت‌های صلیبیون پس از نخستین جنگ صلیبی

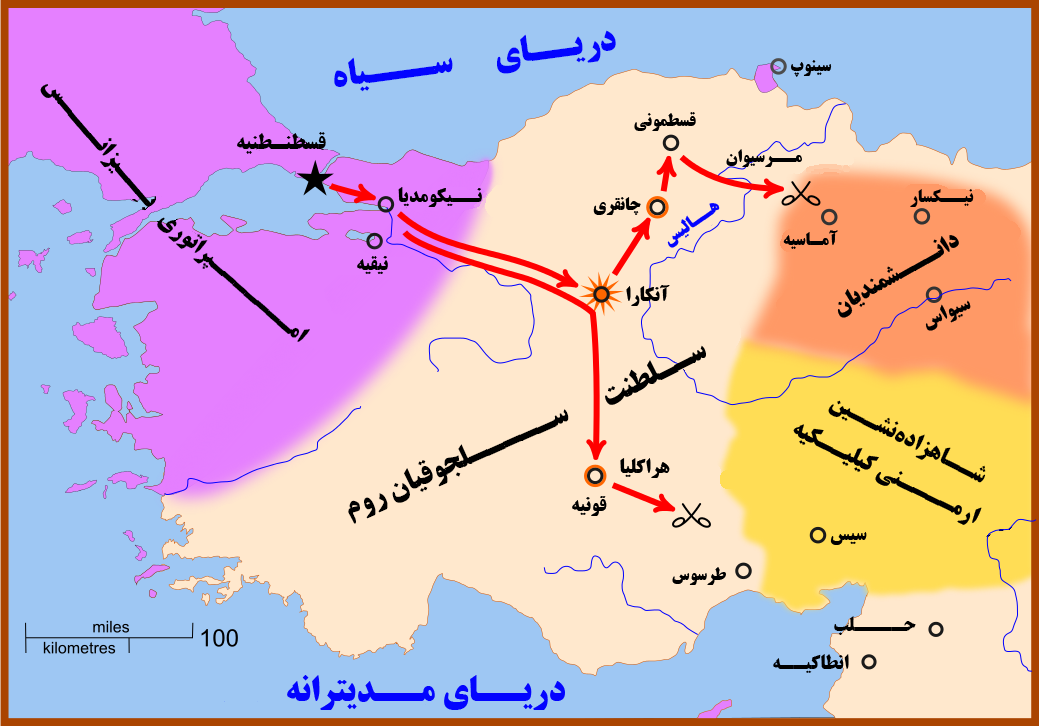
نقشهٔ آسیای کوچک، نشان‌دهندهٔ مسیر حرکت سپاهیان صلیبی در جنگ صلیبی ۱۱۰۱ میلادی

دولت بیزانس توانست با هدایت امپراتور الکسیوس نواحی زیادی را در غرب آسیای صغیر از ترکها بازپس بگیرد و به کمک نیروی دریایی خود بر سراسر نوار ساحلی شبه جزیره آناتولی تسلط یابد و حتی توانست با کمک ریموند، کنت تولوز، کنترل بندر ساحلی لاذقیه را در سرزمین شام به‌دست‌آورد و دوران کامیابی و صلحی نسبی را در سدهٔ دوازدهم میلادی تجربه نماید. امیرنشین‌های ارمنی توروس و آنتی توروس که در معرض تهدید ترک‌ها قرار داشتند و موجودیتشان در خطر بود توانستند جایگاهشان را محکمتر کرده و به دوام دولتشان امیدوار شوند.
شاهزاده‌نشین انطاکیه که توسط بوهموند برپا گشته بود، علیرغم در اختیار نداشتن سرزمینی پهناور دارای صنعتی نیرومند در شهر انطاکیه بود. در این شهر پارچه‌های ابریشمی، قالی، شیشه و غیره تولید می‌شد. همچنین این شهر محل رفت و آمد کاروان‌های تجاری حلب و بین‌النهرین بود که از شرق به این شهر وارد می‌شدند. بزرگ‌ترین دشمن این امیرنشین نه مسلمانان، بلکه امپراتوری بیزانس بود چرا که امپراتور معتقد بود که بر سر به‌دست آوردن فرمانروایی این خطه توسط صلیبیون فریب خورده است و چشم طمع به این شهر را در سر می‌پروراند. کنت‌نشین ادسا (رها) در شرق کنت نشین انطاکیه قرار داشت و به عنوان سپری در برابر مسلمانان برای انطاکیه به حساب می‌آمد. این کنت نشین سرزمین پهناوری در اختیار داشت، ولی دارای مردمان گوناگونی بود و علیرغم وجود تعداد زیادی از مسیحیان و ارمنی‌ها ولی به علت وجود شهرهایی مسلمان نشین توانایی تشکیل دولتی متمرکز برای صلیبی‌ها وجود نداشت. صلیبی‌ها در این ناحیه چندین دژ برپا کرده و از آن برای مالیات‌گیری و غارت نواحی اطراف استفاده می‌کردند که باعث می‌شد ثروت زیادی نصیب کنت این ناحیه گردد.
در پادشاهی اورشلیم، دوران فرمانروایی گادفری کوتاه بود و با درگذشت او، برادرش بالدوین از سال ۱۱۰۰ میلادی به فرمانروایی رسید و نخستین کسی بود که رسماً عنوان پادشاه لاتین اورشلیم را برای خود برگزید. بالدوین برخلاف گادفری که سست اراده بود، از تدبیر و بینش‌های لازم برای یک فرمانروا بهره‌مند بود ولی با مشکلات زیادی روبرو بود. خرانه خالی و نداشتن نفرات کافی از مشکلات مهم او بود. همچنین یکی دیگر از مشکلات او شهرهای بندری در نوار ساحل در شمال سرزمین صلیبی - یعنی کرانه‌های ساحلی از حیفا تا سرحد لاذقیه که قلمرو کنت تولوز محسوب می‌گردید- همگی در دست مسلمانان قرار داشت. در سال‌های بعد، کمک‌هایی نیز از سوی بازرگانان ایتالیایی ساکن‌شده در بندرهای سوریه و همچنین از فرقه‌های مذهبی و نظامی شوالیه‌های معبد و شوالیه‌های هوسپیتالر که در زمان پادشاهی بالدوین یکم پایه‌ریزی شده‌بودند، فراهم گشت.
شکست‌های فاطمیان از ترک‌ها در شام و پس از آن شکست سپاه امدادی آنان از صلیبیون در اشکلون باعث کاهش اقتدار و آسیب به اعتبار این دولت گردید. با این حال وزیر الافضل که ادارهٔ امور این خلافت را برعهده داشت، قصد داشت تا انتقام این شکست را از صلیبی‌ها بگیرد و توانست ارتباط ناوگان دریایی مصری را با شهرهای مسلمان نشین بندری شام و فلسطین حفظ کند. تلاش مداوم پادشاهی اورشلیم برای تصرف مناطق ساحلی اثربخش بود و آنان توانستند تا سال ۱۱۰۱ شهرهای حیفا، ارسوف و قیصریه را از کنترل فاطمیان خارج سازند. در همین هنگام بود که مستعلی درگذشت و فرزندش منصور الآمر باحکام الله به خلافت رسید. افضل برای بیست سال توانست با قدرت و کفایت لازم حکومت را اداره کند، ولی با قتل وی در سال ۱۱۲۴ به دست خلیفه جوان فاطمی، دورانی از تغییرات مداوم در ارکان دولت فاطمی فرا رسید. با قتل خلیفه الآمر در سال ۱۱۳۰ خلافت فاطمی دچار هرج و مرج شد و رو به زوال نهاد.
با صلیبیونی که پس از تسخیر اورشلیم به خانه در اروپای غربی بازگشته بودند همانند قهرمانان رفتار شد. رابرت فلاندرز به پاس خدماتش لقب «یروزولیمیتانوس» را دریافت نمود و زندگی گادفری بوین تنها چند سال پس از مرگش تبدیل به افسانه شد. در برخی موارد وضعیت سیاسی اروپای غربی به شدت تحت تأثیر عدم حضور صلیبیون قرار داشت. برای نمونه، هنگامی که رابرت کورتوز در جنگ صلیبی حضور داشت تاج و تخت انگلستان به جای او، به برادرش هنری یکم رسید و درگیری‌های ناشی از آن منجر به نبرد تینچبری در سال ۱۱۰۶ م گشت.
حضور در این جنگ برای نجبا، نیازمند ساز و برگ رزم همانند اسلحه، زره و اسبی سالم برای خود و همراهانشان بود که همگی گران‌قیمت بودند. از این رو، این افراد که در مرحله نخست جنگ هیچ‌یک به منفعت یا موفقیتی نرسیده بودند، اگر می‌توانستند زنده بازگردند، هنگام مراجعت فقیرتر از گذشته شده بودند و اگر کشته می‌شدند، املاک خود را فقیرتر کرده بودند. در این شرایط و با توجه به این که فروش زمین برای آن‌ها غیرقابل تصور بود، این نجبا چاره‌ای جز فروش حقوق ویژه و مزیت‌های خاص به برخی اتباع و رعایای خود که گسترش تجارت و کشاورزی موجب افزایش توان مالی آن‌ها شده بود، نداشتند. این امر موجب افزایش آزادی افراد این جوامع می‌شد.
هنگامی که خبر پیروزی جنگ صلیبی به اروپا رسید افرادی که صلیب برگرفته بودند و هیچگاه از اروپا خارج نگردیده بودند یا آن عده‌ای که در مسیر حرکت، سفر به اورشلیم را نیمه کاره رها کرده و به اروپا بازگشته بودند، مورد تمسخر و اهانت خانواده‌هایشان و همچنین تهدید به تکفیر شدن از سوی پاپ قرار گرفتند. تا زمستان سال ۱۱۰۰ م بیشتر جنگجویان صلیبی به اروپا بازگشتند و در آنجا از لزوم یاری رساندن به همرزمانشان که در سرزمین مقدس باقی مانده و همچنین ثروت زیاد و زمین‌های فراوان در شرق سخنانی بسیار سردادند. بر طبق نوشته‌های فوشیه شارتری، در این سال تنها چندصد شوالیه در پادشاهی تازه برپاگشتهٔ اورشلیم باقی‌مانده‌بود.
سه سپاه صلیبی در پی این تبلیغات و دعوت‌ها در سال ۱۱۰۰و اوایل ۱۱۰۱ به سوی شرق به راه افتاد. سپاه نخست که بیشتر از مردم لمباردی تشکیل شده بود و شماری از مردم ژرمن به فرماندهی ژنرالی از سوی هاینریش چهارم به این دسته از صلیبیون پیوستند. لشکری نوری به رهبری کنت نور چند روز پس از حرکت لمباردی‌ها از نیکومدیا به قسطنطنیه رسید. کنت نور حرکت خود را در ماه فوریه ۱۱۰۱ آغاز کرده بود. ویلیام نهم، دوک آکیتن سپاه صلیبی دیگری گرد آورده و عازم سرزمین مقدس شده بود. این سپاه از صلیبیون حرکت خود را در ماه مارس آغاز کرده و تصمیم گرفتند تا با گذر از فرانسه، آلمان و مجارستان خود را به قسطنطنیه برسانند. در میان راه و در آلمان، ولف، دوک باواریا به همراه اسقف اعظم سالزبورگ و مارگرافین ایدا که بیوهٔ لئوپولد دوم بود به همراه نیروهای خود به این سپاه صلیبی ملحق شدند. این سپاه تازه ملحق شده آلمانی کاملاً مجهز و شامل نیروهای پیاده و سواره نظام بود. سپاه متحد صلیبیون فرانسوی و آلمانی با گذر از خاک مجارستان در راستای رود دانوب به بلگراد و سپس به قسطنطنیه رسیدند. استفان دوم، کنت بلوآ و اوگ ورماندو که هر دوی آن‌ها در شمار کسانی بودند که در جریان نخستین جنگ، سفرشان به اورشلیم را نیمه کاره رها کرده بودند نیز در میان این سپاهیان حضور داشتند. از این سه سپاه صلیبی، سپاه نخست در نبرد مرزیفون و دو سپاه دیگر هر کدام در نبردهایی جداگانه در هرقله از سوی ترکان درهم کوبیده شده و تقریباً نابود شدند اما بازماندگانشان پس از ورود به اورشلیم، موجب تجدید نیروی پادشاهی شدند.
قلج ارسلان، سلطان سلجوقیان روم، با از دست دادن پایتختش و خزائنش در نبرد دورلیوم و در ادامه از دست دادن و اشغال مناطق زیادی از سرزمین در اختیارش به وسیلهٔ بیزانسی‌ها، دچار مشکلاتی گردیده بود. علیرغم اینکه او با امیران سلجوقی در نواحی شرقی روابط خوبی نداشت اما ورود مهاجران و دسته‌های ترکمانان به آناتولی باعث گردید تا او بتواند تجدید نیرو کند. در نواحی شمالی شبه جزیره آناتولی، دانشمندیان به سرکردگی امیر گمشتکین غازی و به مدد مهاجران ترک توانسته بودند موقعیتی نیرومند برای خود ایجاد نمایند و نخستین کسانی باشند که در رویارویی با صلیبی‌ها به پیروزی می‌رسند. آنان توانستند سواران بوهموند را شکست داده و وی را در نبرد ملطیه اسیر کنند. تأثیر این رویدادها بر دودمان‌های مسلمان شرق بسیار آهسته ولی پراهمیت بود. پس از مرگ ملکشاه یکم در ۱۰۹۲ م، بی‌ثباتی سیاسی و نیز تکه‌تکه شدن امپراتوری سلجوقیان بزرگ، از دفاع یکپارچه در برابر دولت‌های لاتین جلوگیری کرد و همکاری میانشان برای دهه‌ها، بسیار دشوار و ناممکن باقی‌ماند، اما در همین هنگام فراخوان‌ها و تلاش‌هایی از مصر تا سوریه و حتی بغداد، برای بیرون راندن صلیبیون آغاز گردید که پس از یک سده و تنها در همان هنگامی که ایوبیان توانستند همهٔ این مناطق را متحد سازند، با بازپس‌گیری اورشلیم به دست صلاح‌الدین به اوج خود رسید.

## مباحث تاریخی دربارهٔ علل و شرایط جنگ‌های صلیبی
ویلیام صوری، تاریخ‌نگاری‌اش را با سقوط اورشلیم در زمان عمر بن خطاب، خلیفه دوم مسلمانان، آغاز کرد. هرچند فتح شام به‌دست مسلمانان، چهار سده پیش از آغاز نخستین جنگ صلیبی روی داده بود اما علت اصلی آغاز جنگ، تسخیر آناتولی بیزانس به‌وسیلهٔ سلجوقیان در بین دههٔ ۱۰۷۰ تا ۱۰۸۰ م محسوب می‌شود. در پی شکست ملازگرد در سال ۱۰۷۱، مسلمانان نیمی از سرزمین‌های امپراتوری بیزانس را تسخیر کردند، و توانستند شماری از مهم‌ترین شهرهای راهبردی و مذهبی مانند نیقیه و انطاکیه را تا تنها ده سال پیش از شورای پیاچنزا به تصرف خود درآورند. علاوه بر این، گزارش‌های خشونت‌آمیزی از جنایاتی که مهاجمان علیه مردمان آناتولی انجام دادند، توسط تاریخ‌نگاران شرقی و مسیحی همچون جان اسکیلیتز، مایکل آپتلیتا، متیو ادسا، مایکل سوری و دیگران و با انگیزهٔ اصلی کم کردن درد و رنج‌ها و مصائبی که امپراتوری بیزانس متحمل گشته بود، نوشته شدند. علاوه بر این، در اوایل قرن یازدهم میلادی روابط مسلمان و مسیحی عیسویان در شام رو به وخامت گذاشت؛ برای نمونه در سال ۱۰۰۹ م کلیسای مقبره مقدس توسط خلیفه فاطمی حاکم بأمرالله نابود شد و احتمالاً پاپ سرگیوس چهارم در برابر این کار، خواستار برپایی اردوکشی نظامی به سرزمین مقدس گردید و حتی کمی بعدتر و در میان حرکت زیارت بزرگ آلمانی‌ها در سال‌های ۱۰۶۴–۱۰۶۵ م به سوی سرزمین مقدس، آزار و اذیت‌های زیادی به زائران وارد گردید؛ بنابراین فتح اورشلیم و کلیسای مقدس به عنوان انگیزه اصلی صلیبیون بیشتر از کمک به نیروهای بیزانسی برای نبرد با سلاجقه، به‌وسیلهٔ تاریخ‌نگاران آن دوره مورد توجه قرار گرفته است.
این وضعیت از علل و انگیزه‌های متعدد برای جنگ صلیبی به بحث‌های گسترده در تاریخ‌نگاری مدرن منجر شد. برای نمونه نظریه‌ای از کارل اردمن (۱۹۳۵)، که به عنوان «پایان‌نامه اردمن» شناخته می‌شود، نخستین جنگ صلیبی را به اصلاحات گرگوری — اصلاحاتی که توسط پاپ گرگوری هفتم در طول سال ۱۰۵۰–۱۰۸۰ م — ارتباط می‌دهد. این اصلاحات، کلیسای غربی را که در طول قرن دهم میلادی بسیار ضعیف شده بود، به عنوان یک قدرت الهام‌بخش و هماهنگ‌کنندهٔ جنگ‌های صلیبی پایه‌ریزی کرد. اردمن در نظریه خود پیشنهاد می‌کند که اتحاد کلیسای قدرتمند غربی با امپراتوری ضعیف بیزانس، اجازه داد تا انتقال قدرت از غرب به شرق — با فتح اورشلیم به عنوان یک هدف ثانویه — صورت گیرد.
با این حال باید انگیزه‌ها و علل نخستین جنگ‌های صلیبی را هم در شرق و هم در غرب بررسی کرد و هنوز هم در میان تاریخ‌نگاران قرن بیستم در مورد چگونگی تأثیر نسبی چنین عللی بحث می‌شود.
طی قرن بیستم، استیو رانیسمان توانست برداشتی عمومی از صلیبیون را شکل دهد. رانیسمان در دیدگاه خود بیان می‌کند که انگیزهٔ حملات وحشیانهٔ جنگ صلیبی عمدتاً حرص و طمع و تمایل به کسب ثروت و غنائم و نیز روحیهٔ ماجراجوی اشراف فرانسوی بوده است. وی در ادامه استدلال می‌کند که جنگ صلیبی با ترکیبی از توجیهات الهی برای جنگ و بی‌قراری عمومی و آزمون ماجراجویی، به خصوص در میان نورمن‌ها و پسران جوان اشراف فرانسوی که هیچ فرصت مناسبی همچون این زمان، دیگر برای آن‌ها وجود نداشت، بود و تا آنجا پیش می‌رود که بیان می‌کند تهدیدی فوری از جانب دنیای اسلام وجود ندارد و استدلال می‌کند که «عیسویان فلسطین کمتر روزگاری را به پر برکتی میانهٔ قرن یازدهم میلادی دیده بودند». مشابه نظر رانیسمان، توماس آسبریج (۲۰۰۴) معتقد است که نخستین جنگ صلیبی، تلاشی استراتژیک برای گسترش قدرت کلیسای غربی و اتحاد مجدد کلیساهای رم و قسطنطنیه بود. بر اساس این دیدگاه، فتوحات اسلامی در این مورد بسیار کم‌اهمیت بود، چرا که اسلام و مسیحیت برای قرن‌ها زندگی مسالمت‌آمیزی با یکدیگر داشتند.
از سوی دیگر، مورخان نیمه دوم قرن بیستم، همچون اسپروس وریونیس (۱۹۷۱)، بر تهدید نظامی گسترش اسلام و جنایات و حملات علیه مسیحیان در آناتولی و شام را تأکید کرده‌اند. و موسی گیل (۱۹۹۷) با وجود منابع یهودی در مصر با رانیسمان مخالفت می‌کند و نتیجه‌گیری می‌کند که حمله سلجوقی به آناتولی و اشغال فلسطین (۱۰۷۳–۱۱۰۳ م)، دوره‌ای از کشتار و نابودی‌ها، مشکلات اقتصادی و از بین بردن جمعیت را به وجود آورد. در واقع این سخن وی براساس نوشته‌های نویسندگانی همچون مایکل سوری مطرح شده است.
توماس مادن (۲۰۰۵) یک دیدگاه تقریباً کاملاً متضاد نسبت به نظریه آسبریج (تلاش برای گسترش کلیسای رم) دارد. وی استدلال می‌کند که مهم‌تر از همه این دلایل، جنگ صلیبی نبردی شایسته برای آزاد کردن مسیحیان که به شدت از دست ترکان رنج می‌بردند، است. کریستوفر تیرمن با استدلال بر علل گوناگون و ترکیبی، تلاش کرده است تا نخستین جنگ را ناشی از توسعه اصلاحات کلیسای غرب و نظریه‌های جنگ مقدس، به مثابه یک پاسخ به درگیری با جهان اسلام در سراسر اروپا و غرب آسیا بیان کند.
جاناتان ریلی-اسمیت (۲۰۰۵) علاوه بر دلایل دیگر مورخان، علل دیگری همچون قحطی و کمبود برداشت کشاورزی در اروپا، جمعیت رو به افزایش و تلاش برای استعماری اولیه در مناطق دیگر را بیان می‌کند که در آغاز این جنگ‌ها بی تأثیر نبود. پیتر فرانکوپن (۲۰۱۲) نیز بیان می‌کند که تاریخ نخستین جنگ صلیبی که بیشتر بر پایه منابع غربی (لاتین) است تا منابع ارمنی، سوری، یونانی و عربی، اساساً تحریف شده است و اشاره می‌کند که فتح اورشلیم در واقع به واسطه زوال امپراتوری بیزانس و تلاش امپراتور آلکسیوس یکم برای احیای قدرت پیشین بیزانس در شام و فلسطین صورت گرفته است؛ و توسل امپراتور بیزانس به پاپ در واقع حرکتی ناشی از ترس بود که دست آخر منجر به تضعیف بیزانس شد. فرانکوپن در ادامه بیان می‌کند که اهداف اصلی نظامی در جنگ نخست در خاورمیانه، نیازمند نیروهایی توانمند و همراه با ابزار محاصره بود که دقیقاً با خواسته پاپ اوربان دوم در رابطه با نیروهای صلیبی مطابقت دارد.

## منبع‌شناسی

### اسناد و مکاتبات
- نامه‌ها و مکاتبات پاپی مشتمل بر نامه‌های پاپ اوربان دوم (ح. ۱۰۸۸–۱۰۹۹) که حاوی اطلاعاتی از نقش پاپ اوربان در آغاز نخستین جنگ صلیبی است. در این نامه‌ها اطلاعاتی در باب شورای پیاچنزا، شورای کلرمون، جمع‌آوری و حرکت نیروها و حوادث و نبردها صلیبیون طی نخستین جنگ در خود جای داده است.[۳۹][۲۰۸]